# Lumeau
Lumeau (prononcé [lymo]) est une commune française située dans le département d'Eure-et-Loir en région Centre-Val de Loire.
Lumeau fait partie d'une zone écologique protégée dans la vaste plaine de céréalicultures de la Beauce, au sol fertile et au climat tempéré. Le nom du village est d'origine gauloise et son histoire est associée à la province de l'Orléanais.

## Géographie

### Situation

#### Localisation
Lumeau est situé dans la région naturelle de Beauce, dans le sud du Bassin parisien sur le bassin versant de la Loire.
Rattachée au département d'Eure-et-Loir, la commune est aux confins de la Beauce orléanaise et de la Beauce dunoise, à 27 km au nord d'Orléans (préfecture de la région Centre-Val de Loire et du département du Loiret) et à 38 km à l'est de Châteaudun (chef-lieu d'arrondissement). Elle est ainsi dans une zone où l'influence d'Orléans est bien plus sensible que celle de Chartres (préfecture du département d'Eure-et-Loir), distante de 51 km au nord par Fains-la-Folie. Lumeau est à 92 km au sud du point zéro des routes de France (Paris-Notre-Dame).

#### Communes et département limitrophes
Lumeau est inséré dans un maillage de villages et hameaux, espacés de 3 à 4 km, qui quadrillent le territoire agricole et forment un espace social élargi. Ils constituent « une véritable aire d'interconnaissance, les échanges de population entre elles (…) sont nombreux. »
À vol d'oiseau entre clochers d'églises, les communes les plus proches de Lumeau sont : Baigneaux (2,5 km), Loigny-la-Bataille (4,0 km), Bazoches-les-Hautes (4,1 km), Poupry (4,3 km), Tillay-le-Péneux (4,8 km), Terminiers (5,2 km), Santilly (7,0 km), Sougy (7,1 km), Dambron (6,3 km), Rouvray-Sainte-Croix (7,5 km), Artenay (7,8 km), Orgères-en-Beauce (8,4 km), Germignonville (9,3 km), Guillonville (9,7 km), Fontenay-sur-Conie (10,3 km), Patay (10,5 km), Courbehaye (11,7 km), Chevilly (11,7 km) et Janville (11,7 km).
|                    | Tillay-le-Péneux | Baigneaux |
| Loigny-la-Bataille | Lumeau           | Poupry    |
| Terminiers         | Sougy (Loiret)   |           |

Lumeau est au voisinage de gros bourgs ruraux et villes accessibles par des routes départementales, à 8 km à l'ouest d'Artenay, à 9 km à l'est d'Orgères-en-Beauce, à 11 km au nord de Patay, à 12 km au sud-ouest de Janville et Le Puiset, à 14 km de Toury, à 21 km au sud-est de Voves et à 27 km au nord d'Orléans.
Comme toute la région agricole de Beauce, le village de Lumeau était inclus dans la province de l'Orléanais. Lumeau faisait plus précisément partie de l'élection d'Orléans, circonscription créée dans le domaine royal vers 1380 et qui était devenue une des subdivisions de la généralité d'Orléans de 1558 à 1789. La frontière nord-ouest de l'élection d'Orléans passait par Santilly, Baigneaux, Lumeau, Terminiers, Sougy et Rouvray-Sainte-Croix.
Mais lors de la formation des départements (décret de la division de la France en départements du 22 décembre 1789, promulgué le 8 janvier 1790), Santilly, Baigneaux, Lumeau, Terminiers, Poupry et Dambron sont des paroisses de l'élection d'Orléans qui deviennent des communes rattachées au département d'Eure-et-Loir,, dont la préfecture est Chartres.

Lumeau dans l'organisation historique du territoire
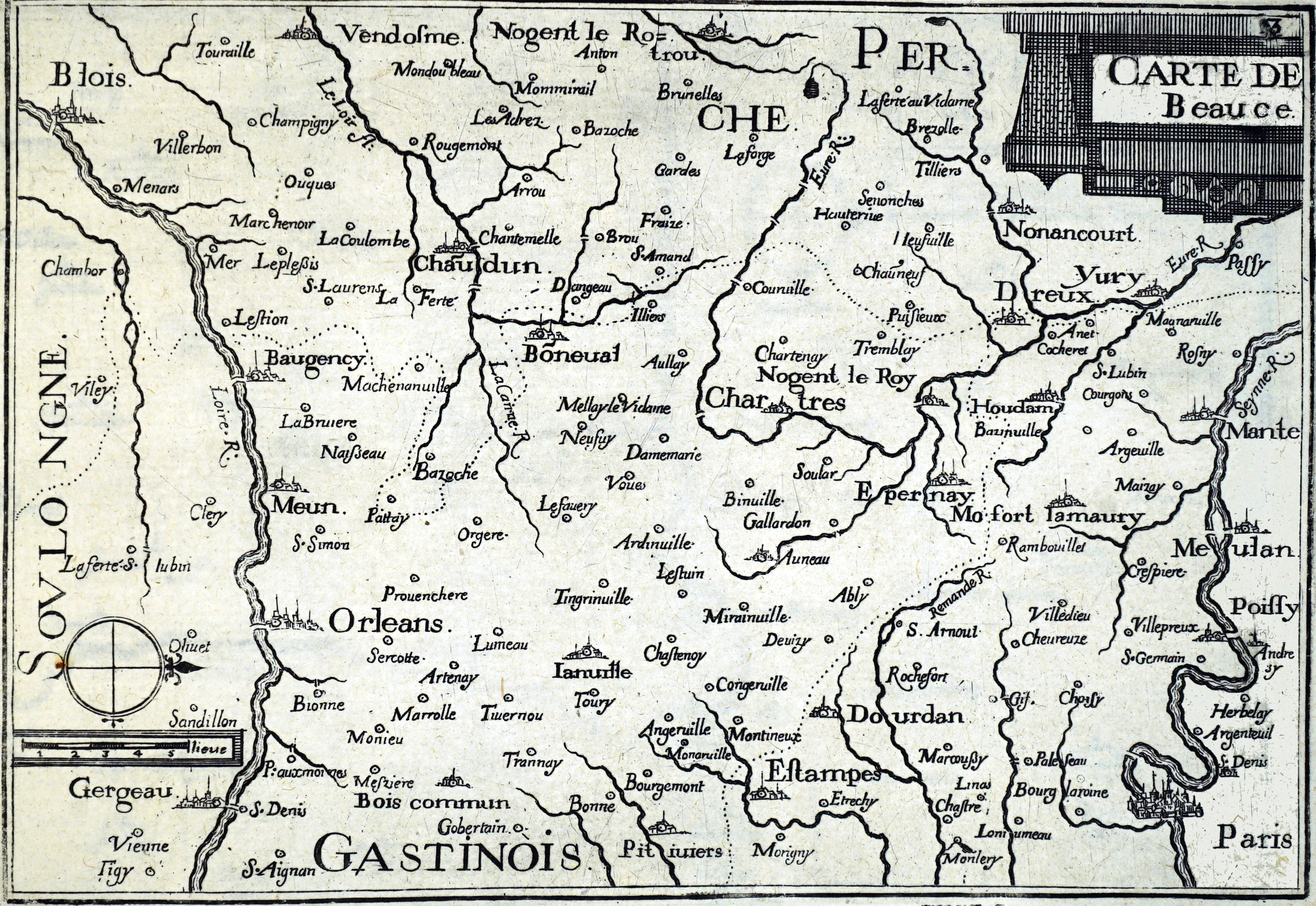
La paroisse de Lumeau sur la carte de Beauce de Tassin en 1633 (d'après une carte de Beauce datée de 1566[B 4]), entre Loire (Orléans en bas à gauche) et Seine (Paris en bas à droite)[B 5].
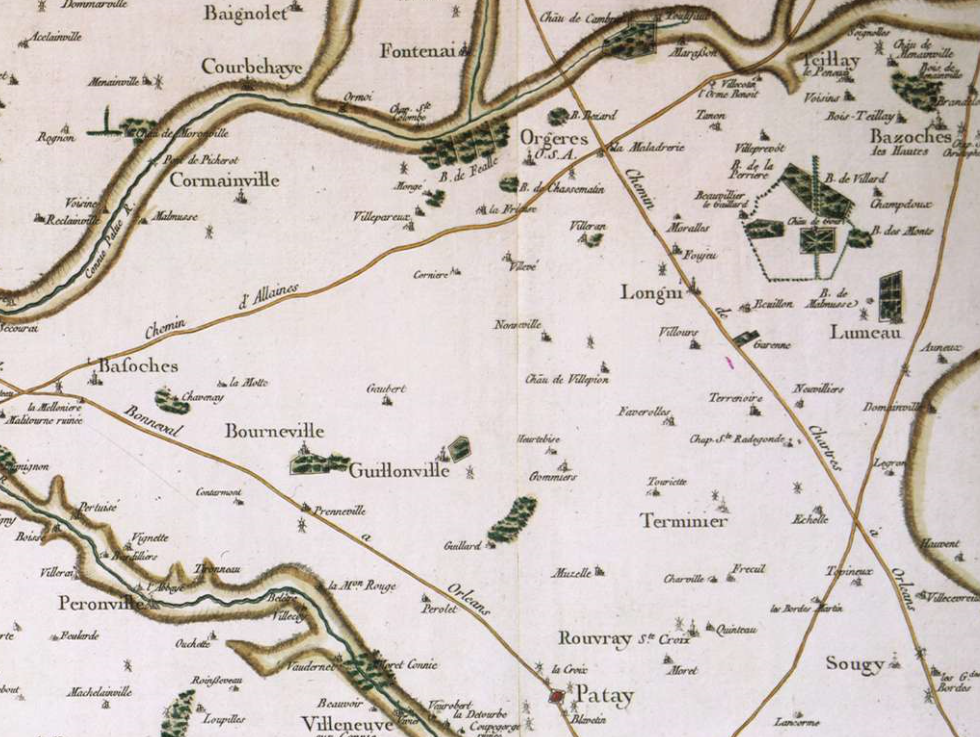
Carte de Cassini en 1759 (d'après une carte de Cassini datée de 1744[B 6]) : Lumeau entre les deux bras de la rivière Conie et à l'ouest de la cuvette de Poupry[B 7].
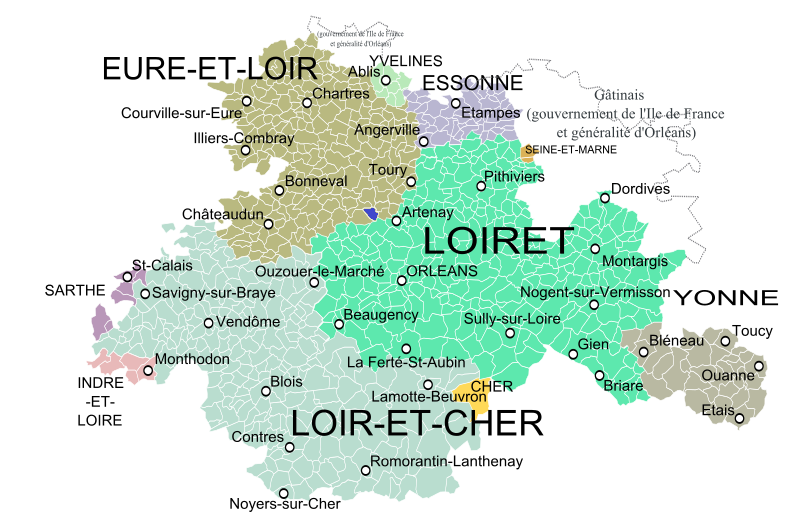
Les communes issues de la province de l'Orléanais à la fin de l'Ancien Régime[B 8] : la commune de Lumeau est dans le département d'Eure-et-Loir formé le 8 janvier 1790.

La commune de Lumeau est donc frontalière du département du Loiret avec la commune voisine de Sougy et est associée au bassin de vie de Patay. Lumeau fait partie de l'aire urbaine d'Orléans.

#### Village, hameaux et écarts
L'habitat groupé et la faible densité de population sont typiques d'une région de forte mécanisation agricole productiviste, où chaque chef d'exploitation gère seul environ 130 hectares céréaliers, les récoltes étant commercialisées par des coopératives agricoles.
La commune comprend 89 foyers fiscaux en 2017, dont 59 familles de salariés et entrepreneurs.
Les habitations du bourg de Lumeau s'étendent sur une longueur de 900 m et une largeur d'environ 200 m de part et d'autre de la grande rue qui prolonge la route D3.9, approximativement entre ses deux intersections avec la route D19, l'une à l'ouest et l'autre à l'est du bourg. Le site primitif du village est « situé dans une légère cuvette » où se trouve la grande mare de Lumeau, à l'intersection ouest entre la route D3.9 et la route D19. L'église et le cimetière se trouvent dans le quart nord-est du bourg.
Les hameaux d'Écuillon, Neuvilliers, Auneux, Domainville et les écarts d'Égron et de Tivoly sont inclus dans le territoire de la commune de Lumeau, dont les limites territoriales modernes ont été délimitées en 1793 pour une superficie de 15,3 km2. Après le bourg de Lumeau, c'est Neuvilliers qui est la plus grande concentration d'habitations : y sont comptés jusqu'à 18 foyers fin du XVIIIe siècle, 65 habitants en 1859, et 12 foyers au début du XXIe siècle.
De nombreux toponymes de communes, hameaux et lieux-dits sont identifiés dans le voisinage de Lumeau et de ses hameaux. Ils ont tous un lien avec l'histoire de Lumeau.
Le cadastre de Lumeau contient diverses dénominations de rues, chemins, réages et champarts.

#### Voies de communication et transports

##### Voies routières
La commune de Lumeau est accessible via quatre axes structurants de grande circulation routière :
- entre Paris et Orléans par l'autoroute A10 (sortie  13 Artenay) ouverte en 1973 ;
- entre Paris et Orléans par la route départementale D2020 (ancienne route nationale 20) via Artenay, partiellement sur le tracé d'une ancienne voie romaine d'axe nord-sud entre Lutèce (Paris) et Cenabum (Orléans), devenue la principale route du domaine royal capétien au Xe siècle, route pavée sur la section d'Orléans à Artenay au début du XVIe siècle et jusqu'à Toury à la suite d'une ordonnance de Henri II en date du 15 février 1556, route royale pavée de bout en bout dès 1577, dite grande route de Paris à Orléans[B 11] au XVIIe siècle, « grande route de Paris à Orléans (no 23) » dans l'atlas de Trudaine au XVIIIe siècle : c'est « une des routes les plus passagères de France[B 12] » jusqu'à l'arrivée de la navigation à vapeur entre Rouen et Paris et du chemin de fer entre Paris et Orléans ;
- depuis Chartres par la route nationale 154 vers le sud via Allaines, partiellement par la route départementale D954 sur le tracé d'une ancienne voie romaine d'axe sud-nord entre Blois et Allaines (dénommée grand chemin de Blois à Paris[L 9]) ;
- depuis Châteaudun par la route départementale D927 (ancienne route nationale 827) vers le nord-est via Orgères-en-Beauce, partiellement sur le tracé d'une ancienne voie romaine entre Châteaudun et Allaines.

La desserte de Lumeau est assurée par plusieurs routes départementales :
- depuis la zone d'activités logistiques d'Artenay-Poupry via Auneux vers l'ouest sur 8 km par les routes départementales D10 et D3.9, dite route d'Artenay (dénommée en 1853 chemin de grande communication no 36 d'Orgères à Artenay[L 10]) ;
- depuis la maladrerie d'Orgères et Loigny via Écuillon vers l'est par la route départementale D3.9, partiellement sur le tracé d'une ancienne voie romaine d'axe nord-ouest à sud-est entre Chartres et Orléans, dite route d'Orgères (dénommée en 1853 chemin de grande communication no 36 d'Orgères à Artenay[L 9]) ;
- depuis Sougy via Domainville vers le nord, par la route départementale D109.3, parallèle au tracé de l'ancienne voie romaine d'axe sud-nord entre Blois et Allaines, dite route de Sougy (dénommée grand chemin de Blois à Paris[L 9]) ;
- depuis Tillay-le-Péneux et Baigneaux vers le sud par la route départementale D109.3, dite route de Baigneaux (dénommée en 1860 chemin de grande communication no 41 de Terminiers à Janville[L 11]) ;
- depuis Terminiers vers le nord via Neuvilliers par la route départementale D19, dite route de Patay (dénommée en 1860 chemin de grande communication no 41 de Terminiers à Janville[L 9]).

##### Voies antiques et chemins vicinaux à chaussée de pierre et terre
C'est au sud de la commune, vers Terminiers, qu'est situé l'embranchement des deux voies romaines qui traversent le territoire de Lumeau : il s'agit du grand chemin de Blois à Paris et du grand chemin entre Chartres et Orléans.

« De Bazoches allez à Lumeau, vill. avec un chât. & un beau parc. Chemin faisant, laissez à dr. Champdoux, ham. 
le bois de Villars, le chât. & le parc de Goury, derrière le bois des Monts. En quittant Lumeau, voyez Auneux, ham. à g., passez au moulin à vent, allez à la ferme de Legron, delà au carrefour du chemin de Chartres à Orléans »

« De Longny allez à la Garenne, petit bois, une dem. l. voyez Ecuillon, ham. à g. le vill. & le chât. de Lumeau, 3 q. de l. & Villours, ham. à dr. De la Garenne, allez passer entre Neuvilliers, ham. à g. & Terrenoire, ham. à dr. Laissez la chapelle de Ste. Radegonde a dr. le moulin à vent & l’Echelle, ham. du même côté ; Terminier, vill. est plus loin. Arrivez au carrefour de l’ancien chemin de Paris à Blois une l. de la Garenne »

— Louis Denis, Itinéraire portatif, ou Guide historique et géographique du voyageur dans les environs de Paris, à quarante lieues à la ronde, 1781
Ces deux voies ne sont pas indiquées sur l’Itinéraire d’Antonin daté de la fin du IIIe siècle et seule la première est partiellement représentée dans la Table de Peutinger de l'Empire romain, mais elles sont visibles sur la carte de Cassini de 1759 et la seconde est référencée comme voie gallo-romaine sur le relevé de la carte d'État-Major élaborée entre 1820 et 1866, mise à jour et publiée de 1832 à 1887, la « feuille no 79 de Châteaudun » étant datée de 1843 et publiée en 1845.
Une voie romaine orientée sud-nord traverse, en effet, la commune de Lumeau. Elle constitue un segment de la voie antique allant de Tours à Blois, puis prenant la direction de Patay en évitant Orléans par l'ouest ; elle bifurque ensuite vers Chartres ou vers Ablis en direction de Paris et Beauvais. La voie romaine traverse Terminiers à la ferme de la Ferlauderie au lieu-dit Petit Échelles. Elle longe les hameaux d'Égron et Domainville avant de traverser Lumeau entre le bourg et le hameau d'Auneux. Au nord-est du bourg de Lumeau, en passant par le lieu-dit moulin de Tivoly, la voie romaine atteint le réage de la Haute Borne, à 11 milles romains de Saint-Péravy-la-Colombe et à 6 milles romains d'Allaines. Elle poursuit par Bazoches-les-Hautes au lieu-dit Chaufour, et rejoint Allaines, ancien carrefour stratégique de 7 voies romaines qui est « un des plus importants nœuds routiers gallo-romains de France » à 11 km au nord de Lumeau, permettant ainsi d'emprunter notamment la voie romaine entre Allaines et Chartres, aujourd'hui route nationale 154 ; « cette voie, fort large, très fréquentée au Moyen Âge (…) a joué un rôle important dans les opérations militaires de la guerre de Cent ans, avant et après la victoire de Patay ».
Un second axe de circulation antique a l'attribut de « chemin de César de Chartres à Orléans ». « Dans les documents du Moyen Âge, cette voie antique est désignée par « via magna de Carnoto Aurelianis ». » Avant d'être transformée en voie romaine, elle existait déjà comme chemin gaulois avant la conquête romaine de la Gaule. Elle suit un itinéraire carnute de l'Eure, affluent de la Seine, à la Loire. D'axe nord-ouest à sud-est en ligne droite de Chartres à Orléans, elle traverse Voves, Fains-la-Folie, Auffains, Fontenay-sur-Conie, la maladrerie d'Orgères et Loigny, puis elle longe Neuvilliers (commune de Lumeau), Terre-Noire et Échelles (commune de Terminiers) et poursuit vers Sougy. Passant à côté de « la Grosse Pierre de Villours », cette voie antique longe la commune de Lumeau selon un axe orienté ouest à sud-est entre le hameau de Neuvilliers et le lieu-dit Terre-Noire, où sont identifiés les traces d'établissements proto-historiques. Elle passe aussi par la ferme de la Ferlauderie, y croisant le grand chemin de Blois à Paris par Allaines. C'était la voie la plus directe pour relier Chartres à Orléans, mais elle nécessite de traverser la vallée de la Conie (hydronyme pré-celtique), contrairement à la voie romaine sud-nord par Allaines qui, elle, reste sur le plateau beauceron. Important chemin de terre antique, cet axe Chartres-Orléans devient un segment de circulation principal entre Rouen et Orléans au Moyen Âge et à l'époque moderne. Fin du XIXe siècle, il est classé chemin vicinal : il a alors pour concurrent un nouveau tracé de chemin de grande communication entre Fains-la-Folie, le bourg de Fontenay-sur-Conie, le bourg d'Orgères, Nonneville, Villepion, Faverolles, le bourg de Terminiers et Rouvray-Sainte-Croix, qui devient un segment de la route départementale D.29 en substitution du tracé antique en ligne droite entre Fains-la-Folie et Sougy. Deux paires d'éoliennes, à 3 km au sud-ouest et au sud de Lumeau, sont alignées avec cette voie antique, qui matérialise la limite communale entre Lumeau et Terminiers. La « Grosse Pierre de Villours » est un dolmen attribué au Néolithique mais qui aurait pu être déplacé pour servir de borne leugaire antique.
Jusqu'en 1853, le chemin vicinal d'intérêt commun entre Orgères et Artenay passe par Loigny, Écuillon, Neuvilliers, Domainville, Milhouard et Poupry, mais il est jugé « défectueux entre Lumeau et Poupry », en raison de l'absence de drainage dans la cuvette marnière de Poupry. Ce chemin vicinal en terre est aujourd'hui bitumé uniquement entre la place du hameau de Neuvilliers et la route D19. La distance entre Ecuillon et Poupry par ce chemin via Neuvilliers est de 7,6 km, alors que la distance via Lumeau et Auneux est de 7,3 km, soit un excédent de 300 m seulement, mais le rapporteur au conseil général prétend qu'il est de 797 m. Il est alors préféré en 1853 de faire passer le trafic routier par Lumeau et Auneux en formant le chemin de grande communication no 36 d'Orgères à Artenay, devenu la route départementale D3.9.
Les parcelles agricoles sont desservies par un réseau de chemins vicinaux et chemins d'exploitation en terre, tels que le chemin de Saint-Michel (entre Loigny et Lumeau au nord de la route D3.9), le chemin d'Échelles (équidistant entre la route D.19 et le chemin de Blois à Ablis), le chemin au Loup (au nord de Neuvilliers), le chemin de la chapelle Sainte Radegonde (au sud-ouest de Neuvilliers). Un chemin d'exploitation entre Neuvilliers et le lieu-dit calvaire de Lumeau, décrit sur la carte d'État major de 1866, est visible sur une photographie aérienne de 1950 mais il a été mis en culture ultérieurement. Un autre chemin d'exploitation disparu, le sentier du Bois Salla, reliait le bourg de Lumeau au lieu-dit Villours, au nord-ouest de Neuvilliers.

##### Transport en commun routier
Les autobus des lignes 2 et 32B du réseau de mobilité interurbaine (Rémi-Transbeauce) vers Orléans, Chartres, Châteaudun, Orgères-en-Beauce et Guillonville ont des arrêts dans la commune (Neuvilliers, Grande Rue, Écuillon).

##### Transport ferroviaire
La ligne Paris-Austerlitz ↔ Orléans, est en exploitation depuis la création de la Compagnie du chemin de fer de Paris à Orléans en 1840 et sa desserte de Paris à Orléans via Juvisy en 1843. La ligne est électrifiée en 1 500 V continu par caténaire en 1926. Le service assuré par le TER Centre-Val de Loire y est accessible à la gare d'Artenay, à 8 km à l'est de Lumeau.
La ligne Chartres ↔ Orléans est exploitée depuis 1872. Le service TER Centre-Val de Loire est assuré pour le trafic voyageurs sur la section de Chartres à Voves. Une extension du service offert aux passagers comprend la réouverture après 2020 d'un arrêt pour le trafic voyageurs à Orgères-en-Beauce qui avait été supprimé en 1937 lorsque cette ligne ferroviaire à voie unique non électrifiée devint strictement d'intérêt militaire comme ligne-école du chemin de fer et opérée par le 5e régiment du génie. Depuis 1942, la ligne de Chartres à Orléans est principalement utilisée pour la circulation des trains de marchandises : il y a une gare de fret pour le silo de la coopérative agricole Axéréal à Gommiers, entre Guillonville et Terminiers, et une autre gare de fret pour le silo Axéréal d'Orgères. La halte ferroviaire pour les voyageurs d'Orgères-en-Beauce est à 9 km à l'ouest de Lumeau, celle de Patay est à 11 km au sud-ouest de Lumeau.

##### Trafic aérien
Lumeau est à 6 km de l'aérodrome Fernand-Richard (LF2825) de Santilly, avec une piste en herbe ouverte à l'aviation légère et ULM. Lumeau est à 16 km de la base aérienne 123 Orléans-Bricy (LFOJ). Lumeau est à 80 km de l'aéroport de Paris-Orly (LFPO).
L'espace aérien au voisinage de Lumeau fait partie de la région d'information de vol de Paris (FIR Paris). Elle est structurée en aire de manœuvre terminale d'Orléans (TMA Orléans) pour l'approche Orléans-Bricy et aire de manœuvre terminale de Paris (TMA Paris). L'espace aérien supérieur est principalement utilisé comme route aérienne sur l'axe Paris-Bordeaux.

##### Services de mobilité innovante
La Communauté de communes Cœur de Beauce, dont fait partie Lumeau, est un « territoire d'expérimentations de nouvelles mobilités durables ». « Les enjeux sont à la fois énergétiques, économiques, sociaux, territoriaux et numériques », pour« développer des solutions de mobilité innovantes au service de l'employabilité (et) apporter de manière opérationnelle des solutions flexibles et pertinentes de mobilité pour répondre au fonctionnement des entreprises de la zone », en coopération avec l'Agence de l'environnement et de la maîtrise de l'énergie et Transdev.

### Climat
Pour des articles plus généraux, voir Climat du Centre-Val de Loire et Climat d'Eure-et-Loir.
En 2010, le climat de la commune est de type climat océanique dégradé des plaines du Centre et du Nord, selon une étude du CNRS s'appuyant sur une série de données couvrant la période 1971-2000. En 2020, Météo-France publie une typologie des climats de la France métropolitaine dans laquelle la commune est exposée à un climat océanique altéré et est dans la région climatique Moyenne vallée de la Loire, caractérisée par une bonne insolation (1 850 h/an) et un été peu pluvieux.
Pour la période 1971-2000, la température annuelle moyenne est de 10,8 °C, avec une amplitude thermique annuelle de 15,1 °C. Le cumul annuel moyen de précipitations est de 663 mm, avec 10,6 jours de précipitations en janvier et 7,1 jours en juillet. Pour la période 1991-2020, la température moyenne annuelle observée sur la station météorologique de Météo-France la plus proche, sur la commune de Guillonville à 9 km à vol d'oiseau, est de 11,4 °C et le cumul annuel moyen de précipitations est de 617,9 mm,. Pour l'avenir, les paramètres climatiques de la commune estimés pour 2050 selon différents scénarios d'émission de gaz à effet de serre sont consultables sur un site dédié publié par Météo-France en novembre 2022.

#### Température et ensoleillement
Sur la période 1981-2010, la température moyenne de l'air à Lumeau est de 11,2 °C. Elle est de 11,7 °C pour la période 1991-2020.
La moyenne pluriannuelle de la température quotidienne minimale est de 6,7 °C, les années extrêmes étant 1956 (4,8 °C) et 1994 (8,21 °C). La moyenne pluriannuelle de la température quotidienne maximale est de 15,8 °C, les années extrêmes étant 1963 (13,35 °C) et 2011 (17,57 °C).
Les hivers sont doux (4 °C) et humides. En moyenne, il y a 1 jour de grand froid (≤−10 °C). Les extrêmes de froids mensuels sont de −16,5 °C en décembre 1938, −19,8 °C atteint le 25 janvier 1940 et −16,4 °C en février 2012. La plus basse température quotidienne maximale est −11,0 °C, atteinte le 16 janvier 1985.
Même avec une moyenne positive de la température quotidienne minimale, ll y a 55 jours de gel en moyenne annuelle, dont 9 jours de forte gelée (≤ −5 °C) et 6 jours sans dégel. De 1950 à 2010, le jour de gelée le plus précoce est le 20 septembre 1952 et la gelée la plus tardive est le 22 mai 1955. Entre 1938 et 2018, les occurrences de jours sans dégel sont entre le 3 novembre et le 7 mars ; entre 1988 et 2018, c'est entre le 21 novembre et le 28 février.
Les étés sont tempérés avec une température moyenne entre 16 et 20 °C entre juin et septembre. Sur la période 1981-2010 est observée une température maximale moyenne mensuelle de 25,4 °C. Depuis 1877, les plus hautes chaleurs sont de 41,3 °C le 25 juillet 2019, de 40,3 °C le 28 juillet 1947 et de 39,9 °C le 6 août 2003.
En moyenne annuelle sur la période 1788-2019, une température maximale supérieure à 20 °C est observée pendant 116 jours. En moyenne sur la période 1981-2010, il y a 50 jours annuels de chaleur où la température maximale dépasse 25 °C, dont 11 jours de forte chaleur où la température maximale dépasse 30 °C, à comparer sur la période 1788-2019 avec 44 jours annuels de chaleur où la température maximale dépasse 25 °C, dont 10 jours de forte chaleur où la température maximale dépasse 30 °C : la tendance est à l'augmentation du nombre de journées chaudes. En moyenne annuelle sur la période 1981-2010, il y a au plus 1 journée de chaleur caniculaire (température ≥ 35 °C et haute température nocturne).
Entre 1938 et 2018, les occurrences de jours de forte chaleur (température maximale ≥ 30 °C) sont entre le 12 mai et le 1er octobre ; les occurrences de nuits où la température minimale ne descend pas sous 20 °C sont entre le 18 juin et le 30 août. La plus haute température quotidienne minimale est de 23,2 °C, atteinte dans la nuit du 19 juillet 2017. Les records de durée de vague de chaleur (température maximale ≥ 25 °C) depuis 1938 sont de 86 jours en 2018, 84 en 1947, 80 en 2003, 73 en 1959 et 1976.
Les extrêmes d'amplitudes thermiques quotidiennes observées sont une variation maximale de 23,3 °C le 17 septembre 2018 et une variation minimale de 0,4 °C le 26 décembre 1992.
| Mois                                               | jan.             | fév.             | mars             | avril           | mai             | juin            | jui.            | août            | sep.            | oct.            | nov.             | déc.             | année            |
| -------------------------------------------------- | ---------------- | ---------------- | ---------------- | --------------- | --------------- | --------------- | --------------- | --------------- | --------------- | --------------- | ---------------- | ---------------- | ---------------- |
| Température minimale moyenne (°C)                  | 1,1              | 0,9              | 3                | 4,8             | 8,6             | 11,5            | 13,3            | 13,2            | 10,5            | 7,9             | 4                | 1,7              | 6,7              |
| Température moyenne (°C)                           | 3,9              | 4,4              | 7,5              | 10              | 13,9            | 17              | 19,4            | 19,2            | 15,9            | 12,1            | 7,2              | 4,3              | 11,2             |
| Température maximale moyenne (°C)                  | 6,7              | 7,9              | 12,1             | 15,2            | 19,1            | 22,6            | 25,4            | 25,2            | 21,3            | 16,4            | 10,4             | 7                | 15,8             |
| Record de froid (°C) date du record                | −19,8 25-01-1940 | −16,4 07-02-2012 | −12,9 01-03-2005 | −5,4 06-04-2021 | −3 07-05-1957   | 0,8 01-06-2006  | 3,7 17-07-1938  | 4,2 22-08-1946  | −0,8 20-09-1952 | −4,5 28-10-1950 | −15,3 30-11-2010 | −16,5 21-12-1938 | −19,8 25-01-1940 |
| Record de chaleur (°C) date du record              | 16,6 15-01-1975  | 21,9 27-02-2019  | 26,5 25-03-1955  | 29,8 16-04-1949 | 32,7 27-05-2005 | 36,9 27-06-2011 | 41,3 25-07-2019 | 39,9 06-08-2003 | 34,5 14-09-2020 | 30,1 01-10-1985 | 21,8 06-11-1955  | 18,6 16-12-1989  | 41,3 25-07-2019  |
| Nombre de jours avec température minimale ≤ −10 °C | 0,8              | 0,3              | 0                | 0               | 0               | 0               | 0               | 0               | 0               | 0               | 0                | 0,1              | 1,3              |
| Nombre de jours avec température minimale ≤ –5 °C  | 3,1              | 2,9              | 0,6              | 0               | 0               | 0               | 0               | 0               | 0               | 0               | 0,7              | 1,9              | 9,2              |
| Nombre de jours avec gel                           | 12,1             | 12,1             | 8,2              | 2,8             | 0               | 0               | 0               | 0               | 0               | 1,3             | 6,3              | 11,7             | 54,5             |
| Nombre de jours avec température maximale ≤ 0 °C   | 2,8              | 1,6              | 0,6              | 0               | 0               | 0               | 0               | 0               | 0               | 0               | 0,2              | 1,5              | 6,1              |
| Nombre de jours avec température maximale ≥ 25 °C  | 0                | 0                | 0                | 0               | 3,5             | 9               | 16,2            | 14,7            | 5,1             | 0,9             | 0                | 0                | 50               |
| Nombre de jours avec température maximale ≥ 30 °C  | 0                | 0                | 0                | 0               | 0,1             | 1,7             | 4,9             | 3,9             | 0,7             | 0               | 0                | 0                | 11,3             |
| Nombre de jours avec température maximale ≥ 35 °C  | 0                | 0                | 0                | 0               | 0               | 0               | 0,2             | 0,7             | 0               | 0               | 0                | 0                | 0,9              |
| Degrés jour unifiés                                | 437,8            | 383,5            | 324,8            | 240,5           | 133,6           | 57,5            | 18,7            | 20,4            | 77,2            | 183,2           | 324,5            | 423,9            | 2 625,6          |

L'ensoleillement annuel moyen est de 1 767 heures sur la période 1981-2010. Le minimum d'ensoleillement annuel moyen est 1 181 heures (2004). Les maxima d'ensoleillement annuel moyen sont 2 088 heures (2018) et 2 307 heures (1959). L'ensoleillement quotidien maximal est de 8,1 heures en décembre et de 15,4 heures en juin.
En moyenne annuelle entre 1991 et 2010, il y a 60 jours de bon ensoleillement, c'est-à-dire lorsque la durée effective d'insolation est supérieure à 80 % de la durée astronomique possible d'insolation, correspondant à une journée de bonne nébulosité (0 à 2 octas). Le record de bon ensoleillement est de 94 jours en 2003.
L'irradiation moyenne mensuelle est supérieure à 125 kW h m−2 entre mars et septembre, favorisant la photosynthèse et la croissance des végétaux. L'irradiation cumulée entre mars et septembre est de 1 082 kW h m−2, soit une moyenne quotidienne de 5 kW h m−2. Le pic d'irradiation est observé aux mois de juillet.
En moyenne annuelle, il y a 56 jours où l'éclairement solaire direct est inférieur à 120 W m−2, dont 45 jours entre octobre et février.
L'irradiation annuelle est de 5 004 MJ m−2, c'est-à-dire 1 390 kW h m−2. C'est équivalent à une irradiation moyenne de 5 kW h m−2 quotidiens durant les 270 jours où l'ensoleillement est supérieur à 1 heure ou équivalent à une irradiation moyenne de 8 kW h m−2 quotidiens durant les 166 jours où l'ensoleillement est supérieur à 5 heures.
| Mois                                      | jan.  | fév.  | mars  | avril | mai   | juin  | jui.  | août  | sep.  | oct.  | nov. | déc.  | année  |
| ----------------------------------------- | ----- | ----- | ----- | ----- | ----- | ----- | ----- | ----- | ----- | ----- | ---- | ----- | ------ |
| Ensoleillement (h)                        | 66,4  | 87,3  | 140,5 | 176,2 | 207   | 216,6 | 221,3 | 224,6 | 179,2 | 121,1 | 70,6 | 56,6  | 1 767  |
| Nombre de jours sans ensoleillement       | 10,9  | 7,4   | 3,7   | 2,1   | 1,9   | 0,9   | 0,5   | 0,4   | 1,5   | 5     | 8,5  | 13,4  | 56,76  |
| Nombre de jours avec ensoleillement ≥ 1 h | 14,25 | 17,43 | 23,03 | 25,53 | 27,25 | 27,01 | 29,04 | 28,79 | 26,03 | 22,69 | 16,3 | 12,98 | 270,22 |
| Nombre de jours avec ensoleillement ≥ 5 h | 5,18  | 8,29  | 13,72 | 16,93 | 19,36 | 20,02 | 21,39 | 20,99 | 17,64 | 12,44 | 6,19 | 4,57  | 166,56 |

#### Pression atmosphérique et vents
La pression atmosphérique à Bricy (125 m d'altitude) ramenée au niveau de la mer est de 1 017 hPa en moyenne.
Les vents dominants apportant la pluie proviennent de l'ouest. La vitesse du vent au sol est peu élevée à Lumeau : moyennée sur des périodes de 10 min, elle est de 4,3 m/s (15 km/h) en moyenne annuelle ; la vitesse du vent moyennée sur des périodes de 10 min durant les mois de janvier est en moyenne de 18 km/h. Il y a en moyenne annuelle 51 jours avec des rafales de vent de plus de 16 m/s (58 km/h), dont 2 jours avec des rafales de plus de 28 m/s (100 km/h). En moyenne annuelle de 1961 à 1991, il y a 62 jours avec un vent violent (≥ 65 km/h) à Bricy et 33 jours à Châteaudun. Un vent extrême instantané est mesuré lors de la tempête Lothar le 26 décembre 1999 avec une rafale maximale de vent de 152 km/h.
| Mois                                                     | jan.               | fév.               | mars               | avril              | mai                | juin               | jui.               | août               | sep.               | oct.               | nov.               | déc.               | année              |
| -------------------------------------------------------- | ------------------ | ------------------ | ------------------ | ------------------ | ------------------ | ------------------ | ------------------ | ------------------ | ------------------ | ------------------ | ------------------ | ------------------ | ------------------ |
| Record de vent sur 10 minutes (km/h)                     | 18                 | 16,9               | 16,9               | 16,6               | 14,8               | 14                 | 13,3               | 12,6               | 14                 | 15,5               | 15,1               | 16,9               | 15,5               |
| Record de vent (km/h) date du record                     | 108 03-01-2018     | 122,4 28-02-2010   | 108 25-03-1998     | 108 08-04-1994     | 99,4 25-05-2018    | 86,4 01-06-1997    | 126 02-07-2000     | 100,8 09-08-1994   | 104,4 22-09-1999   | 104,4 15-10-1983   | 108 23-11-1984     | 151,9 26-12-1999   | 151,9 26-12-1999   |
| Nombre de jours avec rafales ≥ 57,6 km/h                 | 6,6                | 5                  | 6,2                | 4,7                | 3,3                | 2,4                | 2,6                | 2,4                | 2,8                | 4,4                | 3,8                | 5,4                | 49,7               |
| Nombre de jours avec rafales ≥ 100,8 km/h                | 0,1                | 0,3                | 0,1                | 0,1                | 0                  | 0                  | 0,2                | 0                  | 0                  | 0,1                | 0,2                | 0,1                | 1,2                |
| Pression atmosphérique au niveau de la mer (hPa)         | 1 019,3            | 1 018              | 1 017,2            | 1 015              | 1 015,6            | 1 017,1            | 1 017              | 1 016,8            | 1 017,4            | 1 016,2            | 1 017,2            | 1 018,8            | 1 017,1            |
| Record de la pression la plus basse (hPa) date du record | 982 23-01-2009     | 969,3 25-02-1989   | 985,6 31-03-1992   | 987,4 17-04-1998   | 989,5 05-05-2004   | 995,9 26-06-1997   | 997,9 17-07-1987   | 997,7 12-08-2008   | 990,2 13-09-1993   | 980,8 31-10-2003   | 973,7 09-11-2010   | 977,2 02-12-1976   | 969,3 25-02-1989   |
| Record de la pression la plus haute (hPa) date du record | 1 044,4 30-01-1989 | 1 040,3 12-02-1989 | 1 043,9 04-03-1990 | 1 034,4 07-04-2015 | 1 033,3 12-05-2012 | 1 033,1 08-06-2005 | 1 029,9 06-07-1993 | 1 030,2 05-08-1998 | 1 032,7 29-09-1986 | 1 035,8 24-10-1973 | 1 038,8 22-11-1978 | 1 044,4 25-12-1991 | 1 044,4 30-01-1989 |

#### Humidité et précipitations
La condensation de l'air humide ou l'évaporation de l'eau du sol est fonction de la température et de l'état hygrométrique.
| Mois                     | jan. | fév. | mars | avril | mai | juin | jui. | août | sep. | oct. | nov. | déc. | année |
| ------------------------ | ---- | ---- | ---- | ----- | --- | ---- | ---- | ---- | ---- | ---- | ---- | ---- | ----- |
| Température moyenne (°C) | 3,1  | 4,3  | 6,6  | 9,3   | 13  | 16,2 | 18,5 | 18,2 | 15,8 | 11,7 | 6,6  | 3,8  | 10,6  |
| Humidité relative (%)    | 89   | 85   | 79   | 74    | 76  | 74   | 72   | 72   | 77   | 84   | 89   | 90   | 80    |

À la surface du sol à 6 h UTC à Lumeau, l'air est proche d'être saturé en humidité d'octobre à mars : l'écart entre le point de rosée et la température constatée à 6 h UTC est d'environ 1 °C avec une humidité relative de l'air proche de la saturation (93 %-96 %) ; l'air est loin d'être saturé à 6 h UTC entre avril et septembre : l'écart est de 3 à 4 °C. L'évapotranspiration diurne est donc facilitée entre avril et septembre.
L'humidité absolue de l'air à 6 h UTC est supérieure à 8 g m−3 de mai à octobre avec un pic à 13 g m−3 en juillet ; elle est de 5 g m−3 de décembre à mars. L'air est donc le plus sec de décembre à mars, facilitant la recharge des nappes phréatiques.
| Mois                     | jan. | fév. | mars | avril | mai  | juin | jui. | août | sep. | oct. | nov. | déc. | année |
| ------------------------ | ---- | ---- | ---- | ----- | ---- | ---- | ---- | ---- | ---- | ---- | ---- | ---- | ----- |
| Température moyenne (°C) | 1,5  | 2,1  | 2,2  | 6     | 10,7 | 13,2 | 17,9 | 14,5 | 11,7 | 10,4 | 8,5  | 3,7  | 8,5   |
| Humidité relative (%)    | 93   | 96   | 95   | 89    | 86   | 86   | 84   | 87   | 90   | 96   | 96   | 94   | 91    |

À la surface du sol à 17 heures UTC à Lumeau, l'air est relativement insaturé en humidité d'octobre à février, plus insaturé de mars à juin et en septembre, très insaturé en juillet et août. L'arrosage agricole l'après midi et en début de soirée est donc peu efficace.
La chute nocturne de température entre 17 h UTC et 6 h UTC est supérieure à la chute de température nécessaire pour atteindre le point de rosée calculé à 17 h UTC pour les mois d'octobre à mars, à l'exception de janvier, résultant en la condensation d'un surplus d'humidité de l'air nocturne.
| Mois                     | jan. | fév. | mars | avril | mai  | juin | jui. | août | sep. | oct. | nov. | déc. | année |
| ------------------------ | ---- | ---- | ---- | ----- | ---- | ---- | ---- | ---- | ---- | ---- | ---- | ---- | ----- |
| Température moyenne (°C) | 3,5  | 6,5  | 11,9 | 15    | 18,8 | 21,5 | 29,3 | 23,6 | 19,5 | 16,2 | 9,9  | 7,9  | 15,3  |
| Humidité relative (%)    | 77   | 73   | 62   | 58    | 56   | 53   | 40   | 46   | 61   | 75   | 90   | 89   | 65    |

Les précipitations sont relativement modérées et leurs variations interannuelles sont très faibles. Le cumul moyen annuel des précipitations a une hauteur de 643 mm d'équivalence en eau par mètre carré. La pluviométrie est équirépartie en 112 jours sur tous les mois de l'année, sur la période 1981-2010 à la station météorologique de Bricy, comparables à 637 mm sur 114 jours à la station météorologique Trinay sur la même période et à 611 mm sur 106 jours à la station météorologique de Guillonville sur la période 1995-2010.
En moyenne annuelle, il y a 41 à 44 jours de pluie avec plus de 5 mm, dont 17 jours avec plus de 10 mm de forte pluie à Trinay, Bricy et Guillonville. Les plus grandes hauteurs de précipitation quotidienne sont de 82 mm (30 mai 2016) depuis 1970 à Trinay, de 65,8 mm (30 mai 2016) depuis 1938 à Bricy, de 67,4 mm (6 juillet 2001) depuis 1995 à Guillonville.
Le cumul maximum annuel, dû aux pluies, neiges, grêles et brouillards, a été enregistré en 1958 (934 mm) et le minimum en 1990 (413 mm) sur la période 1958-1998 à la station météorologique de Bricy ; de tierces mesures antérieures à 1936 indiquent que les cumuls extrêmes de précipitation annuelle étaient en 1930 (1 977 mm) et 1921 (347 mm). Une statistique agricole indique qu'avant 1929 « le chiffre moyen de chute des eaux (en Eure-et-Loir) est de 554 millimètres. Dans l'année la plus sèche il n'est tombé que 385 millimètres et dans l'année la plus humide (1910, année des inondations) la chute d'eau atteignit 890 millimètres. »
Les extrêmes de nombres de jours de précipitations annuelles sont de 70 jours (1953) et 146 jours (1981). Un extrême de déficit de précipitation a été observé en France durant l'été 1976. La modélisation du réchauffement climatique conduit cependant à « souligner d’abord l’évolution plus rapide et plus forte des sécheresses du sol par rapport aux sécheresses météorologiques. »
| Mois                                             | jan.            | fév.            | mars            | avril         | mai             | juin            | jui.            | août            | sep.            | oct.            | nov.            | déc.            | année           |
| ------------------------------------------------ | --------------- | --------------- | --------------- | ------------- | --------------- | --------------- | --------------- | --------------- | --------------- | --------------- | --------------- | --------------- | --------------- |
| Précipitations (mm)                              | 52,3            | 44,4            | 46,4            | 49,4          | 64,2            | 44,8            | 59,9            | 50              | 50,5            | 64,4            | 58              | 58,2            | 643             |
| Record de pluie en 24 h (mm) date du record      | 40,9 02-01-1961 | 34,6 25-02-1958 | 26,3 15-03-1979 | 33 29-04-1959 | 65,8 30-05-2016 | 44,3 30-06-1953 | 64,4 15-07-1958 | 52,7 06-08-1982 | 44,2 06-09-1958 | 37,7 25-10-1981 | 32,6 01-11-1999 | 41,8 28-12-1947 | 65,8 30-05-2016 |
| dont nombre de jours avec précipitations ≥ 1 mm  | 10,7            | 9,4             | 9,8             | 9,7           | 10,5            | 7,6             | 7,5             | 6,9             | 8,2             | 10,5            | 10,5            | 10,7            | 112             |
| dont nombre de jours avec précipitations ≥ 5 mm  | 3,6             | 2,8             | 3,4             | 3,5           | 4,5             | 3,1             | 3,7             | 2,9             | 3,6             | 4,4             | 4,1             | 4,4             | 44              |
| dont nombre de jours avec précipitations ≥ 10 mm | 1,2             | 0,8             | 1,1             | 1,1           | 1,9             | 1,2             | 2               | 1,5             | 1,3             | 2,2             | 1,3             | 1,4             | 17              |

En moyenne annuelle, il y a 56 jours de brouillard, 16 jours d'orages, 3 jours de grêle et 12 jours de neige. L'épaisseur moyenne du couvert de neige constatée à Bricy est la plus grande en mars 1946 (30 cm). Durant l’hiver 1986/1987, il y 20 cm de neige pendant 11 jours à Artenay.
| Mois                            | jan. | fév. | mars | avril | mai | juin | jui. | août | sep. | oct. | nov. | déc. | année |
| ------------------------------- | ---- | ---- | ---- | ----- | --- | ---- | ---- | ---- | ---- | ---- | ---- | ---- | ----- |
| Nombre de jours avec neige      | 3    | 3,8  | 1,3  | 0,9   | 0,1 | 0    | 0    | 0    | 0    | 0    | 1,2  | 2,1  | 12    |
| Nombre de jours avec grêle      | 0,3  | 0,2  | 1    | 0,7   | 0,4 | 0,3  | 0,1  | 0,1  | 0,1  | 0,1  | 0,1  | 0,1  | 3     |
| Nombre de jours d'orage         | 0    | 0,1  | 0,4  | 1,3   | 3,2 | 2,2  | 3,3  | 3,1  | 1,4  | 0,7  | 0,2  | 0,2  | 16    |
| Nombre de jours avec brouillard | 8,7  | 6,4  | 4,1  | 2,4   | 1,8 | 1,9  | 1,3  | 2,5  | 3,4  | 6,6  | 8,6  | 8,6  | 56    |

### Géologie et sols

#### Géodésie du plateau de Beauce
Lumeau se situe sur le plateau calcaire de la Beauce. Le paysage est celui d'une vaste plaine agraire à champs ouverts.
Dans le canton d'Orgères, le plateau de Beauce a une altitude moyenne de 130 m, le bois de Ménainville à Tillay-le-Péneux atteignant 140 m. Le plateau s'abaisse légèrement du nord-ouest au sud-est. Le profil altimétrique de Courbehaye à Artenay met en évidence, après la vallée de la Conie, un plateau autour de 130 m jusqu'à Loigny, Villours et Neuvilliers mais qui s'affaisse brusquement à l'est de Loigny à 125 m : cela correspond au synclinal d'Orgères qui, depuis la vallée de la Conie à Ormoy, passe entre le bourg d'Orgères et la Maladrerie (127 m), puis Loigny vers Écuillons et Lumeau, et qui atteint une altitude moyenne de 120 m après Auneux vers Poupry.
Neuvilliers et Bazoches-les-Hautes sont des points hauts locaux relatifs, Lumeau en creux. Le point haut (134 m) de la commune de Lumeau est à l'ouest de Neuvilliers en direction de Villepion, au « Haut-de-Neuvilliers, réage des Huit-Mines, champtier de Neuvilliers ». La déclivité est descendante de Neuvilliers (129 m) vers le bourg de Lumeau (122 m) et les hameaux d'Auneux (121 m) et Domainville (122 m), avec des ondulations de 2 m de Neuvilliers vers Écuillon, Domainville et Terminiers.
Trois points hauts sont identifiés comme sites du réseau géodésique de détail du nivellement général de la France (NGF) sur le territoire de Lumeau :
- Lumeau A - 28221A : sommet du monument des mobiles de 1870 à Neuvilliers (altitude Lambert-93 = 136,8 m)[L 16] ;
- Lumeau B - 28221B : croix sur faitage du clocher de l'église de Lumeau (altitude Lambert-93 = 147,8 m)[L 17] ;
- Lumeau I - 2822101 : sommet du château d'eau (altitude Lambert-93 = 157,68 m)[L 18].

Mis à part le clocher de l'église et le château d'eau, c'est la grande grange de la ferme de Neuvilliers qui est le point le plus haut de la commune.
Trois moulins à vent aujourd'hui disparus ont aussi pu servir de hauts repères depuis le XIIIe siècle : le moulin de Lumeau, le moulin d'Auneux et le moulin de Tivoly. Les deux premiers sont représentés sur la carte de Cassini de 1759. Des enquêtes sur les moulins à blé identifient un moulin à vent en activité à Lumeau, an II (1793), et deux moulins à vent, an X (1801).

#### Géologie et gisement de fossiles
Lumeau est situé dans la partie sud de la Beauce qui correspond à la zone d'affleurement des calcaires lacustres qui se sont déposés pendant une vingtaine de millions d'années, au époques successives depuis l'Éocène moyen jusqu'au début du Miocène, et plus précisément de l'étage stratigraphique du Lutétien (47,8 Ma) jusqu'à l'étage stratigraphique de l'Aquitanien (datant de 23,03 Ma à 20,44 Ma),. Le calcaire de Beauce supérieur, aussi dénommé calcaire de l'Orléanais, est une formation sédimentaire lacustre caractérisée par la présence de gastéropodes fossiles Helix Aurelianensis. À Lumeau, il affleure avec un « faciès Pierre d'Orgères » « en bancs durs réglés, clairs, jaunâtres avec des noyaux siliceux ». Son « assise terminale est grumeleuse, blanche, peu cohérente ; elle affleure dans la dépression de Poupry » et est visible « dans les carrières souterraines de Terminiers et de Lumeau ».
Lumeau est « localisé au sud de la zone de couverture continue à sub-continue des lœss de la France du Nord ». Au-dessus du calcaire, le limon d’origine éolienne est particulièrement épais dans la zone centrée sur Neuvilliers et le lieu-dit Terre-Noire : dans cette zone, nous avons des épaisseurs minimales allant de 1 m de limon dans les champs au sud de Neuvilliers, 1,5 m au nord-ouest du chemin au Loup et à Écuillon, 1,6 m de limon au réage le Carreau à l'ouest de Neuvilliers, et jusqu'à une puissance de 2 m au lieu-dit Faverolles sur la commune de Terminiers et un maximum de 2,6 m à Rouvray-Sainte-Croix. Mais, par ailleurs, nous avons des épaisseurs minimales de limon de 1,2 m à Villours, 0,8 m à la Chapelle Sainte Radegonde et 0,2 m à Égron. L'épaisseur de limon est donc très variable et l'horizon du calcaire de l'Orléanais affleure directement à faible profondeur de labour à l'ouest de Domainville et à Égron jusqu'au lieu-dit Les Vallées, au Moulin d'Auneux, au sud du bourg de Lumeau au-delà du château d'eau et du Calvaire de Lumeau, et dans une bande étroite de terrain entre Loigny, le nord d'Écuillon et le lieu-dit Malmusse au nord du bourg de Lumeau, c'est-à-dire approximativement entre la route D.3.9 et le chemin de Saint-Michel.
Il existe une particularité géologique dans la partie est du territoire de Lumeau, adjacente au bourg de Lumeau et des hameaux d'Auneux et Domainville et au nord-est du bois d'Égron, avec des caractéristiques chimiques (proportion de silicates et de calcites) et physiques (granulométrie) spécifiques. S'y trouve une formation géologique de sables et marnes de l'Orléanais (étage stratigraphique du Burdigalien, datant de 20,44 Ma à  15,98 Ma),, horizon fossilifère d'une épaisseur de plusieurs mètres formés d'alluvions d'un ancien cours d'eau transportant les produits de l'érosion du Massif central,, au-dessus d'une doline du calcaire de l'Orléanais, dite cuvette de Poupry. Son épaisseur est de 4 m vers le moulin de Lumeau, c'est-à-dire à quelques centaines de mètres de la grande mare du bourg de Lumeau dont le fond est marneux imperméable. La cuvette, partiellement comblée par les sables et marnes tout en restant 5 à 10 m en contrebas de la plaine environnante, forme une lentille de 29 km2 dont le pourtour est occupé par le bourg de Lumeau, les hameaux d'Auneux, Domainville, Mamerault, Milhouard et les villages de Poupry, Artenay-Autroche, Dambron et Baigneaux.
- Son faciès de granulométrie argileuse (marnes de l'Orléanais) se trouve à Domainville et se poursuit vers le bourg de Poupry[C 9].
- Son faciès de granulométrie sableuse (sables de l'Orléanais) se trouve à la sortie est du bourg de Lumeau et notamment dans une zone centrée sur Auneux et se poursuit vers Baigneaux. Une ancienne carrière souterraine est identifiée adjacente au sud du bourg de Lumeau[L 27] et dont l'accès serait à l'intersection entre la route d'Artenay et le chemin de Blois à Ablis : « c'est un sable jaune, fin plus ou moins pur à passées plus grossières, mêlé d'argiles sableuses bleues et ocre[C 8]. ».

Des découvertes paléontologiques, y ont été faites en nombre depuis 1850, notamment entre 1883 et 1885, avec des gisements datant du Burdigalien. Ils comprennent d'une part des fossiles de reptiles aquatiques, poissons et mollusques (unio flabellatus, helix, melania escheri), et d'autre part des ossements et dents de vertébrés terrestres, essentiellement des mammifères : rhinocéridés (teleoceras aurelianensis), probocidiens (mastodon turicensis), cervidés (palaeomeryx kaupi) et giraffidés (palaeomeryx), équidés (anchitherium aurelianensis), rongeurs (prolagus, sténéofiber), suidés (listriodon lockharti, hyotherium, palaeochoerus), carnassiers (pseudaelurus, genetta, ursidae, amphicyon, hyaenidae). En biostratigraphie, il s'agit de l'apparition des mammifères de l'Orléanien (biozones NM3 et NM4 des mammifères du Néogène). Les découvertes sont principalement dans son faciès sableux, parmi lesquelles des fossiles marins et un possible tronc fossilisé de palmier.
Certains de ces fossiles sont au Musée d'histoire naturelle d'Orléans ou au Muséum d'histoire naturelle de Paris. D'autres fossiles similaires issus de cette même dépression géologique sont au Musée d'histoire naturelle de Bâle par l'entremise du paléontologue Hans Georg Stehlin qui les avait achetés illégalement auprès d'agriculteurs indélicats, jusqu'à ce que les douanes arrêtent ce trafic archéologique international.

#### Souterrains
- Hypogée de Neuvilliers

Dans le hameau de Neuvilliers (cadastre section ZK, no 26 de la commune de Lumeau), a été découvert « un hypogée, comprenant une galerie et une salle circulaire qui fait certainement partie d'un ensemble assez important ». 

« C'est en janvier 1961 que fut découvert par le passage d'une machine agricole, un petit souterrain. Il se trouve derrière les bâtiments d'exploitation de M. Henri Rousseau au hameau de Neuvilliers. L'étude du souterrain se fit de 1962 à 1968. Le mobilier extrait oblige à admettre l'existence en ce lieu de rites divers. »

 Étudié sous la direction de l'abbé Pierre Nollent après une autorisation de fouilles datée du 17 mai 1962, « cet hypogée a donné des fragments de bords de pots cassés et déposés intentionnellement (des fragments de bords seulement), et ces poteries ont été également datées du XIIIe siècle. » « Une tête de cheval se trouvait derrière une fermeture dans le souterrain de Neuvilliers. » Ont été aussi identifiés un chaton de bague, des palets-disques taillés dans des tuiles ou ardoises anciennes trouvés en dépôt, alignés sur les marches de l'entrée primitive du souterrain de Neuvilliers.
L'hypogée de Neuvilliers (« hypogée type de Lumeau ») fait partie d'un ensemble régional de souterrains que l'on observe aussi sous l'ancien château de Terminiers ou sur les « sites de Dambron au nord d'Artenay (souterrain sous l'ancien cimetière), de Bazoches-les-Hautes et Tillay-le-Péneux ». Leurs usages sont incertains sur des périodes allant du Ier siècle au XIIIe siècle, c'est-à-dire de « l'Empire romain païen ou à l'époque paléo-chrétienne » jusqu'au Moyen Âge central. Ils témoignent de la persistance de pratiques rituelles anciennes. « Les très nombreux souterrains signalés un peu partout ne sont pas si anciens qu'on a souvent voulu le dire, mais bien médiévaux. Ils n'ont pas été des refuges, sinon accidentellement ; ils n'ont pas été creusés pour relier deux points éloignés l'un de l'autre comme le voudrait une affirmation très souvent entendue et qui se révèle, toujours, entièrement imaginative ; ils avaient, selon toute apparence, une origine cultuelle : demeure de l'esprit (les traditions anciennes reconnaissent trois mondes : un premier, avec sa manifestation informelle : l'esprit ; un second, avec sa manifestation subtile : l'âme ; le troisième avec sa manifestation grossière : le corps),. »
- Cachette-silo enterré de Villours

Dans sa statistique archéologique de 1864, Boisvillette décrit le souterrain de la ferme de Villours, au sud de Loigny et à l'ouest d'Écuillon. Il l'interprète avec précautions comme étant une cachette-silo pour récoltes en temps de troubles. Un souterrain similaire lui est connu au lieu-dit Pannes à Bazoches-les-Hautes. À Villours, « on descend à la galerie par un plan incliné A-B qui rachète une profondeur de 4 mètres, et l'on s'engage à gauche dans un couloir étroit qui conduit à trois chambres. » Une autre portion de souterrain est découverte à Villours en 1966.
- Souterrains marniers de Domainville

Plusieurs souterrains ont été découverts au hameau de Domainville en 1972, au voisinage d'un site protohistorique comprenant une grande fosse-dépotoir, des fossés et une sépulture, auxquels s'ajoutent un large fossé du Ier siècle et « un habitat datable du haut Moyen Âge. »
Au nord du hameau de Domainville, un souterrain a été découvert et fouillé en 1982. À une profondeur de 6 m et sur une longueur de 14 m, se trouvent une cavité en forme de salle oblongue, une galerie, une grande salle ovale et deux salles cylindriques annexes, ainsi qu'un puits de remontée. Outre un usage cultuel éventuel comme à Neuvilliers ou comme cachette-silo comme à Villours, une interprétation complémentaire spécifique à la dépression géologique de Poupry est l'extraction ancienne de marnes de l'Orléanais en galeries, pour l'amendement calcique (chaulage) des sols acides ou utilisables comme mortier de terre pour la fabrication du pisé, confectionné à base de terre argileuse moulée avec des branches d'arbres ou des rouches (roseaux de la Conie) selon une technique connue depuis la protohistoire, améliorée par la technique de la bauge (agglomérat de terre argileuse et de paille) au Bas-Empire romain. Les techniques murales de pisé ou bauge, la construction en torchis et clayonnage sur ossature de poteaux tirent donc parti des ressources du sous-sol marneux.
Un souterrain similaire de trois salles, deux couloirs et un puits de remontée a été découvert proche du hameau de Mamerault sur la commune de Poupry en 1975.
- Une carrière calcaire souterraine est référencée dans la commune de Lumeau[L 27]. Quatre autres cavités souterraines sont aussi identifiées dans la commune[L 33]. Elles se trouvent d'une part à l'est du château d'eau et au nord-ouest du moulin d'Auneux et d'autre part au sud-est et à l'est d'Écuillon.

#### Hydrographie et hydrogéologie

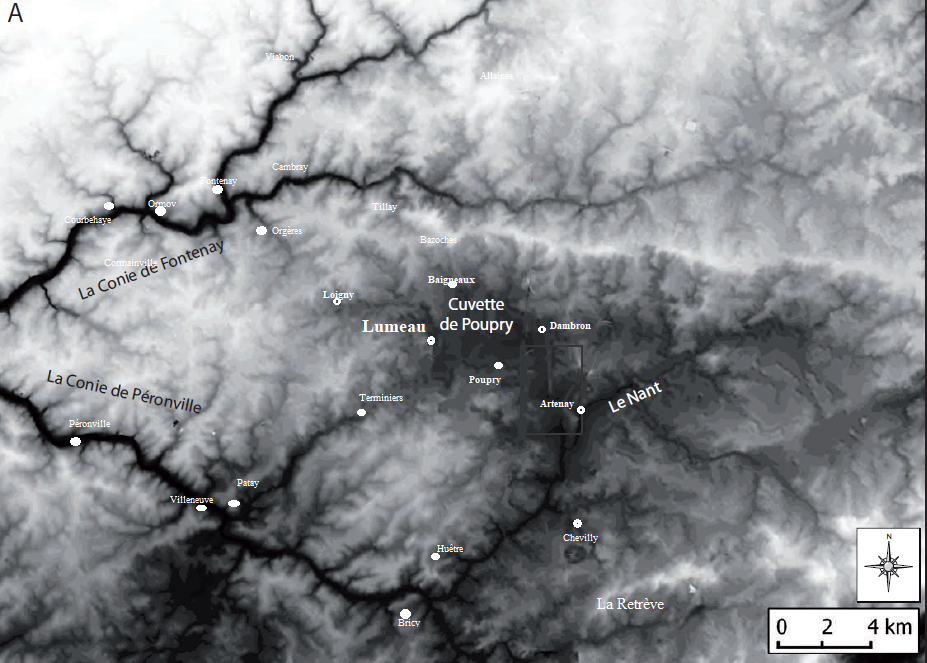
Relief du bassin versant amont de la Conie, avec Lumeau sur le bord ouest de la cuvette de Poupry (le dénivelé maximal est inférieur à 25 m).

D'un point de vue hydrographique, Lumeau se trouve sur un plateau, entre les deux bras de la rivière Conie et son réseau hydrographique fossile avec ses prolongements assecs dont la cuvette marnière de Poupry constitue un point amont, caractérisé par un faible dénivelé et une pente douce. L'écoulement d'eau dans les deux bras en amont du confluent de la Conie à Nottonville dépend du niveau d'affleurement de la nappe phréatique de Beauce, avec un débit variable d'exsurgence et une fréquence d'assecs selon un cycle décennal. Les vallées sèches du Nant et de la Retrève en sont des prolongements et forment des cours d'eau temporaires qui s’écoulent d’est en ouest lors d’épisodes pluvieux intenses.
L'accès à l'eau sur le territoire de Lumeau est déterminé par le ruissellement des eaux de surface dans les mares du village et des hameaux et les eaux souterraines formant des nappes phréatiques accessibles par des puits. Un réseau d'adduction d'eau permet la distribution de l'eau potable aux habitations.
Il y a deux mares d'eau pluviale dans le bourg de Lumeau. En outre, le bois d'Auneux, aux lieux-dits « la Grande Écuelle » et « le Bassin » au nord du hameau du Milhouard, forme une zone humide dans la cuvette marnière de Poupry, des travaux de drainage y ont lieu en 1928 ; les deux mares d'Auneux et la mare de Domainville y sont adjacentes. Il y a deux mares à la ferme d'Égron. Une petite zone humide affleure dans le bois de Neuvilliers. Il y une mare et deux zones humides à Écuillon.
Les puits d'accès à l'eau souterraine prélèvent dans des réservoirs aquifères naturels. Les aquifères principalement sollicités à Lumeau sont d'une part les calcaires de Beauce formant la nappe phréatique de Beauce, d'autre part la craie sénonienne de Beauce, associée à ladite nappe de Beauce. La commune de Lumeau fait partie de la zone de répartition des eaux souterraines des systèmes aquifères de la nappe de Beauce et de l'Albien-Néocomien, qui sont des « zones présentant une insuffisance, autre qu'exceptionnelle, des ressources par rapport aux besoins. »
La commune comprend sept puits d'eau d'une profondeur entre 11 et 18 m vers la nappe de Beauce (dont deux à Lumeau et à Auneux, les autres étant à Neuvilliers, Domainville, Égron), et un puits de 5 m à Tivoly ; elle comprend aussi 19 forages de profondeur supérieure à 25 m. Une fontaine publique avec pompe à volant en bronze est située sur la place de Neuvilliers et une autre dans la Grande-Rue de Lumeau. Il y a 10 bouches d'incendie dans la commune. L'usage des puits domestiques vers la nappe de Beauce dans les fermes a été remplacé par un réseau d'adduction d'eau mis en service en 1939. Un château d'eau est situé sur la route entre Lumeau et Neuvilliers, l'eau potable provenant du réseau d'adduction intercommunal et de forages profonds. 19 forages vers la nappe de Beauce à des profondeurs de 25 à 55 m sont aussi répartis le long des routes D3.9, D19 et D109. Ces forages sont principalement pour l'irrigation, sauf à Auneux et Domainville et Égron où existent des forages pour l'absorption des eaux de ruissellement et de drainage agricole. Les 15 points de prélèvement effectivement actifs dans la commune extraient annuellement, en moyenne décennale, 856 000 m3 d'eau de la nappe de Beauce (33 à 55 m), sous le contrôle des compteurs de l'agence de l'eau Loire-Bretagne. La surveillance régulière de la qualité des eaux est effectuée au bourg de Lumeau à 29 m de profondeur pour la nappe de Beauce et à Loigny jusqu'à 95 m de profondeur pour la nappe d'eau potable,.
La couche aquifère qui émerge dans la vallée de la Conie est à l'altitude 116 m NGF, qui est aussi l'altitude du fond de puits le moins profond dans le bourg de Lumeau (5 m de profondeur à l'altitude 121 m NGF du sol). Cette altitude est supérieure à la surface piézométrique de la nappe de Beauce pendant une partie de l'année, conduisant à un assèchement temporaire du lit supérieur de la Conie et l'absence d'eau dans les anciens puits les moins profonds de Lumeau.

### Faune, flore et fonge

#### Végétation
Le territoire de Lumeau se répartit en 98,3 % de terres arables et 1,7 % de forêts. Les surfaces non urbanisées sont essentiellement consacrées aux cultures agricoles. Dans le périmètre territorial de Lumeau sous l'Ancien Régime vers 1789, la surface cultivable de 14 km2 comprenait « 2 420 arpents de terres labourables, 8 arpents de vignes, 15 arpents de bois taillis ». En 1868, les surfaces des propriétés bâties de la commune occupent 7 ha, la superficie totale des propriétés non bâties est de 1 508 ha, les terres cultivables 1 453 ha, les bois 14 ha, les jardins 12 ha, les mares 0,5 ha et les chemins 28 ha.
Depuis l'Antiquité, c'est un pays de grande culture du froment (blé tendre pour la fabrication du pain, supplantant l'épeautre au XIe siècle) et de l'orge (malt pour la brasserie de la cervoise gauloise et la bière, et pour l'alimentation animale). Des champs sont aussi ensemencés d'escourgeon (orge d'hiver). Les emblavures d'avoine, seigle ou méteil sont négligeables en volumes récoltés, comparées aux blés et orges.
À la fin du XVIIIe siècle, les usages des jachères et vaines pâtures ne suffisent plus pour l'alimentation animale, avec le fort développement de l'élevage ovin : des prairies artificielles sont ensemencées avec des plantes herbacées (trèfle, luzerne, vesces) et légumineuses fourragères (betterave fourragère, pois) ; cette pratique perdure jusqu'au milieu du XXe siècle. La betterave à sucre est produite pour la sucrerie-distillerie d’Artenay créée en 1928.
Comparée à la culture millénaire du blé tendre (froment), la culture du blé dur (pour la semoulerie et les pâtes alimentaires) est récente car elle n'a été introduite en Beauce qu'à partir de 1958.
Depuis le milieu du XXe siècle, les cultures de blé tendre, orge et betterave à sucre alternent aussi, dans un choix diversifié de rotations de cultures d'hiver et de printemps, avec celles du blé dur, du maïs grain, des haricots, des pommes de terre, du lin, des oléagineux (colza et tournesol).
Une vision diachronique du boisement sur le territoire de Lumeau met en évidence les phénomènes d'expansion et de réduction des emblavures vis-à-vis de la végétation sauvage. La microtoponymie évoque des arbres isolés et un bois qui n'existent plus aujourd'hui. La carte IGN de 1950 détaille plusieurs bosquets autour du bois des Enclos et identifie un taillis à l'est de Neuvilliers dans le réage Les Muids, qui ont disparu ultérieurement. La contraction actuelle du bois de Neuvilliers est aussi perceptible par référence à 1950. Au contraire, la carte d'état-major de 1866 ne mentionne que le bois de Lumeau, le bois d'Auneux et le bois de Domainville, donnant l'impression que les autres unités boisées sont de créations plus récentes. La carte de Cassini de 1759 mentionne seulement le bois de Lumeau, le bois d'Auneux et le bois de la Garenne.

#### Animaux

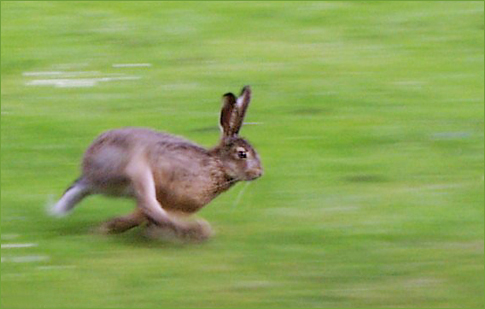
Lièvre.

À Lumeau, la faune sauvage est celle présente sur le plateau de Beauce ou issue de la vallée de la Conie : historiquement, c'est un territoire où sont chassés le lièvre, le lapin, le chevreuil et le sanglier, les perdrix grises et perdrix rouges, les vanneaux, cailles, pluviers guignards, faisans et canards. En outre, l'écosystème céréalier attire les hirondelles, les mulots et autres petits rongeurs. La Conie poissonneuse fournit aussi des écrevisses.
À l'ouest de Lumeau se trouve une zone importante pour la conservation des oiseaux (vallée de la Conie et Beauce centrale) : Lumeau est inclus dans une zone de protection spéciale du réseau Natura 2000 pour la directive oiseaux.

#### Site Natura 2000
Le territoire de Lumeau fait partie d'un réservoir de biodiversité, adjacent aux corridors écologiques diffus formés par les deux bras de la rivière Conie. Un autre réservoir de biodiversité se trouve à une douzaine de kilomètres au sud-est de Lumeau : la forêt d'Orléans.
Lumeau fait partie du site Natura 2000 de la « Beauce et vallée de la Conie ». Elle a été classée zone de protection spéciale (ZPS) au titre de la directive oiseaux par arrêté du 4 mai 2007. D'une superficie de 71 652 ha, la zone s'étend sur 59 communes. L'intérêt du site repose essentiellement sur la présence en période de reproduction des espèces caractéristiques de l'avifaune de plaine : œdicnème criard (40-45 couples), alouettes (dont 25-40 couples d'Alouette calandrelle, espèce en limite d'aire de répartition), cochevis, bruants, perdrix grise (population importante), caille des blés, mais également les rapaces typiques de ce type de milieux (Busards cendré et Saint-Martin).

Espèces représentatives de l'avifaune du site Natura 2000 « Beauce et vallée de la Conie ».
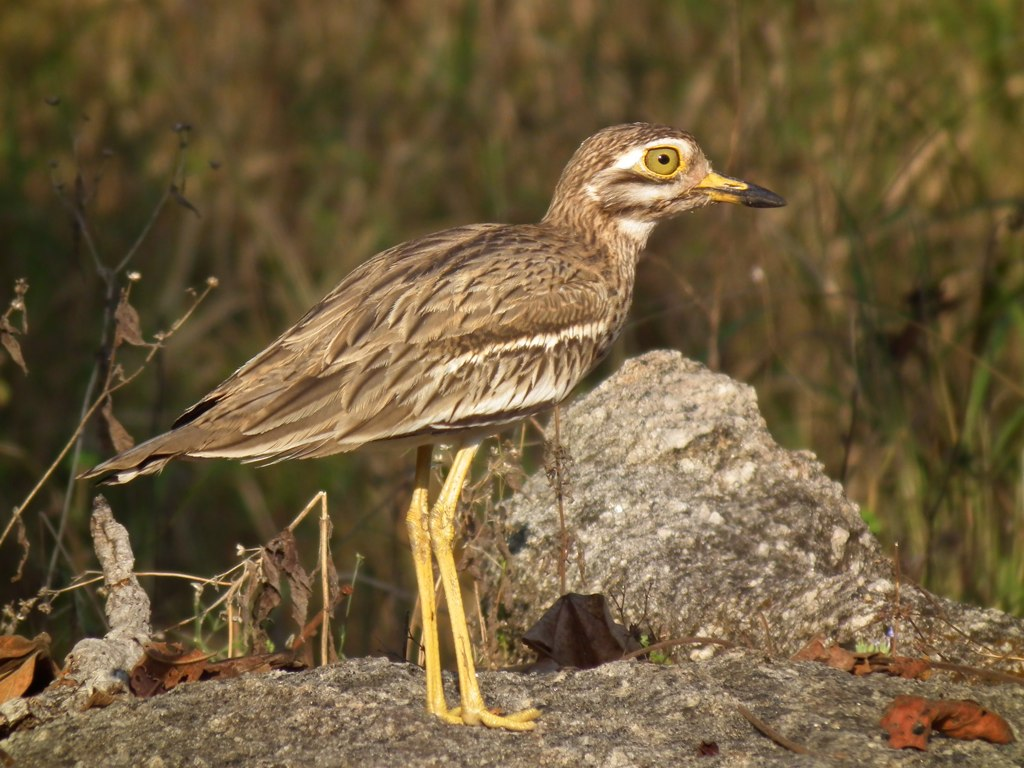
Œdicnème criard.
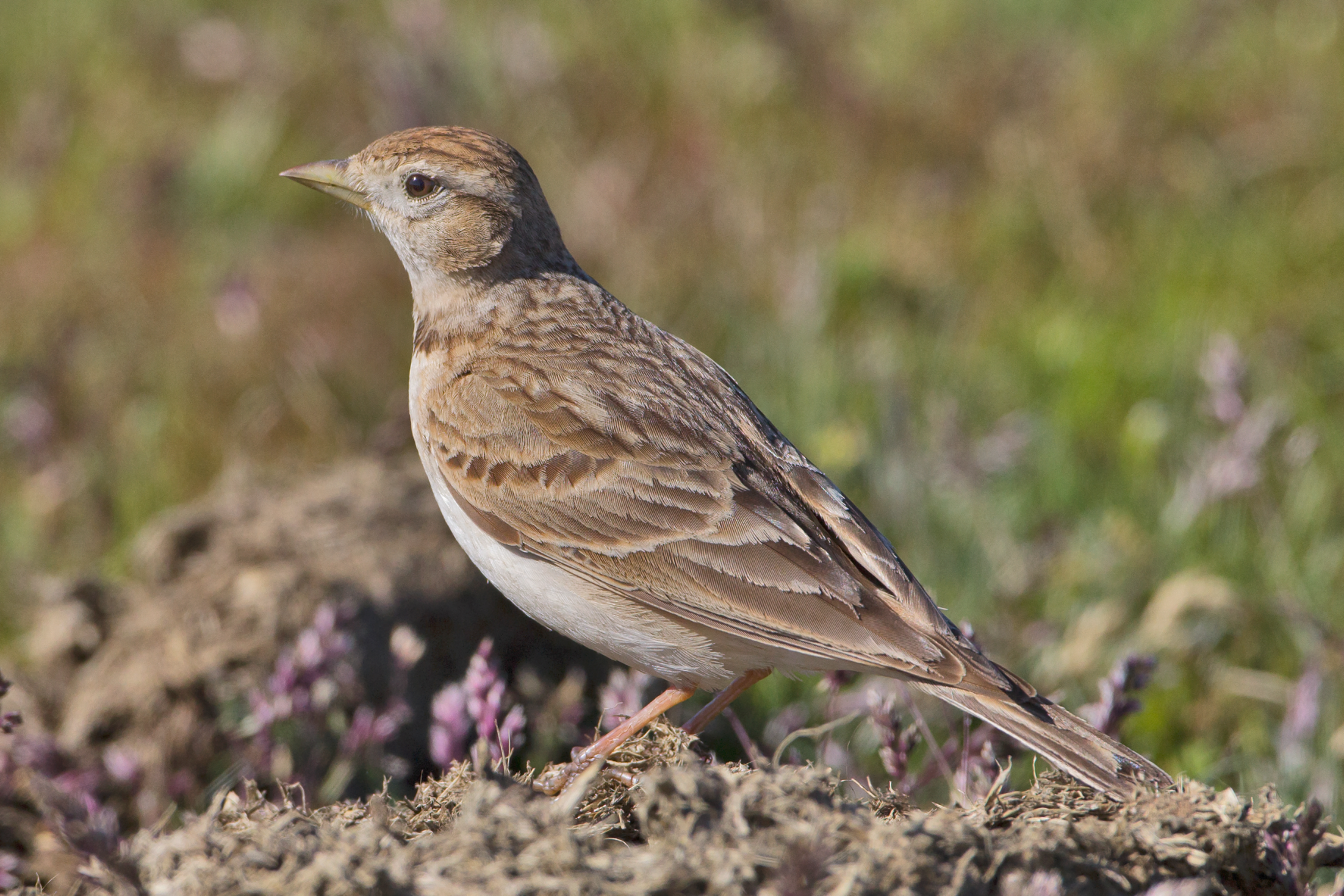
Alouette calandrelle.
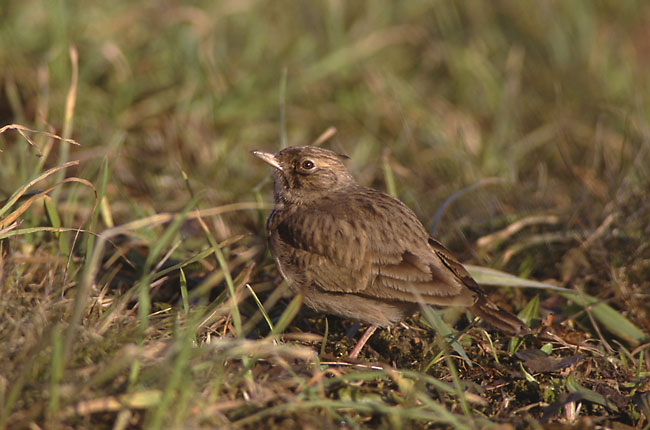
Cochevis huppé (Galerida cristata).
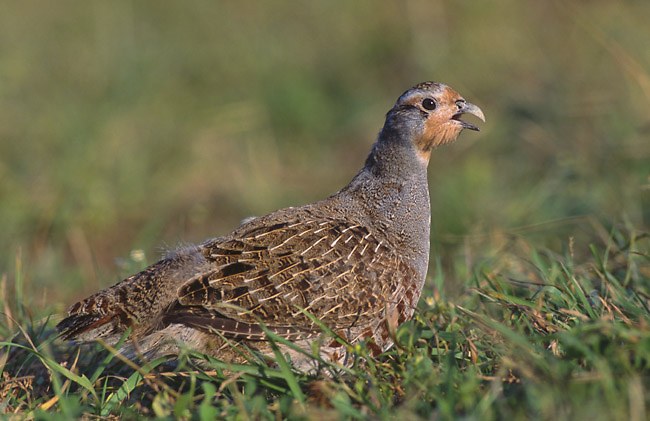
Perdrix grise (Perdix perdix).
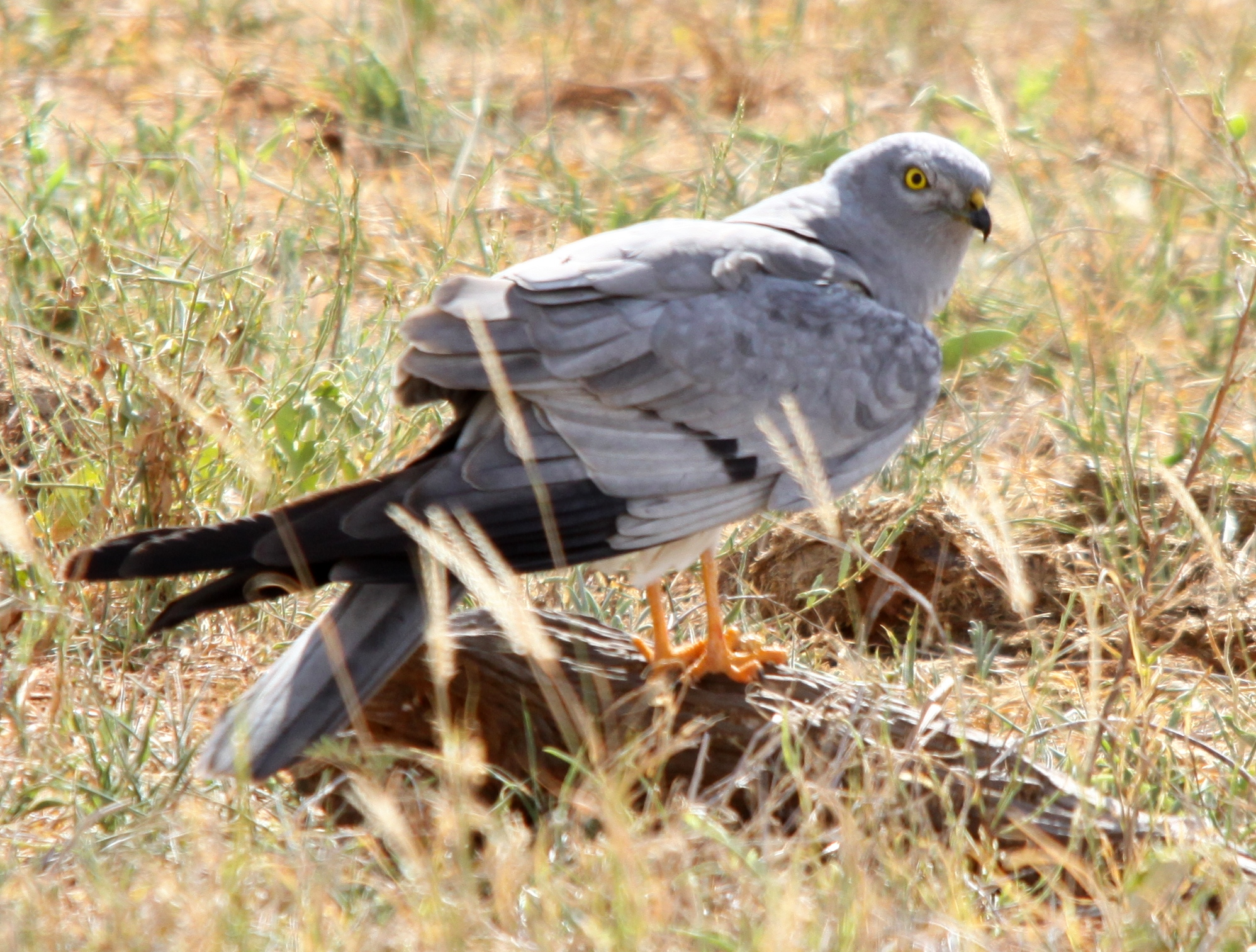
Busard cendré (Circus pygargus).
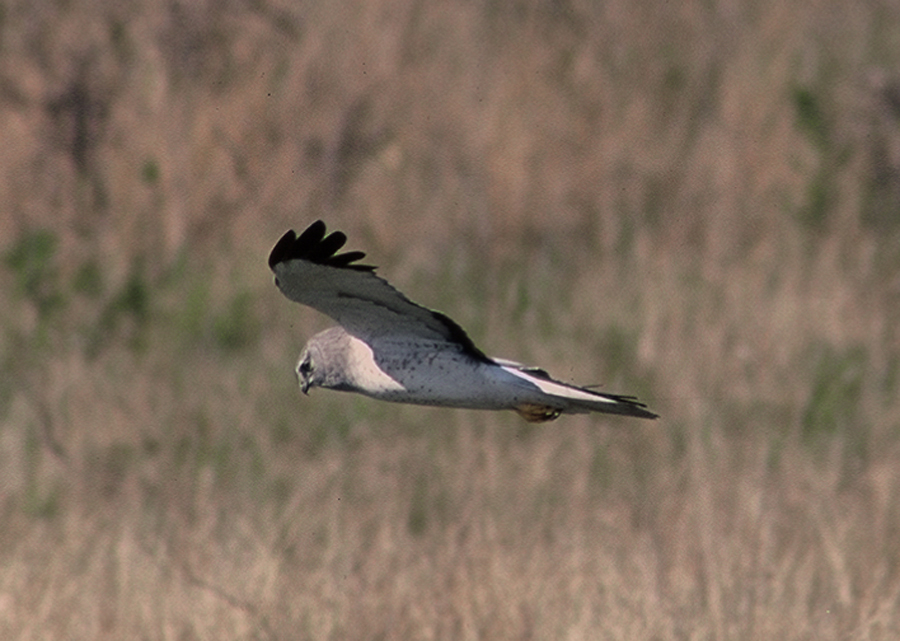
Busard Saint-Martin.

## Urbanisme

### Typologie
Au 1er janvier 2024, Lumeau est catégorisée commune rurale à habitat très dispersé, selon la nouvelle grille communale de densité à sept niveaux définie par l'Insee en 2022.
Elle est située hors unité urbaine. Par ailleurs la commune fait partie de l'aire d'attraction d'Orléans, dont elle est une commune de la couronne,. Cette aire, qui regroupe 136 communes, est catégorisée dans les aires de 200 000 à moins de 700 000 habitants,.

### Occupation des sols
L'occupation des sols de la commune, telle qu'elle ressort de la base de données européenne d’occupation biophysique des sols Corine Land Cover (CLC), est marquée par l'importance des territoires agricoles (98,3 % en 2018), une proportion identique à celle de 1990 (98,3 %). La répartition détaillée en 2018 est la suivante : 
terres arables (98,3 %), forêts (1,7 %). L'évolution de l’occupation des sols de la commune et de ses infrastructures peut être observée sur les différentes représentations cartographiques du territoire : la carte de Cassini (XVIIIe siècle), la carte d'état-major (1820-1866) et les cartes ou photos aériennes de l'IGN pour la période actuelle (1950 à aujourd'hui).

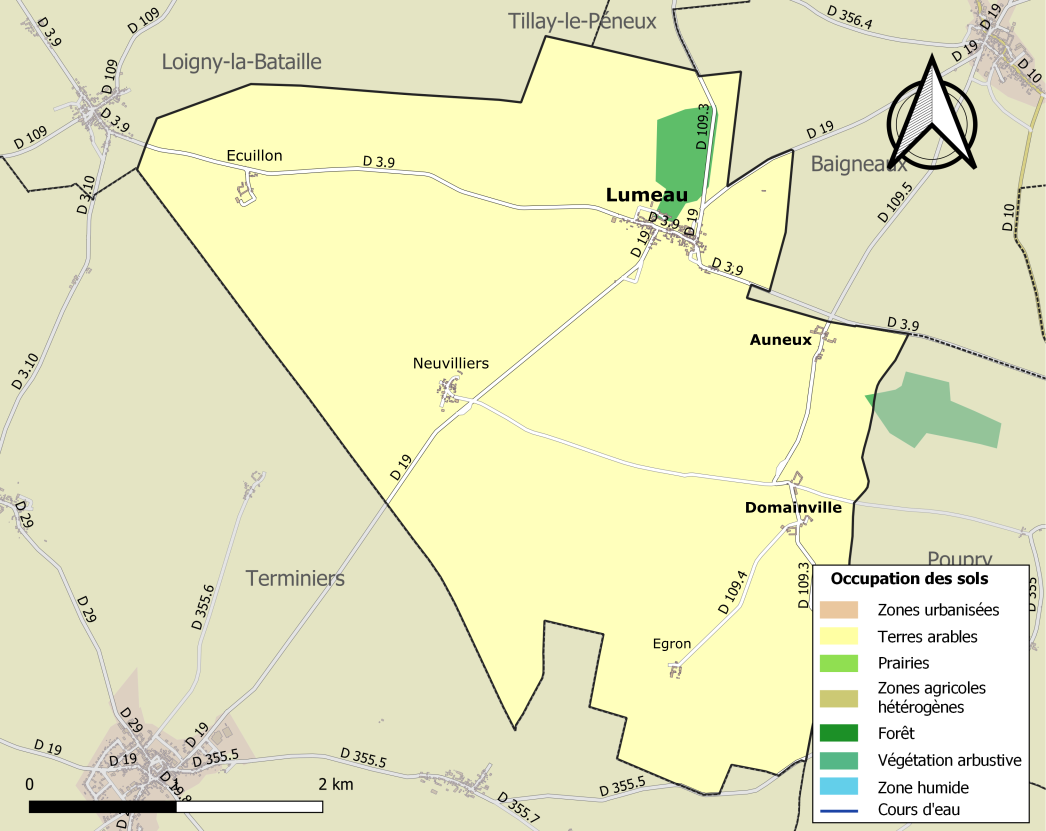
Carte des infrastructures et de l'occupation des sols de la commune en 2018 (CLC).
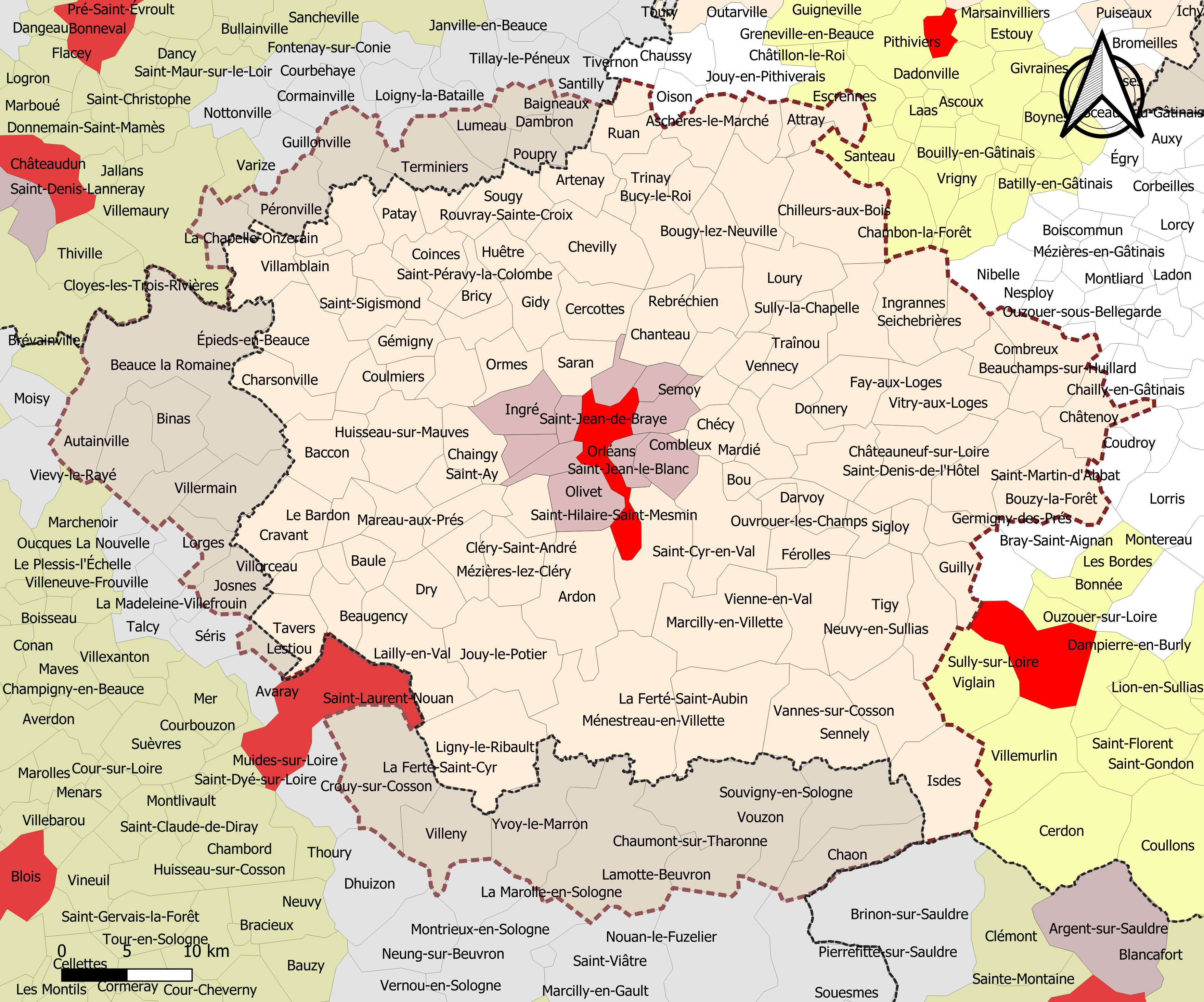
Lumeau, au nord de l'aire d'attraction d'Orléans

### Habitat
« La ferme de Beauce est certes la grosse ferme à cour fermée qui semble vivre en autarcie au cœur des champs de céréales, mais elle est également la ferme plus modeste dans sa volumétrie qui évolue en périphérie des bourgs, puis elle est la manœuvrerie qui compose l'essentiel des villages … . Cette physionomie remonte à des temps forts éloignés car il s'avère que très tôt la Beauce fut peuplée et mise en valeur. Dès l'époque antique, elle arborait le visage que les Beaucerons lui découvrent chaque jour d'aujourd'hui. »
Tant dans le bourg de Lumeau qu'à Neuvilliers, Auneux, Domainville, Égron et Écuillon, « la grosse ferme à cour fermée côtoie les masures de manœuvriers tandis que la petite exploitation essaie de survivre. » Dans les fermes principales, les granges, betteraveries, écuries, étables, bergeries et poulaillers sont des bâtiments distincts et adjacents du corps de logis, surélevés de greniers. Ils forment les éléments primordiaux du paysage agricole.

## Toponymie

### Lumeau, bois d'ormes
Lumeau est attesté sous la forme Limaium vers 1250 (pouillé).
Une analyse du toponyme Lumeau est réalisée en 1906 dans une étude du cartulaire de Sainte-Croix d'Orléans, mais la principale recherche sur l'étymologie de Lumeau date de 1941.
Lumeau dérive du nom gaulois de l'orme.
« Son nom est d'origine celtique : Limoialum, devenu Limogilum, Limolium, Limulium en latin médiéval. Il signifie « endroit planté d'ormes » ; du gaulois limos ou lemos (signifiant) orme (irlandais : lem) et ialon (signifiant) espace découvert, endroit, champ (gallois : ial). Limoialum est le synonyme du latin classique ulmetum, d'où provient le nom de la commune d'Ormoy (aussi en Eure-et-Loir) ». [...] Avec un préfixe identifiant une essence d'arbres, le suffixe celte -ialo latinisé sous la forme -ialum correspond à une clairière, domaine ou centre de défrichements. L'étymon celte *Limo-ialum a formé le nom latin Limogilum, dont l'ablatif est Limogilō, laquelle graphie a sans doute ensuite évoluée en Limeau puis Lumeau ; Jacques Soyer note à ce sujet que « l'i s'est souvent changé en u ».
Limogilum serait cité dans un acte de Charles II le Chauve entre 840 et 877. Il est rapporté dans le cartulaire de Sainte-Croix d'Orléans que Limogilum (ablatif : Limogilō) est nommé dans une bulle du pape Léon VII le 9 janvier 938 ; Limogilo est aussi citée en 956 et 979 dans des actes des rois carolingiens Lothaire et Louis V, ainsi qu'en l'an 990 dans le diplôme d'Hugues Capet décerné à l'église d'Orléans (Aurelianum). La référence à Limogilus apparait notamment dans le diplôme émis par Louis V en 979 avec l'indication « Limogilus villa Ecclesiae Aurelian confirmatum a Ludovico R Fr ». C'est aussi la « villula in Belsica Limulio » citée dans une fausse charte de l'abbaye Saint-Mesmin de Micy datée de 836 mais forgée au XIe siècle en remplacement des actes originaux disparus lors de pillages vikings. La graphie Limaium est notée en 1250. Limolium (de Limolio) est la dénomination utilisée en 1270 dans le cartulaire de Sainte-Croix d'Orléans, devient Lumolium dans le pouillé de Sens en 1369-1370 (Curatus de Lumolio, Curatus de Limolio) puis « Curatus de Lumolio, Capitulum Sancti Petri Virorum Aurelianensis presentat », dénomination latine utilisée jusqu'au XVIe siècle. Même si la forme latine « Lumolio » est encore attestée en 1615, la dénomination en français avait depuis longtemps aboutit à « Lumeau », comme en témoigne dès 1392 un acte judiciaire.

### Conie, Goury: hydronymes
La Conie est un hydronyme dérivant de la racine indo-européenne Cona, donc antérieur à la période de l'individualisation de la langue celte. Elle est nommée Conida dans une charte de l’abbaye de Micy en 836, Connia dans une charte dunoise en 1095, puis Coneia, Conneia, Conia, Connye en 1730, Connie en 1680 et sur la carte de Cassini de 1759 et Conie sur le cadastre napoléonien.
En amont du lit de la rivière Conie, au nord d'Écuillon et de Neuvilliers et au nord-ouest de Lumeau, le lieu-dit Goury est le toponyme du seuil d'une ancienne zone humide marécageuse ou ruisseau asséché (le latin gurges désignant une masse d'eau est passé via le piémontais gora au gallo-roman ; il se retrouve aussi dans l'étymon germanique *wôra, gora, gour pour endroit humide, mare, trou d'eau ; l'étymon vieux haut allemand est wuori ; son équivalent goury via le vieux-francique correspond à gour, « dépression dans le lit d’un ruisseau où l’eau reste stagnante en été », dénivelé, digue, seuil de barrage ou canal d'irrigation) : c'est une zone karstique et petite dépression à une altitude moyenne de 128 à 125 m NGF, dont la pente est en direction de la mare du bourg de Lumeau, des hameaux d'Auneux et de Domainville où se trouve une autre zone humide : la cuvette marnière de Poupry.
Le territoire de Lumeau se trouve ainsi situé sur un plateau entre les deux bras de la rivière Conie, ses affleurements intermittents dépendants du niveau de la nappe phréatique et ses prolongements assecs. C'est un site potentiellement favorable pour l'accès permanent à l'eau de surface (mare de Lumeau), nécessaire à un campement lorsque la technique de construction d'un puits vers la nappe phréatique n'est pas connue.

### Domainville et Neuvilliers
Domainville et Neuvilliers sont des toponymes plus récents que le gaulois *Limoialum (Lumeau), les gallo-romains *Terminiacum (Terminiers), Porpriacum (Poupry) et Lucaniacum (Loigny). En effet, « vers la fin du IVe siècle, on cessa de créer des toponymes à l'aide du suffixe acus (-acum). C'est le mot villa qui servit à nommer les nouveaux domaines ruraux ». Domainville et Neuvilliers sont donc des toponymes désignant des domaines ruraux et hameaux habités à l'époque franque et durant la période mérovingienne (sans préjugé sur l'habitation antérieure éventuelle sous un autre nom), mentionnés dans la table des paroisses de la généralité d'Orléans en 1735 et identifiés sur la carte de Cassini de 1759.
La métairie de Domainville est la villa de Domyn ou Damyn (Damien) ; c'est aussi la ferme d'un domaine seigneurial (villa domini). L'orthographe est « Damainville » en 1789.
Pour Neuvilliers, une première interprétation est que l’antéposition de l’adjectif de cette villa neuve est un indice de l'influence germanique, donc postérieure au Ve siècle («neu Weiler» pour hameau nouveau en vieux-francique, langue des Francs et en bas allemand, qui donne aussi les toponymes Neuvillier, Neuvillières et Neuviller dans le nord de la France, de la Mayenne et du Calvados à la Picardie, la Meuse et les Vosges), sans lien avec l'adjectif celte novios. Une seconde interprétation, complémentaire et plus probable lorsque le bas latin se mélange au vieux-francique, est un toponyme issu du latin novus, novum et du bas-latin villaris, villare, dérivé de villa qui donne ultérieurement -villiers : c'est un suffixe de toponyme courant au haut Moyen Âge dans le Bassin parisien. Il y a 36 toponymes se terminant par -villiers en Eure-et-Loir, dont 7 sont à moins de douze kilomètres de Neuvilliers.

## Histoire

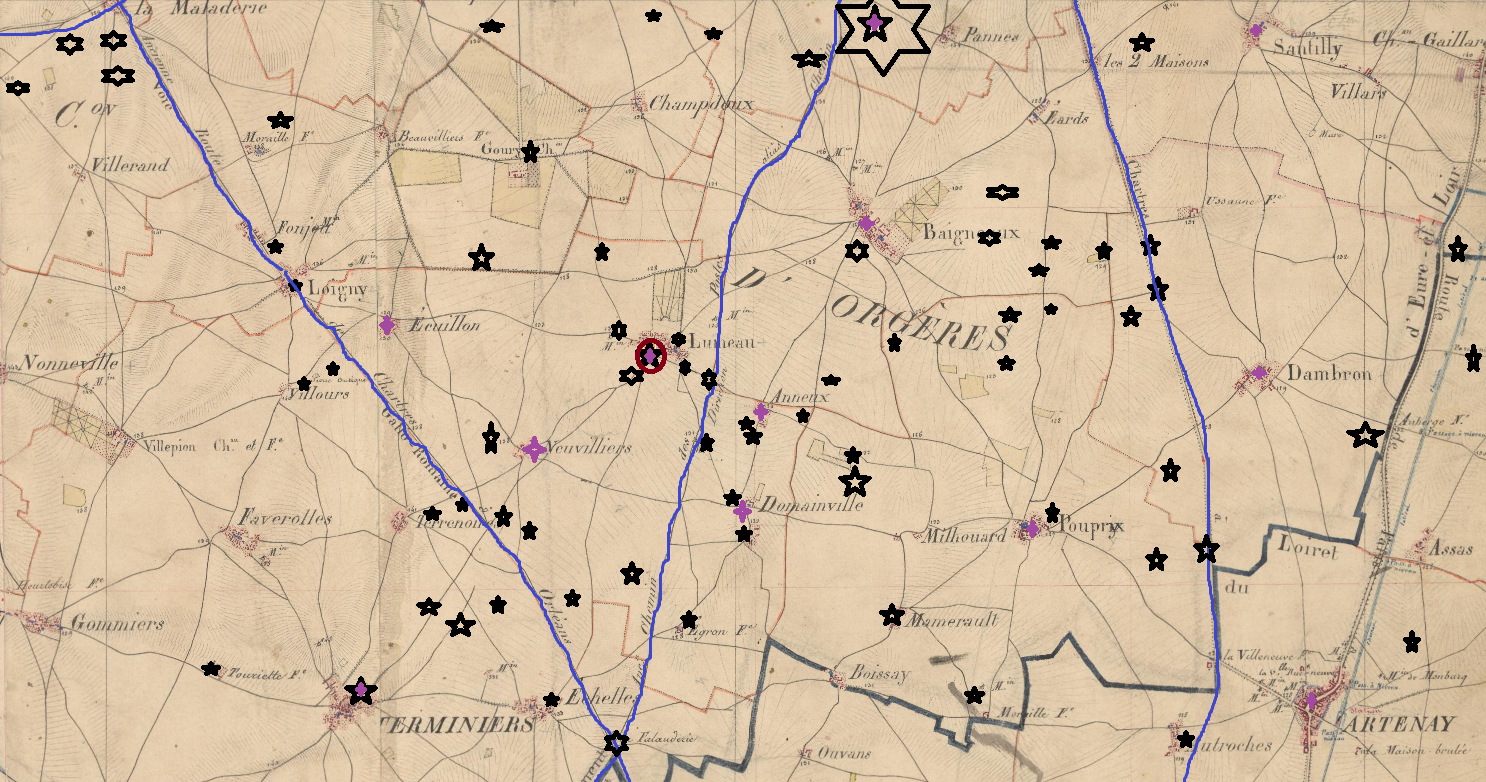
Sites d'occupation humaine entre l'âge de fer et le Ve siècle à Lumeau et alentours, traversés par trois voies romaines.

Les inventaires des découvertes archéologiques à Lumeau se sont succédé, du premier questionnaire préfectoral en 1821 à la Statistique archéologique d'Eure-et-Loir de Louis-Gustave Guérineau de Boisvillette en 1864 et celle de Maurice Jusselin en 1911, 1926 et 1936. Des collections privées d'objets préhistoriques se constituent dans le canton d'Orgères dès cette époque, notamment à Lumeau et Gaubert. Marc Bloch publie en 1930 une étude sur « les problèmes du peuplement beauceron » étayant l'hypothèse d'une faible densité de peuplement avant les défrichements du XIIe siècle dans cette steppe où l'accès à l'eau superficielle est rare sauf dans la vallée de la Conie et la cuvette de Poupry. Suit le catalogue de la Beauce ancienne de Jacques Soyer en 1943 et notons son article de 1941 sur les origines de la commune de Lumeau. Un relevé systématique de la carte archéologique de la Beauce a été initié par l'abbé André Nouel, entre 1958 et 1969, continué pour Lumeau par Robert Plessis jusqu'en 1977 et par le groupement archéologique et historique de la région d’Artenay fondé par l'abbé Pierre Nollent et Jean-Michel Calvo, parallèlement à des fouilles locales sur l'habitat antique et du haut Moyen Âge de 1973 à 1983 sous la direction d'Alain Ferdière, qui établit une carte des sites de l'âge du fer et des sites gallo-romains dans le voisinage de Dambron, dont fait partie Lumeau : « sur les quelque 30 000 ha concernés par le rayon de 10 km étudié autour de Dambron, 143 sites gallo-romains ont été recensés. » Des recherches archéologiques ont été poursuivies, s'appuyant notamment sur la prospection aérienne de Daniel Jalmain vers 1970-1976 et d'Alain Lelong en 1990 et 1992 puis en 2003 et 2004, avec une prospection au sol à Lumeau durant six saisons entre 2009 et 2014,.
L'inventaire patrimonial et de l'archéologie est informatisé au début du XXIe siècle et est enrichi par l'atlas des établissements ruraux de la Beauce antique. La carte archéologique inventorie les découvertes de vestiges et mobiliers archéologiques sur une dizaine de sites localisés dans la commune de Lumeau, notamment dans le bourg de Lumeau, au lieu-dit Malmusse au nord du bois de Lumeau, au sud au lieu-dit du calvaire sur la route de Patay, à l'ouest au lieu-dit du Moulin de Lumeau vers la route d'Orgères, ainsi qu'à l'est du bourg sur le chemin d'Ablis, au lieu-dit du Moulin d'Auneux, à Domainville et à Égron, et aussi à Neuvilliers, aux réages du Carreau et les Vallées, respectivement à l'ouest et au sud de Neuvilliers.
Le territoire de Lumeau a fait l'objet de quelques interventions archéologiques ponctuelles : les sites principalement fouillés en dehors du bourg de Lumeau sont Domainville (avec deux fibules du Hallstatt final, une sépulture gauloise de la période de la Tène finale, un fossé gallo-romain, deux sépultures du Haut Moyen Âge et des fosses dépotoirs), le site de voie romaine à Auneux, la villa gallo-romaine de Villours, la nécropole mérovingienne du Calvaire de Lumeau, l'hypogée de Neuvilliers où a été trouvé un mobilier datant du XIIIe siècle.

### Préhistoire

#### Paléolithique
Les premières traces laissées par les différentes occupations humaines sur le territoire de Lumeau remontent à l'époque des chasseurs-cueilleurs nomades Paléolithiques et Mésolithiques.
Au Paléolithique, l'Europe connaît une alternance de périodes glaciaires et interglaciaires avec une hydrographie, une végétation et une faune changeantes. Originaire d'Afrique, le genre humain est présent en Europe méditerranéenne depuis plus d'un million d'années et des pionniers occupent sporadiquement l'Europe septentrionale : la vallée du Loir et de la Conie, à proximité de laquelle se trouve Lumeau, est atteinte il y a 1 Ma comme en témoigne le site lithique de Saint-Hilaire-la-Gravelle à 55 km de Lumeau, mais avec des périodes de reflux ultérieurs vers le sud lors de certains stades climatiques froids. Lors de vagues de peuplements et de migrations animales il y a 700 000 ans, consécutives au réchauffement après la glaciation de Günz (SIO 22–16), des groupes humains s'établissent en Beauce.
Du Paléolithique inférieur, de gros éclats de silex au talon retouché et des bifaces acheuléens ont été trouvés à Lumeau, Santilly et Nottonville, identifiant des circulations humaines il y a 450 000 ans. La région est ensuite habitée de façon plus permanente depuis 300 000 ans, subissant d'importantes fluctuations climatiques, alternant dans la très longue durée, des paysages de type toundra ou steppe périglaciaire et de type prairie tempérée.
Les outils du Paléolithique moyen sont représentés par un racloir moustérien (13 × 8,7 cm) trouvé à Domainville, matérialisant la présence de l'Homme de Néandertal dans la zone la plus humide du territoire de Lumeau, bordant un marécage dans la cuvette de Poupry. D'autres pièces de type moustérien (bifaces, racloirs, pointes, nucléus) ont été trouvées à Poupry, Chevilly, Guillonville, Courbehaye et Nottonville.
Les traces des chasseurs-cueilleurs sont rares au nord de la Loire durant le grand refroidissement weichsélien survenu il y a environ 109 000 ans, précédant le début du Paléolithique supérieur et s'étendant jusqu'au-delà du dernier maximum glaciaire atteint il y a environ 22 000 ans. La période tardiglaciaire est néanmoins contemporaine de l'expansion de l'Homo sapiens.

#### Arrivée de Sapiens et Mésolithique
L'arrivée de l'Homo sapiens dans le bassin parisien coïncide avec la culture de l'Aurignacien. Notamment, à 200 km à l'est de Lumeau, sa production artistique pariétale aux grottes d'Arcy-sur-Cure, il y a 30 000 ans, est d'attributions aurignacienne et gravettienne. Un gisement d'industrie lithique du Badegoulien (XIXe millénaire avant notre ère) est situé à La Chapelle-Saint-Mesmin, à 25 km au sud de Lumeau. Dans un climat froid, la Beauce présente alors un paysage limite entre la steppe et la taïga. Au hameau de Villeneuve à la bordure sud-est de la cuvette de Poupry, des diagnostics de 2009 et 2011 ont permis la mise en évidence d’une présence humaine, avec des objets lithiques attribués à la fin du Paléolithique supérieur et à l'Épipaléolithique, du Magdalénien supérieur (XVe millénaire) à l’Azilien (XIe millénaire). Un autre site azilien a été découvert à Voves, à 21 km au nord de Lumeau.
La dernière période glaciaire du Pléistocène s'achève 9 700 ans avant notre ère. Avec le réchauffement climatique, marqué par le développement de la végétation typique d'un climat tempéré, les pratiques des chasseurs-cueilleurs évoluent vers un habitat semi-sédentaire saisonnier caractéristique du Mésolithique.
Plusieurs sites d'occupation mésolithique ont fait l'objet de fouilles préventives. À neuf kilomètres au sud-est du territoire de Lumeau, le site de « la vallée du Nant » à Chevilly dans le prolongement du réseau hydrographique de la Conie à l'est de la cuvette de Poupry, forme « une petite unité d'habitation du Mésolithique ancien, contemporaine du basculement Pléistocène/Holocène », qui a livré 966 silex et sept restes osseux mal conservés, principalement des dents de cheval, alors chassé pour sa viande, et un mobilier lithique qui se compose de 925 produits de débitage, sept nucléus, vingt outils communs et quatorze armatures, de datation à la charnière entre le Paléolithique final et le Mésolithique ancien (Xe millénaire). Plus loin à l'est de Lumeau, le site de Chilleurs-aux-Bois atteste que des chasseurs-cueilleurs ont occupé le plateau beauceron durant le Mésolithique boréal (VIIIe millénaire), se livrant probablement à des activités de chasse, de boucherie (découpe de grands mammifères), de cueillette et de consommation de fruits à coque. En Beauce au Mésolithique sont chassés le cerf, le cheval et l'aurochs, dans un paysage où sont apparus des chênes, ormes, tilleuls, noisetiers.

### Protohistoire et Antiquité

#### Néolithique
Au Ve millénaire avant notre ère, le territoire de Lumeau est colonisé par des fermiers du Néolithique, sans certitude de sédentarisation pérenne immédiate.
Des traces d'industrie lithique, notamment néolithique ont été identifiées à Lumeau entre 1961 et 1972. Ainsi, à proximité du bourg de Lumeau, ont été trouvés des poignards, grattoirs, racloirs, perçoirs, pics néolithiques. Près de Neuvilliers a été trouvée une hache polie en pierre dure verte et plate, 590 pièces ou éclats néolithiques, un grattoir, entre Lumeau et Terre-Noire, un poignard en silex de Pressigny, vers le sud du pays, une hache de silex poli. Un petit polissoir à main en grès a aussi été retrouvé au lieu-dit de la Grande Écuelle vers Poupry, tandis qu'un polissoir double en grès a été découvert à Domainville. Dans le bois de Domainville et sa zone humide (cuvette marnière de Poupry), ont été trouvés des silex taillés, à Domainville, une hache polie en silex retaillée, de nombreux racloirs, pointes, pic-ciseau, scie, fragments de poignard, flèches tranchantes, et autres vestiges lithiques. Enfin, un disque en serpentine perforé et poli a été trouvé vers le hameau de Milhouard à Poupry.
Cependant, au Néolithique, parmi les dizaines de haches en pierre polie trouvées à Lumeau, Domainville, entre Neuvilliers et Terminiers, et autre, on trouve des haches polies en roches étrangères à la région. Au bord de la cuvette de Poupry, les matériaux locaux sont néanmoins largement majoritaires car faciles à acquérir dans la vallée de la Conie. Mais le silex local est cassant, de moindre qualité, d'où la recherche d'un matériau plus tenace, ou plus prestigieux, provenant d'origines plus lointaines. Ces matériaux - métadolérite armoricaine, amphibolite danubienne, jadéite alpine, etc., portent témoignages des courants d'échanges de longue distance au Néolithique.
Une prospection archéologique systématique à vue sur sol nu est réalisée sous la direction d'Alain Lelong, entre 2009 et 2014 sur une surface de 761 ha labourés d'un territoire délimité par les villages de Loigny, Faverolles, Terminiers, Neuvilliers, Lumeau et Écuillon. Le mobilier de surface alors récolté constitue un échantillonnage représentatif de l'histoire du territoire et permet d'identifier la première occupation des sites. Il comprend, entre autres, 1 188 objets lithiques et des fragments de céramiques. Pour la période Néolithique, 330 restes d'occupation du territoire ont été identifiés, dont « des fragments de haches polies, de silex du Grand-Pressigny (fragments de poignards dispersés), des armatures à pédoncules, un fragment d'anneau en serpentinite » et des céramiques. « Les objets les plus nombreux se situent le long de la route de Loigny à Lumeau, au niveau de Loigny et au sud de Lumeau ».
Quelques kilomètres plus à l'est, à la bordure sud-est de la cuvette de Poupry vers Artenay, ont été découverts entre 2013 et 2015, une fosse contenant un mobilier céramique de la fin du Néolithique ancien, attribué à l’horizon chrono-culturel Blicquy/Villeneuve-Saint-Germain (fourchette chronologique BVSQ entre 5100 et 4600 avant notre ère), et de nombreux trous de poteau néolithiques, correspondant à de potentielles unités architecturales et à des palissades participant à la partition de l’espace. Au hameau de Villeneuve, une trentaine de sites archéologiques ont été découverts dont plusieurs sites du Néolithique moyen et du Néolithique récent, ainsi que « les vestiges d’un habitat attribué à l’étape finale du Néolithique, caractérisé par la présence de niveaux de sol associés à deux probables bâtiments sur poteaux ». L’analyse tracéologique « a permis de mettre en évidence un spectre fonctionnel relativement diversifié, témoignant d'activités variées (moisson, boucherie, traitement des carcasses). Néanmoins, le travail des plantes, plus particulièrement le raclage des fibres végétales, semble constituer l’activité dominante du site. » Le mobilier céramique permet de reconstituer des « bols/jattes », « écuelles », « gobelets », « pots », « jarres », « fragment de vase à carène ondulante et anse nasiforme » formant une composition influencée par le groupe culturel du Gord-Compiègne, l'Artenacien et des groupes culturels tiers de la Loire moyenne. La fourchette chronologique des sites est entre 2900 et 2150 avant notre ère.
À 2 km à l'ouest de Neuvilliers, entre Villours et Écuillon, un mégalithe appelé la « Pierre antique » est identifié sur la carte d'État-Major de 1866, faisant partie d'un ensemble mégalithique de la « Beauce et vallée de la Conie ». Il est décrit par Boisvillette en 1859 et en 1864 : « le chemin d'Orléans passe (…) entre deux pierres (…) dites de Villours et de Goury ». « La pierre de Villours encore sur place, à 100 mètres sud-est du hameau, demi-dolmen que sa nature indique provenir des carrières de Saint-Florentin distantes de 8 à 10 kilomètres, et qui faisait vraisemblablement partie, avec celui de Goury, d'un lien (…) plus étendu, sont les représentants (…) du plus ancien établissement de la contrée. » Cette concentration de mégalithes, menhirs et dolmens, est sur un territoire comprenant aussi Orgères-en-Beauce et Fontenay-sur-Conie, la vallée de la Conie de Nottonville jusqu'au nord de Fontenay-sur-Conie et Viabon, Tillay-le-Péneux aux hameaux de Soignolles et Ménainville, Bazoches-les-Hautes,. La datation de ces mégalithes est probablement identique à celle du dolmen de la Pierre Godon à Tillay-le-Péneux, à savoir une élévation à la limite entre le Néolithique moyen et le Néolithique récent (datations C14 dans une fourchette chronologique entre 4353 et 2918 avant notre ère, centrées sur la culture du Chasséen) et une fréquentation jusqu'au Néolithique final (Chalcolithique, culture campaniforme jusque vers 2150 avant notre ère),. Mais, tout comme la Pierre de Goury, le mégalithe de Villours est aujourd'hui disparu. Situé dans une zone de combat d'artillerie le 2 décembre 1870, il correspond au lieu-dit de « la Grosse Pierre » selon les indications de la carte IGN de 1950, au sud-est de la ferme de Villours et au sud du hameau d'Écuillon, près du chemin d'Orléans à Chartres par la vallée de la Conie. Il s'agit peut être du « dolmen qui, consacré par son sang, fut longtemps vénéré sous le nom de Pierre de saint Lucain » ; ledit dolmen, recyclé dans l'hagiographie chrétienne, est complètement détruit vers 1930.
Outre les mégalithes, des tumuli recouvrant des sépultures sont préservés dans le canton d'Orgères, le long de la vallée de la Conie, à Ménainville, Fontenay-sur-Conie, Nottonville et Varize.

#### Sites protohistoriques
La Beauce ne bénéficie pas de la présence de minerais métalliques exploitables dans son sous-sol, limitant le développement initial de la métallurgie de l'or, de l'argent et du cuivre. « Les premiers métaux vont apparaître sous la forme de biens échangés durant la seconde moitié du IVe millénaire dans le bassin Parisien et le Nord-Est de la France. » L'or alluvionnaire ou en filon rocheux a été exploité dans les terrains hercyniens des Pays de la Loire, du Limousin, de l'Auvergne et des Ardennes. L'approvisionnement en cuivre, extrait de mines d'Occitanie (mine de Pioch Farrus à Cabrières, mine de Ceilhes) ou de provenance méditerranéenne ou d'Europe centrale, est essentiel pour la métallurgie au IIIe millénaire avant notre ère, dont le développement est progressif jusqu'à la généralisation de la métallurgie du bronze.
- Âge du bronze

L'âge du bronze s'exprime au IIe millénaire avant notre ère, corrélé à une vague migratoire vers 2200 avant notre ère. En archéologie, le bronze est un nom générique donné à tous les alliages de cuivre connus depuis la préhistoire et principalement de cuivre-étain et cuivre-étain-plomb. Mis à part la mine de Montebras dans le Limousin et celles d'Échassières et de Charrier dans l'Allier, l'étain provient principalement de Cornouailles et d'Armorique (cassitérite alluvionnaire à Saint-Renan au Bronze moyen, mine de cassitérite d'Abbaretz, mines d'étain de la Villeder). La route ligérienne de l'étain en est la principale voie d'approvisionnement ; elle suit la vallée de la Loire et passe par l'Orléanais, y transportant la culture et les produits du complexe atlantique (1300 à 700 av. J.-C.) ; un autre itinéraire du commerce de l'étain de Cornouailles passe par la Seine et l'Eure, puis rejoint le point septentrional de la Loire en direction du sud. La Loire est aussi une des routes du sel. La Beauce constitue alors une région de circulation très importante et très ancienne de personnes, de biens et d’idées entre la Loire et la Seine. La voirie antique qui traverse le territoire de Lumeau en témoigne.
La Beauce est à la frontière occidentale de l'aire de diffusion de la culture céramique et métallurgique dite « Rhin-Suisse/France-orientale » (1150 à 950 av. J.-C.). Au nord de la Beauce à Morancez et Sours près de Chartres, à l'ouest à Alluyes, au sud-ouest vers Châteaudun à Lutz-en-Dunois ainsi qu'au sud-est dans le val d'Orléans se trouvent davantage de sites préservés et représentatifs de cette période du Bronze final, tels que le tumulus de la Ronce à Sainte-Geneviève-des-Bois (Loiret) et le site métallurgique de Bonnée.
Sur le territoire de Lumeau, une hâche à talon datée de l'âge du bronze a été trouvée entre les lieux-dits Écuillon et Goury vers 1967 et étudiée en 1974. D'une longueur de 157 mm et d'un tranchant de 67 mm, elle pèse 366 g. Dans le voisinage, une hache à talon d'une longueur de 155 mm a été trouvée à Baigneaux au lieu-dit Haute-Borne en 1964, une grande hache à ailerons médians et une petite hache à douille à Fontenay-sur-Conie en 1876, un polissoir à Bourneville, un poignard plat en bronze à Nonneville.
- Âge du fer

Durant l'âge du fer, la région est influencée par la culture de La Tène (450 à 51 av. J.-C.) qui succède à la culture de Hallstatt (800 à 450 av. J.-C.).
Limoialum (Lumeau) est une localité de la Gaule celtique sur le territoire des Carnutes, habitée de manière permanente depuis la période de La Tène finale (140 à 51 av. J.-C.) et où prospère le commerce des excédents de céréales.
Limoialum (Lumeau) est localisé au bord d'un chemin gaulois assurant les flux commerciaux entre la Loire et le bassin de la Seine, à six heures de marche de Cenabum (Orléans, 27 km), l'emporium des Carnutes sur la Loire (localité tournée vers l'artisanat du métal, entrepôt de commerce et port organisés depuis le milieu du IIe siècle av. J.-C. permettant d'accéder au transport fluvial sur longues distances, avec un large fossé complété d'un éventuel murus gallicus protégeant l'accès à un pont sur la Loire). Par ailleurs, le village est à dix heures de marche d'Autricum (Chartres, 45 km), oppidum carnute dans la vallée de l'Eure, affluent de la Seine, à deux jours de marche de l'oppidum des Durocasses sur l'Eure (Dreux, 81 km), et aussi à deux jours de marche de Lutèce (Paris, 97 km), oppidum des Parisii sur la Seine. Il est à huit heures de marche de Castro-Dunum (Châteaudun, 37 km), oppidum carnute surplombant la vallée du Loir sur un chemin vers Vindunum (Le Mans, 127 km). Il est à trois jours de marche d'Agendicum (Sens, 120 km), oppidum des Sénons, et d'Avaricum (Bourges, 132 km), oppidum des Bituriges Cubes. Il est à cinq jours de marche de Durocortorum (Reims, 230 km), oppidum des Rèmes, et à une distance similaire de Bibracte (240 km), oppidum des Éduens, et d'Alésia (236 km).
Des sites d'extraction et de réduction du minerai de fer se trouvent dans un rayon d'une centaine de kilomètres autour de Lumeau, sur un site carnute au nord de Chartres à Coulombs (Eure-et-Loir), au sud-est vers Gien au lieu-dit Les Ferrys dans la commune de La Bussière (Loiret) à la frontière carnute avec le territoire des Aulerques Brannovices membres de la confédération éduenne, et dans les régions voisines de la Beauce, sur le territoire des Senons (Les Clérimois dans l'Yonne à l'est de Sens), sur le territoire des Aulerques Cénomans membres de la fédération armoricaine (La Bazoge dans la Sarthe au voisinage du Mans), sur le territoires des Turones (Chanceaux-sur-Choisille en Indre-et-Loire vers Tours) et sur le territoire des Bituriges (Bourges dans le Cher) permettant le développement de la sidérurgie et le commerce de lingots de fer. Des bas-fourneaux du premier âge de fer permettant la réduction du minerai en lingots de fer ont été trouvés à Donnemain dans la vallée de la Conie près de Châteaudun à 31 km de Lumeau. Saint-Romain-sur-Cher, Meung-sur-Loire, Orléans, Saumeray (et peut-être Ferrières-en-Gâtinais) sont aussi des sites carnutes où des forges sont exploitées au second âge du fer. À Nottonville, au bord de la Conie à 20 km de Lumeau, a été découverte une « cachette de métallurgiste de l'âge de fer »,, comprenant une centaine de demi-produits en formes de haches et barres bipyramidales, dont la valeur peut avoir un usage d'échange pré-monétaire.
Sur le territoire de Lumeau, l'habitat carnute est formé de cabanes sur poteaux porteurs en bois et murs de terre (technique du pisé ou torchis). Outre la culture de céréales, l'élevage en troupeaux et d'animaux de basse-cour, les objets trouvés à Lumeau attestent de la maîtrise des techniques artisanales de poterie, tissage et métallurgie (fabrication de fibules, d'instruments aratoires et haches en fer).
« Au nord du bois de Domainville, une fouille de sauvegarde (1973) a mis au jour un site protohistorique. » Le site est principalement « constitué d'une sépulture à inhumation datant de la Tène finale et de plusieurs fosses dépotoirs. » « Le squelette d'une femme (âgée de 20-26 ans : taille 1,55 m : au crâne dolichocéphale) gisait au fond de l'une de ces fosses. », : sacrifice, relégation sociale ou offrande aux dieux? « La fosse contenait également de la céramique non tournée (parfois lissée, parfois peignée), de la céramique tournée à décor de baguettes, de la céramique type Besançon, des ossements d'animaux domestiques, des fragments de plaque de foyer en terre cuite, des fragments de pisé brulé, un fragment de fusaïole en terre cuite, une perle en terre cuite ». Une dizaine d'autres fusaïoles en terre cuite ont été trouvées dans un rayon de 600 m, formant des disques percés qui servent de volant d'inertie pour activer la rotation d'un fuseau de filage textile. Il est identifié deux ovicapridés parmi six animaux, témoignant des pratiques d'élevage du mouton et de production de laine. La présence de scories signale une pratique locale de l'artisanat du métal par un forgeron. Deux fibules hallstattiennes ont été ramassées à proximité, dont une à pied coudé et ressort en arbalète. « Plusieurs concentrations noirâtres, distantes de 250 m pourraient correspondre à des cabanes. »
Deux sites le long du chemin de Chartres à Orléans et entre le lieu-dit Terre-Noire et l'ouest de Neuvilliers sont occupés à l'âge de fer uniquement, tandis qu'un troisième site adjacent a des traces d'occupation continue de la Tène finale ou la période gallo-romaine précoce jusqu'au IIIe siècle,.
Le monnayage carnute forme un groupe important du numéraire gaulois, l'activité commerciale étant soutenue par le commerce de céréales. Des monnaies gauloises en bronze coulé ou frappé découvertes en quantité dans les environs de Terminiers, Lumeau, Poupry, Baigneaux et Bazoches-les-Hautes témoignent de la possibilité d'ateliers monétaires carnutes. Des cachettes monétaires de la période gauloise ont été découvertes dans le voisinage des voies antiques au sud de Lumeau vers Terminiers, et au nord de Lumeau vers Bazoches-les-Hautes, peut-être enfouies lors de la période troublée de la conquête romaine et de la fin de l'indépendance gauloise. L'un des sites n'est pas sur la voie romaine mais à proximité, et couvre 20 arpentsavec la découverte de 200 à 300 monnaies gauloises, en bronze et en « electrum », de sept types différents, dont surtout trois types attribués (…) aux Lexovii, et un quatrième aux Éburovices. Découvertes et identifiées avant 1836, ces pièces de monnaie carnutes et monnaies provenant d'autres peuples gaulois témoignent des échanges commerciaux et de la circulation monétaire de longue distance. « Aux Ouches, derrière le bourg (de Terminiers), sur un site occupé depuis la Tène III (avant la conquête romaine) jusqu'au Haut Moyen Age, avant 1864 (peut être en 1860), on a découvert une centaine de monnaies carnutes (type à l'aigle), 1 denier de Durnacus Donnus et des culots de métal (…) 2 Pixtilos, 1 Tasgetios, un autre chef. » Par ailleurs, à 4 km au nord de Lumeau, la surface comprenant les lieux-dits « Champtier de La Fortune », Pannes, la Fauconnière et Chaufour délimite les principaux vestiges d'une agglomération commerçante antique (vicus) de 42 ha à Bazoches-les-Hautes, comprenant un marché couvert, où la fouille d'une nécropole en 1839 a mis au jour des vases contenant de 400 à 500 pièces de monnaie gauloises. Il est possible de faire l'hypothèse d'une association étroite entre cette agglomération secondaire (c'est-à-dire une agglomération en position secondaire par rapport à Cenabum et Autricum) et les divers ateliers ruraux des sites environnants. À 17 km à l'ouest de Lumeau, Bazoches-en-Dunois est aussi un marché antique avec son sanctuaire (fanum de Grattelièvre), où « on a découvert un lot de 300 à 400 monnaies gauloises en argent, épigraphes attribuées aux Calètes ».
Les pratiques funéraires à proximité de l'habitat carnute de Lumeau sont représentées par la sépulture à inhumation de Domainville et des sépultures à incinération. Pour la période de l'indépendance gauloise et dans le voisinage à moins de 10 km de l'habitat carnute de Lumeau, d'autres nécropoles ont été découvertes et ont fait l'objet de fouilles, notamment à Poupry, Bazoches-les-Hautes, Dambron et Chevilly:
À la suite de défaites des Éduens contre les Séquanes alliés aux Germains Suèves, puis de la défaite d'une coalition gauloise menée par les Éduens à la bataille de Magetobriga contre les Suèves (60 av. J.-C.), se fait jour le risque de déferlement des Germains transrhénans dirigés par le Suève Arioviste. Dans ce contexte et sous le prétexte de mouvements incontrôlés de populations helvètes et boïennes vers 58 av. J.-C., les ingérences romaines dans les affaires gauloises se multiplient. Elles conduisent aux expéditions militaires romaines de la Guerre des Gaules. Les Carnutes se rallient à César, effrayés par les légions romaines en marche qui circulent rapidement sur le réseau routier gaulois. Des légions romaines prennent leurs quartiers d'hiver 57-56 chez les Carnutes. Le territoire des Carnutes devient alors un protectorat romain, dirigé par un fidèle de César, le roi carnute Tasgétios qui est assassiné en l'an 54 av. J.-C. (une pièce de monnaie de bronze dite Tasgetios a été trouvée à Terminiers, une autre dite Tasgiitios à Guillonville). La mort de Tasgétios précède de quelques années seulement la révolte générale des Gaules qui se solde par la défaite des tribus face à la puissance romaine. Ainsi, au cours de l'été 51 av. J.-C., les Carnutes se soumettent et livrent le notable « Gutuater, instigateur de la dernière révolte et principal auteur de cette guerre », d'où découle l'administration romaine de la civitas Carnutum, rattachée vers 13 av. J.-C. à la province de la Gaule lyonnaise, au sein de l'Empire romain.

#### Villae gallo-romaines
La colonisation romaine se concrétise par la mise en place d'une administration latine et de voies romaines sur le substrat gaulois. La maîtrise de l'écriture permet aux Romains d'imposer le latin comme langue officielle, la romanisation des élites locales en découle.
Comme les Éduens et les Rèmes dont ils deviennent clients, les Carnutes bénéficient du statut de cité fédérée, alliée de Rome et par conséquent libre de tout tribut ; ils sont assujettis au service militaire romain, qui peut leur valoir la citoyenneté romaine. Les Carnutes et les Éduens sont exemptés de tribut à Rome jusqu'aux lois de Tibère qui supprime l'exemption d'impôt des cités libres et fédérées, ce qui suscite la révolte de Sacrovir en l'an 21. En l'an 48 de notre ère, pendant la censure de Claude (empereur romain né en Gaule, à Lugdunum), les Éduens, puis les Rèmes et les Carnutes, obtiennent le droit de cité complet, c'est-à-dire la citoyenneté romaine pour les hommes libres et la possibilité aux notables d'entrer au sénat romain. Ce droit est étendu à toute la Gaule peu après l'an 48 comme en témoigne la table claudienne et les actions des empereurs Galba et Vitellius pour les Lingons et les Helvètes.
L'activité sur le territoire de Limoialum (Lumeau) se développe fortement aux Ier et IIe siècles : il est dans un alignement d'agglomérations antiques sur une voie romaine, comprenant les vici voisins de Termeneus (Terminiers) et Basilicas (Bazoches-les-Hautes),, et, plus au nord, l'agglomération secondaire d'Alena (Allaines).
Le territoire de Lumeau est, en fait, traversé par deux voies romaines. « La voie de Blois à Paris à travers la Beauce (…) atteignait Saint-Péravy-la-Colombe (Columna, ou columna vicus) où elle croisait la route d'Orléans à Châteaudun. Elle passait ensuite à peu près à égale distance de Patay (Papitacus) et de Coinces, sur le territoire de cette dernière commune, et rencontrait non loin de Terminiers (dont le nom, Termenier en vieux français, indique la frontière de la civitas Carnutum et de la civitas Aurelianorum) la route d'Orléans à Chartres, et par Lumeau (Limoialum, localité celtique), un peu à gauche, Baigneaux, un peu à droite, et Bazoches-les-Hautes (Basilicae), marché-frontière, un peu à gauche, se dirigeait sur Allaines (…) où elle croisait la deuxième route d'Orléans à Chartres et la route de Sens au Mans. »
Les sites de plusieurs établissements ruraux y ont été mis au jour depuis le milieu du XIXe siècle. Ils présentent une organisation spatiale caractérisée par des bâtiments de plan quadrangulaire formant une enceinte autour d'une cour. Les constructions gallo-romaines sont « en dur », les toitures sont recouvertes de tuiles (tegulae et imbrices). Sur la surface de 761 ha prospectée systématiquement par l'équipe d'Alain Lelong ont été ramassés 84 000 fragments de tuiles et 4 750 tessons de poterie. « La répartition des terres cuites architecturales montre que l’ensemble du territoire étudié était cultivé à l’époque gallo-romaine. La densité est plus forte près des villages (actuels) mais aussi autour des concentrations qui indiquent des sites habités à cette époque. »
Une hache en fer, « remarquable à cause de son travail qui annonce la succession à la hache celtique », trouvée en 1875 sur le territoire de Lumeau, est exposée au musée historique et archéologique de la ville d'Orléans,.
Des tessons gallo-romains ont été ramassés au lieu-dit Égron, où est située une ferme proche de la voie romaine (chemin de Blois à Ablis).
Le site gallo-romain de Domainville se développe dans la continuité de la ferme carnute : au sud de Domainville se trouvent « des structures à fossés romains, dont un large, datant du Ier siècle av. J.-C. (céramique gallo-romaine précoce, céramique sigillée de la Gaule du sud, céramique blanche de l'Allier, rouge à engobe blanc et type « Besançon » à bords moulurés) et un sarcophage en grès rouge (…), des meules romaines, dont une en grès, une en pierre volcanique » et des monnaies gauloises.
Au lieu-dit Moulin d'Auneux, des fouilles ont mis au jour des « bâtiments, inclus dans une cour quadrangulaire présentant un porche (ou bassin) semi-circulaire (…) des tessons gallo-romains (sigillée de l'Argonne, une monnaie de Tetricus et une monnaie de Constantin). A. Ferdière pense à un site de voie (placé à 50 m de la voie romaine). » « Au bois d'Auneux, se rencontrent des tessons romains allant du Ier au IVe siècle (sigillée de la Gaule du sud, d'Argonne et de Jaulges-Villiers-Vineux) ». Ces céramiques et vaisselle importées des grands ateliers du sud et de l'est de la Gaule témoignent des échanges commerciaux de longue distance.
À la sortie est du bourg de Lumeau vers Auneux sur le chemin vers Artenay, « au croisement du chemin d'Ablis avec la D3.9, on a découvert (prof. 1 m) quatre sépultures romaines avec de la céramique commune sans doute romaine et 16 clous à tête plate. » Au même endroit, « à l'ouest du chemin d'Ablis, près de la cote 123, ont été repérées des enceintes quadrangulaires et des fosses ».
Au nord du bourg de Lumeau, « à Malmusse, quelques tegulae et tessons gallo-romains se ramassent au sol : lors d'un survol en avion, A. Lelong a repéré une petite grange gallo-romaine, présentant en façade, tournée vers le sud, deux pièces encadrant un porche permettant l'accès à la grange. Le bâtiment est inscrit dans une enceinte quadrangulaire [trapézoïdale] beaucoup plus grande et d'orientation différente. À l'ouest, on distingue une seconde enceinte quadrangulaire plus petite. Il pourrait s'agir d'une villa. ». Ce site est aussi référencé comme s'étendant à quelques centaines de mètres à l'est de Malmusse au lieu-dit La Haute Borne, proche de la voie romaine (chemin de Blois à Ablis), avec deux enceintes quadrangulaires et un bâtiment ressemblant à une double grange gallo-romaine identifiés par A. Lelong. Plus au nord de Lumeau vers Champdoux et Tillay, un pichet œnochoé en bronze (diamètre 25 cm, hauteur 30 cm) a été découvert en 1853.
Dans le bourg de Lumeau, ont été découverts des tessons gallo-romains dans l'habitat contemporain, comme matériaux de réemploi.
Au lieu-dit Moulin de Lumeau, à la sortie ouest du bourg, « A. Lelong a vu plusieurs bâtiments, inclus dans une cour quadrangulaire présentant un porche (ou bassin ?) semi-circulaire sur son côté sud », pouvant être une autre villa. « Dans le courant de 1866, des terrassiers (à Lumeau) déterrèrent trois vases de terre rouge, très fine, ornés de dessins élégants. Ces vases ont été brisés. Sur l'un des fragments, on lisait deux lettres VE, commencement du nom du potier. Ces lettres étaient en relief. »
Au sud du bourg de Lumeau et à l'est de la route D19 reliant Lumeau à Terminiers via Neuvilliers, ont été trouvées des tegulae.
Au Carreau, réage à l'ouest de Neuvilliers et adjacent à la voie gallo-romaine de Chartres à Orléans, on trouve des tessons romains. Dans le réage adjacent des « Champs au Pois », côté Terminiers de la voie gallo-romaine, « on a trouvé de la céramique digitée (protohistorique), une monnaie romaine du IIe siècle, une fibule à queue de paon, des fragments de mortiers, et des tessons de céramique sigillée de la Gaule du Centre » (céramique sigillée des ateliers de Lezoux et, plus au sud, de La Graufesenque).
Entre les hameaux de Neuvilliers et Terre-Noire, on a trouvé des monnaies en 1860, dont « un Gordien en argent parfaitement conservé. Dans les champtiers, qui s'étendent de ce même hameau à celui d'Échelles, presque au bord de la voie romaine qui traverse le bourg de Lumeau, on a mis à découvert (…) deux Trajanus Hadrianus (gros bronze), un (autre) gros bronze, médaille commémorative de Trajan-Hadrien ; deux pièces frustes du même module, ainsi qu'une Augusta (…) Parmi les bronzes moyens, nous distinguons une médaille fruste et un Claude-le-Gothique, trois Gratien bien conservés, un autre brisé, deux Constance second (…) Quinze médailles frustes ou rompues de la dynastie des Constantin » et d'autres monnaies gauloises et romaines. Au sud-ouest de Neuvilliers, mais côté Terminiers de la voie romaine, « entre Les Terres Noires et Les Échelles, le long de la voie romaine, on a découvert 5 monnaies gauloises, 6 sesterces dont 3 d'Hadrien, 2 as dont 1 Claude II, 2 ou 3 Constance II, une quinzaine de la famille de Constantin, 3 Gratien et 1 monnaie en argent de Gordien. D'importantes substructions sont à noter aux Champtiers des Terres Noires (où l'on a trouvé 1 antoninianus de Gordien III, 1 monnaie de Tibère, 2 monnaies à l'autel de Lyon, 1 monnaie de Faustine II, 1 de Maximien Hercule de l'atelier de Trèves, et 1 de Gratien, ainsi que deux pointes de flèches en fer en forme de feuille de laurier, une clochette de harnachement en bronze et deux rouelles en plomb biconiques à engrenages) ».
Des pesons de métier à tisser ont été trouvés, tant à Lumeau que vers Terminiers, Milhouard, Poupry, Baigneaux, Bazoches-les-Hautes et Dambron.
À la ferme de Villours, ont été dégagés en 1859 un « hypocauste (2 × 2 m) à seize pilettes et sans doute des tubuli » et deux salles sur mosaïque des thermes d'une villa gallo-romaine, avec une grande cour et s'étendant sur 10 ha. La construction est en pierre. Le mobilier comprend des fragments de marbre, de mosaïque, des statues (une divinité en bronze, une petite tête de lion), un anneau et une bague en bronze, un vase de terre rouge, des monnaies gauloises et romaines et « une pierre gravée du labarum (à rapprocher de la tradition du martyre de saint Lucain) ». « Villepion, village situé au nord-ouest de Terminiers, nous a offert un assez nombreux bagage archéologique, conjointement avec les fermes de Villours, qui n'en sont qu'à une faible distance. (…) Villours, placé à proximité de plusieurs voies romaines, se recommande à l'attention des archéologues (…) Au centre même de Villours, auprès de la dernière ferme limitrophe de Loigny, est un précieux fragment de mosaïque, entouré de ruines gallo-romaines (…) C'est un carré long d'environ 1m50 sur 1 mètre. (…) D'un côté, elle touche aux ruines d'un fourneau à demi-calciné, de l'autre à une petite chambre un peu plus basse dont le carrelis est encore visible. Vis-à-vis se trouve une autre mosaïque, engagée sous la terre arable. » Le pavement principal de Villours, attribué à la fin de l'Antiquité, est découpé par bandes monochromes en tapis juxtaposés de formes variées, en absides notamment.
« Au sud de Villours, on a découvert un site avec de la céramique sigillée de Lezoux précoce et du IIe siècle ».
Dans le processus d'acculturation gallo-romaine de la Beauce, le site de Villours avec ses thermes peut être catégorisé comme une villa à la romaine, par opposition aux autres établissements identifiés qui seraient plutôt des bâtiments de fermes d'exploitation agricole en succession des établissements agricoles laténiens.
Des tessons d'amphores romaines et une pointe de javelot en fer romaine ont été trouvés à Terminiers ; « à Villepion, on a recueilli deux plaques d'agrafe, deux cuillers, quatre fibules, une boucle, une épingle, une pince à épiler, trois graphium (ou specillum ?) » ; « à Gommiers ont été trouvés (…) treize objets en bronze (fragments de harnais, une bague avec chaton, une anse d'œnochoé en bronze datant des Ier – IIe siècles, un tintinnabulum, six cuillers (dont une en bronze), trois fibules en forme de croissant, une autre grande fibule (…) une spatule en bronze ».
À Loigny, a été trouvée près de la voie romaine « une statuette en bronze d'Isis « avec ses attributs » » ; nous avons par ailleurs, « un sol de mosaïque dans un petit caveau voûté et un cippe (« vase ollaire ») avec quatre vase funéraires, du Haut-Empire ». Dans l'ancien cimetière de Loigny, a été découverte « une nécropole à incinération et à inhumation : « une grande quantité de petits vases funéraires » en céramique sigillée, certains avec du charbon ; dix ou douze sarcophages superposés, en pierre. » À Poupry, au lieu-dit Bois Tailleur, existe une nécropole à incinérations du Ier au IIIe siècle.

#### Antiquité tardive
À la suite d'une longue crise économique et un déclin démographique prononcé, le territoire de Lumeau subit les mutations associées à la fin de l'Empire romain d'Occident, notamment l'accueil de réfugiés et mercenaires germains parallèlement au remembrement des exploitations agricoles et à la christianisation de la population. L'infiltration des tribus germaniques dans l'espace gallo-romain se déroule sur plusieurs siècles conduisant à une synthèse entre l'héritage romain et des pratiques nouvelles auxquelles se rallient les autochtones.
- Crise du IIIe siècle

La crise du troisième siècle de l’Empire romain se caractérise par une instabilité politique à Rome, la fin de l'expansion impériale et le tarissement du flux d'esclaves créant un contexte de régression économique et d'inflation, une pression fiscale accrue pour maintenir la présence militaire aux frontières face aux incursions barbares, un déclin démographique et des abandons d'exploitations agricoles.
À proximité du limes de Germanie, sur la rive droite du Rhin, sont installés des peuples germains qui forment des ligues défensives au milieu du IIIe siècle, telles que les Francs (confédération de tribus de l'embouchure du Rhin) et les Alamans (ligue de tous les hommes - alle Mannen - principalement formée de tribus suèves). Leurs incursions en Gaule mettent à rude épreuve les capacités de l’armée romaine à contrôler les frontières : l'armée romaine est concentrée sur le limes et, une fois celui-ci traversé, la circulation dans l'Empire romain est sans contrainte. La Beauce et Orléans sont pillées vers 268 par les Alamans puis en 275 par une coalition de Francs et Alamans.
Entre 284 et 286, des paysans ruinés par les attaques barbares, la récession économique et le poids de la fiscalité, se révoltent contre l'administration romaine, abandonnent leur exploitation agricole et rejoignent la première rébellion bagaude, vivant de rapines.
En Beauce, les vestiges du IIIe siècle sont peu abondants : « la plupart des villae semble avoir été détruites et abandonnées à cette époque. On en a pour preuve la brusque interruption de la céramique et surtout des monnaies sur les sites en question. (…) Les routes elles-mêmes ont sans doute été détériorées. (…) La ruine des campagnes est alors à peu près totale ». Sur la carte d'Alain Ferdière représentant le territoire autour de Lumeau, seuls les sites de Loigny, Villours, un site entre Terre-Noire et l'ouest de Neuvilliers, Terminiers, les hameaux de Domainville et Auneaux, la zone de Poupry à Dambron, ainsi que Bazoches-les-Hautes ont laissé des traces archéologiques d'occupation continue de la seconde moitié du Ier siècle au début du IIIe siècle. Dans tout le secteur angulaire entre Terminiers-Loigny et Terminiers-Bazoches, les autres habitations antérieures ne font apparaître aucune trace d'occupation permanente à cette époque.
« Au Bas-Empire, les agglomérations secondaires et stations routières des deux axes voyers qui joignaient Chartres à Orléans à travers ce plateau beauceron semblent péricliter (…) La seule agglomération secondaire (ou simple station routière) qui semble subsister sur l’un de ces deux axes est celle d’Artenay « Auvilliers » », et il est constaté la rétraction de l'ensemble Lumeau, Baigneaux et Bazoches-les-Hautes. « Ce n’est donc sans doute pas un hasard si aucun de ces deux itinéraires Chartres-Orléans (n'est mentionné) dans les documents tardifs que sont l’Itinéraire d’Antonin d’une part, et la Carte de Peutinger de l’autre : cet axe devient alors secondaire, au plan commercial comme administratif ». Cette nouvelle situation est défavorable au passage par Lumeau des flux commerciaux entre les bassins de la Loire et de la Seine.
Les désordres monétaires (dévaluations et démonétisations) et l'insécurité conduisent à la thésaurisation de la monnaie de bon titrage et à ce que « de nombreuses cachettes de monnaies ont été enterrées à cette époque » : une cachette monétaire localisée entre Terminiers et Lumeau, vers Échelles et Terre-Noire le long de la voie de circulation antique à l'ouest de Neuvilliers, a été enfouie vers l'année 268 (une autre à Allaines de même datation), d'autres cachettes au nord de Lumeau sont datées du IIIe siècle et du IVe siècle (Bazoches-les-Hautes) ; des trésors monétaires ont été trouvés à l'ouest de Lumeau (220 antoniniens et autres monnaies romaines à Villepion) et au nord-ouest de Lumeau (3 kg de sesterces de Trajan, Lucille et Septime Sévère à la ferme de Marasson à Germignonville), et un ensemble de cachettes monétaires « dans le voisinage de Poupry, Lumeau, Baigneaux, Bazoches-les-Hautes », Beaugency-le-Cuit (Sougy) et Auvilliers (Artenay).
- Réformes de l'Empire romain

En 212, l'Édit de Caracalla généralise l'accès à la citoyenneté romaine à tous les hommes libres de l’Empire, ce qui anéantit l'attrait de la carrière militaire (jusque là, le principal moyen d'obtenir la citoyenneté romaine résidait dans le service militaire).
Les Romains, notamment sous Probus (né en Pannonie) et sous Constantin (né en Dacie), embauchent des mercenaires germains, scandinaves et scythes, et passent de nombreux compromis avec ces groupes menés par des chefs guerriers qui se latinisent au contact de leurs voisins et perpétuent l'héritage romain. « L’institution militaire joue le rôle d’un creuset favorisant l’intégration des peuples germaniques dans la culture romaine. (…) Des tribus barbares, ralliées au pouvoir ou soumises par Rome, reçoivent de l’empereur l’autorisation de s’installer dans le territoire de l’Empire en échange d'un service militaire pour assurer la paix publique et la défense du limes », matérialisé par la frontière naturelle du Rhin et du Danube. Notamment, les Francs, confédération de tribus germaniques de l'estuaire rhénan vaincue en 288 par le préfet du prétoire Constance (futur empereur sous le nom de Constance Chlore et gendre de l'empereur Maximien Hercule), se soumettent sous le statut de lètes et deviennent alliés de l'Empire romain : leur roi Gennobaud s'installe à Atuatuca Tungrorum (Tongres) ; un sous-ensemble de peuples francs, les Francs saliens, deviennent des fédérés francs en 342 chargés de la Toxandrie ; des officiers francs se mettent au service de Rome dès le IVe siècle, tels que Bonitus, Mérobaud, Richomer, Bauto et Arbogast. L'armée romaine postée aux frontières devient principalement composée d'éléments d'origine barbare.
Dioclétien réforme le système monétaire en 294 et impose un nouveau régime fiscal, avec un impôt de capitation et un impôt foncier, collectés localement par les notables décurions, ce qui renforce leur statut d'oligarque local vis-à-vis des paysans. Constantin crée en 311 une nouvelle monnaie stable, le solidus, après que le trésor impérial se soit approprié l'or des temples païens.
Les provinces issues de la Gaule lyonnaise sont identifiées dans le Laterculus Veronensis rédigé entre 297 et 324, attestant d'une réforme administrative de l'organisation territoriale initiée par Dioclétien et comprenant le démembrement de la cité des Carnutes avec la création de la cité des Aureliani, prenant pour capitale Cenabum (Orléans). « Cette décision administrative ne fait apparemment qu’entériner un état de fait déjà ancien, celui de l’importance croissante d’Orléans, au plan notamment économique. » Lumeau est alors dans cette civitas Aurelianorum de la province Lugdunensis prima (Lyonnaise première). Le village est proche de la frontière résultant de la scission entre la civitas Carnutum (Chartres) et la civitas Aurelianorum (Orléans) ; Terminiers, village de l'Orléanais adjacent à Lumeau au sud-ouest, et Bazoches-les-Hautes, au nord de Lumeau, sont des points frontières de la civitas Aurelianorum, tandis que Loigny, autre village adjacent à Lumeau à l'ouest, est dans le Dunois dépendant de la civitas Carnutum. Le hameau de Frécul, au sud de Terminiers, est lui aussi frontière du Dunois. Les délimitations de civitas et pagi sont identifiées : Terminiers, Bazoches-les-Hautes et Allaines sont sur la frontière de la civitas Aurelianorum tandis que, dans la civitas Carnutum, Fains-la-Folie et son hameau Auffains (toponymes issus du latin fines) sont la frontière nord-est du pagus Dunois et Voves est la frontière sud du pays chartrain.
Un nouveau découpage est indiqué dans la Notitia provinciarum et civitatum Galliae établie entre 375 et 423. La Lyonnaise première, dont la capitale est Lugdunum (Lyon), est alors divisée en deux provinces : Lumeau et l'Orléanais, tout comme le pays chartrain, se retrouvent alors dans la Provincia Lugdunnesis quarta (Lyonnaise quatrième ou Senonia), dont la capitale est Agendicum (Sens).
- Villæ et multiples petites exploitations agricoles en Beauce du IVe siècle

« Le relèvement au début du IVe siècle sera long et pénible, car aux Barbares avait succédé une longue période d'instabilité. Des bandes de brigands, les bagaudes, sillonnèrent la Gaule et dévastèrent particulièrement les pays de la Loire. Mais au début du IVe siècle, grâce aux efforts des empereurs dont on retrouve les noms sur les monnaies de nos sites (Constantin…), la Gaule se relève peu à peu et l'on assiste à une véritable renaissance. » Néanmoins, la société est devenue beaucoup plus violente que durant la Haute Antiquité. Dans le dernier quart du IVe siècle, Aurelianis (Orléans) se dote d’une enceinte, qui possède les caractères d'un ouvrage ostentatoire du statut urbain.
En échange de la sécurité assurée par des oligarques, les populations des campagnes se rassemblent sur certains sites et forment une clientèle associée à un domaine rural issu d'un remembrement foncier : « les nouvelles exploitations regroupent plusieurs exploitations anciennes, déjà fort larges. ».
Dans le secteur Dambron-Lumeau, les fouilles archéologiques ont mis au jour les traces de bâtiments en bois ; cependant « seules de rares sépultures privilégiées se détachent, avec quelques petites nécropoles ». « Les prospections systématiques (…) laissent entrevoir un semis particulièrement serré de petites exploitations. » L'économie agricole semble donc y reposer sur une majorité de petites exploitations, sans grande villa résidentielle. Quand bien même le statut des exploitants des petits établissements agricoles et leur degré de dépendance sociale vis-à-vis d'une éventuelle villa (telle que la villa gallo-romaine de Villours) est difficile à évaluer par la seule archéologie, il est plausible d'envisager soit un système domanial classique, celui d'une unité juridico-économique des petites exploitations, certes éparpillées, mais sous l'autorité d'un seul propriétaire, seigneur ou ecclésiastique, avec sa main-d’œuvre servile et ses métayers, soit « l'existence d'une paysannerie libre, d'où n'émergent pas de grands propriétaires fonciers », soit un système mixte de complémentarité et interdépendance entre le système domanial et des petits propriétaires exploitants libres. Dans ces deux dernières interprétations, de telles exploitations libres et alleux paysans du IVe siècle disparaîtront ultérieurement, par l'expropriation violente ou l'obligation de « rendre foi et hommage » et payer redevance d'inféodation assurant la concentration de la propriété foncière au Xe siècle.
- Christianisation

« La Gaule, sous le gouvernement de Constance, est exempte des maux de la persécution » des chrétiens, décidée par la Tétrarchie en 303 et mise en œuvre par Dioclétien dans le reste de l'Empire. À la mort de Constance Chlore en 306, son fils Constantin interdit la persécution des chrétiens sur l'étendue des territoires qu'il dirige, à savoir les provinces romaines de Bretagne, Gaule et Espagne. Devenu seul empereur romain d'Occident après la bataille du pont Milvius, il promulgue en avril 313 l’édit de Milan, présenté comme édit de tolérance par lequel chaque individu peut « adorer à sa manière la divinité qui se trouve dans le ciel ». À partir de cette date, la nouvelle foi chrétienne « se propage rapidement dans tout l’Empire. En Gaule, les premiers à se convertir sont les aristocrates gallo-romains. Le monde urbain est plus touché par ce phénomène de conversion que les campagnes. De fait, le christianisme reste longtemps une religion essentiellement urbaine, confiée à la responsabilité des évêques qui siègent dans chaque chef-lieu de cité. » Diclopitus est le premier évêque d'Orléans identifié, : il signe les actes du concile de Sardique en 343 et « figure au nombre des évêques de Gaule qui ratifièrent, en 346, l'absolution de saint Anasthase », au pseudo-concile de Cologne, suivant la politique papale combattant le parti arien.
« La Gaule, tout comme l'ensemble de l’Empire, est touchée au IVe siècle par une crise interne au christianisme : l’arianisme. À l’origine de cette hérésie, Arius, prêtre d’Alexandrie, considère que la divinité du Christ ne peut être équivalente à celle de Dieu. L’empereur Constantin convoque le premier grand concile d’Empire à Nicée (325), pour condamner ces idées et unifier les chrétiens. Néanmoins, l'arianisme conserve la faveur de nombreux chrétiens mais aussi de certains empereurs comme Constance II (337 – 361). » En 343, le concile de Sardique oppose les évêques nicéens essentiellement occidentaux et les évêques arianisants surtout orientaux. Mais, dans un premier temps, l'arianisme est accepté en Gaule, sous la pression de l'empereur Constance II et l'influence de l'évêque Saturnin d'Arles : « En Gaule, les évêques - à l’exception de Paulin de Trèves et d’Hilaire de Poitiers – se rallient aux thèses ariennes, qui se sont aussi répandues parmi les populations germaniques. » Cependant, dans un second temps, le concile de Paris (361) condamne l'arianisme et, à partir de l'an 369, le pape Damase dépose les évêques qui demeurent attachés à l'arianisme. Avec l'avènement de l'empereur Théodose et l'édit de Thessalonique en 380, le christianisme nicéen devient la religion officielle de l'Empire. L'influence des occidentaux païens est anéantie après la bataille de la rivière froide (394). À 125 km de Lumeau, l'abbaye de Marmoutier fondée par Martin de Tours est le premier monastère d'Occident. Avec la diffusion du christianisme et du latin, les dialectes gaulois disparaissent, emportant les restes de l'ancienne culture celtique.
La « pierre gravée du labarum » trouvée dans l'hypocauste des thermes de la villa gallo-romaine de Villours témoigne de la diffusion du message chrétien sur le territoire de Lumeau,.
- Migrations du Ve siècle et sédentarisation de Vandales, Alamans et Alains dans l'Orléanais

La confédération des Huns étend son emprise de l'Asie centrale jusqu'à l'Europe, en aggrégeant les Alains issus de la steppe pontique et les Ostrogoths de la mer noire vers 370. La pression des Huns pousse les Burgondes, les Vandales et les Wisigoths à migrer vers l'ouest et le sud-ouest jusqu'au limes, frontière de l'Empire romain où s'agrègent des populations.
Malgré des conflits de pouvoir, usurpations et combats entre généraux romains, tels que la bataille de Lutèce (383) impliquant le général Magnus Maximus auto-proclamé empereur, l'Empire romain résiste à toutes les attaques sur le limes jusqu'à la révolte des fédérés wisigoths de Dacie et Mésie. En effet, face à l'expansion de l'Empire hunnique et après la bataille d'Andrinople (378), des contingents goths sont enrôlés dans l'armée romaine par l'empereur Théodose, mais en leur laissant une organisation autonome et le fœdus de 382 leur permet de s'installer en Mésie ; mais les Goths dirigés par Alaric envahissent l'Illyrie et la Grèce en 395-397 et font des incursions en Italie en 400-403 et 405-406 (l'Italie est définitivement envahie en 408-410).
Lors des offensives des Goths en Italie, le général Stilicon a beaucoup de mal à réunir suffisamment de troupes : les légions stationnées en Gaule et Bretagne sont progressivement appelées en Italie entre 401 et 406 et il engage en Italie même des troupes auxiliaires de nouveaux fédérés peu romanisés. Les Francs défendent alors quasiment seuls la frontière du Rhin, jusqu'à l'arrivée en 407 des légions du général Constantin III, empereur usurpateur romain, qui les associe aux auxiliaires du chef franc Edobich.
Lors de l'hiver 406-407, plusieurs dizaines de milliers de Suèves, Vandales et Alains profitent de l'embâcle du Rhin gelé pour migrer définitivement dans les provinces occidentales de l'Empire. Leur migration vise à l’intégration dans l’ordre politique et juridique romain.
L'épisode du passage du Rhin (406) a des conséquences à proximité de Lumeau, comme support historique à l'hagiographie chrétienne d'un saint céphalophore : Lucain,. À l'ouest de Lumeau, « ce fut entre Villours et Villepion que fut martyrisé, l'an 407, saint Lucain, généreux missionnaire qui avait eu le courage de se mettre à la suite des Alains et des Suèves pour leur annoncer l'Évangile,. » Lucain était un prédicateur chrétien de l'Orléanais et fut condammé à avoir la tête tranchée. « Elle ne fut pas plus tôt abattue que Lucain se leva sur ses pieds, la reprit entre ses mains et la porta comme en triomphe à une demi-lieue de l'endroit où il avait été exécuté ; il la mit sur une pierre qui, en mémoire d'un si grand prodige, a été depuis appelée la Pierre de saint Lucain. » Le « pays de Lucain » (Lucaniacum puis Luigniacum-in-Belsia, Lingny-en-Beausse, Longny-en-Beauce) est devenu le village de Loigny, avec son église consacrée à Saint-Lucain (Lucain est à rapprocher du nom moderne Lucien).
« La voie de Blois à Paris à travers la Beauce (…) à la hauteur d'Épieds-en-Beauce (…) était gardée par un cantonnement de Vandales (en vieux français Vandres ou Vendres), dont le nom s'est perpétué dans Villevandreux ou Villevoindreux (*Villa Vandalorum). Puis elle atteignait Saint-Péravy-la-Colombe (Columna, ou columna vicus) où elle croisait la route d'Orléans à Châteaudun. »
Une des deux voies d'Orléans à Chartres passe par « Notre-Dame-des-Aydes, la Montjoie, l'Allemagne, qui rappelle (Alamania) un cantonnement d'Alamans surveillant la route, Cercottes, Langenerie, laissant Chevilly sur la gauche et Andeglou (localité celtique) sur la droite, atteignait la Croix-Brisquet, (…) limite aux communes du Creuzy et d'Artenay. La voie, après avoir dépassé Villeneuve, sert de limite aux communes d'Artenay (Loiret) et de Poupry (Eure-et-Loir). Laissant Dambron et Santilly sur la droite, elle arrivait à Allaines (qui doit son nom à un cantonnement d'Alains), où elle croisait la voie de Blois à Paris, celle de Sens au Mans et celle du Mans à Paris (par Châteaudun), laquelle se confondait, à partir d'Allaines, avec celle de Bois à Paris. Un peu au-delà d'Allaines, on entrait dans la civitas Carnutum et on arrivait à Chartres (Autricum), capitale de cette civitas, par Allonnes (localité celtique). »|
Des Vandales, Alains et autres groupes migrants franchissent la Loire en 408. « Le passage de cette migration en nombre semble attesté sur la Loire à Chécy (près d'Orléans) par un dépôt de monnaies d'Honorius et Arcadius. »
Dans l'Empire romain d'Occident politiquement instable et ne maîtrisant plus ses frontières, des élites gallo-romaines poussent à la prise de pouvoir en Gaule par des usurpateurs en opposition à l'empereur Flavius Honorius, tels que Jovin de 411 à 412 à la suite de Constantin III de 407 à 411. Le général romain Constance III mène une campagne contre les usurpateurs et contre les différents groupes migrants de 406 à 420, regagnant pour l'Empire le contrôle de la Gaule.
En 418, l'Empire établit un fœdus avec les Wisigoths de Théodoric, autorisés à s'installer dans le sud-ouest de la Gaule et en Hispanie. Le général romain Aetius négocie également un fœdus avec des Francs saliens menés par Clodion le Chevelu, afin de limiter les visées expansionnistes franques à partir du nord-est de la Gaule. Le fœdus négocié par Aetius vers 431 permet à la tribu franque de Clodion de s'installer à Turnacum (Tournai), berceau de leur futur royaume ; il renforce leur rôle de peuple fédéré, pilier de la défense romaine en Gaule belgique. De même, un fœdus établit les Burgondes en Sapaudie en 443.
En outre, Aetius conclut un fœdus avec Goar (chef alain) en l'an 442 : les Alains deviennent auxiliaires de l'armée gallo-romaine pour contenir les révoltes bagaudes, et peuvent se sédentariser dans l'Orléanais, au sud-ouest de Châteaudun jusqu'à Vendôme (dans la vallée du Loir d'Artins à Cloyes-sur-le-Loir) et peut-être dans la région d'Allaines qui est à seulement 13 km de Lumeau. « Étant donnée sa situation à un nœud de routes très important lui permettant de contrôler les voies romaines venant de Chartres, Le Mans, Paris, Sens, Orléans, on peut penser que là se trouvait le principal cantonnement du peuple alain,. » Avec aussi Allainville-en-Beauce à 27 km de Lumeau et plus loin au nord Allainville-aux-Bois et Allainville-en-Drouais, cette installation des Alains dans la Beauce s'étendait « au moins au nord-est jusqu'à Allaines et au sud-est jusqu'à Orléans, puisque Jordanès note la présence du roi des Alains (Sangiban) dans cette ville à la veille du siège qui en a été fait par les Huns en 451. En résumé, les Alains étaient établis dans la partie ouest de l'Orléanais sur la rive droite de la Loire. Et par voie de conséquence, c'est une partie de la Beauce qui leur fut attribuée par Aetius ». Elle s'est traduite par des confiscations de terres et des expulsions de propriétaires de domaines gallo-romains ; Prosper Tiro « ne parle que de l'expulsion des domini, c'est-à-dire des maîtres, des propriétaires, par les Alains. On peut donc penser qu'ils gardèrent le personnel des domaines et vécurent de leur travail », avant qu'ils ne se fondent dans la population autochtone ou migrent vers Le Mans et l'Armorique.
Lorsque Attila et les Huns se dirigent vers Orléans qu’ils assiègent en 451, des cantonnements d'Alains sont ainsi présents en Beauce orléanaise. La résistance de la ville est organisée par l'évêque Anianus (saint Aignan), jusqu'à l'arrivée in-extremis de la coalition de fédérés et d'alliés de l'Empire menée par Aetius et comprenant les Wisigoths de Théodoric, les Francs saliens de Mérovée (successeur de Clodion en 447) et les Alains de Sangiban. La coalition menée par Aetius repousse les Huns, d'abord lors du siège d'Orléans par Attila puis lors de la bataille des champs Catalauniques.
- Domaine gallo-romain

En raison du délitement continu de l'autorité politique centralisée de l'Empire romain au profit de pouvoirs régionaux et à la suite de l'assassinat d'Aetius en 454 et de l'empereur Majorien en 461, le général gallo-romain Ægidius proclame l'autonomie de la Gaule du Nord, territoire entre la Somme et la Loire enclavé entre le royaume wisigoth, le royaume burgonde et le royaume des Francs saliens. Ce territoire isolé de l'Empire romain d'Occident est renommé domaine gallo-romain.
Ægidius a autorité sur les Francs saliens de 458 à 463, en l'absence de Childéric Ier, successeur de Mérovée et roi des Francs, parti en Thuringe. Néanmoins, à son retour, Childéric annexe l'est du domaine gallo-romain au profit du royaume des Francs, tout en aidant Ægidius à l'ouest contre les Wisigoths qui sont défaits « entre Loire et Loiret » en 463 : les fédérés alains et francs contribuent à la victoire de l'armée gallo-romaine d'Ægidius contre les Wisigoths lors de la bataille d'Orléans (463), où Frédéric, frère du roi wisigoth Euric, est tué. D'autres batailles ont lieu contre les Saxons d'Eadwacer sur la Loire en 463-464, où Childéric s'empare d'Angers. À la mort d'Ægidius vers 464, Childéric continue de défendre le nord de la Gaule à la tête des Francs saliens, au nom de l'Empire. En effet, Childeric, roi des Francs saliens, est un haut dignitaire romanisé, comme « dux Belgicae secondae ».
Le domaine gallo-romain demeure sous l'ordre juridique romain avec Syagrius, le fils d'Ægidius. Les Wisigoths rompent leur fœdus avec Rome en 466. Childéric livre bataille aux Wisigoths et aux Saxons dans la vallée de la Loire de 466 à 469, d'Orléans à Tours et jusqu'à Bourges. Après la bataille de Déols, l'ouest du domaine gallo-romain, comprenant le Berry et la Touraine, est tombé aux mains des Wisigoths. Renommé royaume de Soissons, le domaine est grignoté par les Francs à l'est. Après la mort de Childeric en 481, Syagrius réussit à établir une bonne entente avec le puissant roi des Wisigoths, Alaric II, en un retournement d'alliance. Mais Clovis, le fils de Childéric, vainc Syagrius à la bataille de Soissons (486). Clovis prend alors le pouvoir dans le domaine gallo-romain, qui est annexé au royaume des Francs, et étend sa domination jusqu'à la Loire.
- Incorporation au royaume des Francs

Á l'exception des Francs et des Anglo-Saxons restés fidèles à leur religion païenne germanique, les peuples fédérés installés antérieurement sur les marges de l’Empire romain et fondateurs des royaumes wisigoth, burgonde, vandale et ostrogoth avaient été convertis au christianisme arien, permettant à chacun de leurs rois de conserver en une seule main la légitimité de chef et le pouvoir religieux tout en discriminant romains et conquérants. Ils se heurtent alors aux cadres de l'administration du Bas-Empire romain encadrés par l'épiscopat gallo-romain, promoteur du christianisme trinitaire selon le symbole de Nicée. La donne change lorsque Clovis opte pour le christianisme nicéen, sous l'influence de l'évêque Remi de Reims et après avoir visité le tombeau de saint Martin de Tours en 498, décision confirmée lors du concile d'Orléans (511). Son choix de la religion officielle est un moyen d’exprimer sa fidélité à l’empereur de Constantinople, en assurant la protection de l'Église catholique nicéenne concurrencée par le christianisme arien, le judaïsme et les paganismes, et de consolider les liens des Francs avec les oligarques gallo-romains. Ceux-ci, épaulés par le clergé catholique nicéen issus du domaine de Syagrius, font donc alliance avec Clovis, nouveau dépositaire de la puissance publique (auctoritas principis et potestas principalis d'origine romaine) consolidée par le pouvoir de fait des Francs qui imposent allégeance personnelle et obéissance à toute la population assujettie. En outre, les Francs parlent le francique et non pas le bas latin ou le gallo-roman, d'où la nécessité de l'intercession de l'élite gallo-romain entre les deux composantes linguistiques du royaume. Les Francs peuvent ainsi s'appuyer sur cette subsistance de l'administration romaine lors de leur conquête de la Gaule, tandis que l'aristocratie gallo-romaine collaboratrice préserve sa richesse foncière et sa prédominance dans les fonctions publiques civiles et religieuses.
« Poursuivant l'action de son père Childeric, Clovis, en abattant Syagrius, n'a réussi qu'une « prise du pouvoir », arbitrée par les élites gallo-romaines, dont saint Remi de Reims est un bon représentant, avant de se retourner contre les Wisigoths et d'autres Germains. » Clovis remporte la bataille de Tolbiac contre les Alamans, puis élimine des rivaux francs rhénans. À la suite de la bataille de Vouillé (507), il conquiert l'Aquitaine wisigothe. Notons qu'une monnaie trémissis pseudo-impériale à l'effigie d'Anastase, mais frappée sous l'autorité wisigothe de Septimanie, a circulé jusqu'à Lumeau où elle a été découverte ; « mais on ne peut guère se refuser à attribuer à l'atelier d'Orléans un tiers de sou au droit duquel figure le nom d'Anastase et qui porte au revers et à l'exergue les lettres AV ou AVRIL ou AURIL, abréviations d'Aurilianis. Cette monnaie rendra possible l'attribution à la Gaule d'un certain nombre de pièces pseudo-impériales. » Clovis rend applicable à tous les sujets gallo-romains de son royaume le Bréviaire d'Alaric, recueil wisigoth de lois romaines inspiré du Code de Théodose qui avait été publié en 438, et complète la loi salique qui avait été établie vers 350-353 pour les lètes francs, transmise oralement puis rédigée en latin vers 507-511 (la personnalité des lois déclinera ultérieurement au profit d'un droit territorial basé sur la coutume). Clovis fait de Paris sa capitale.
Dans le royaume des Francs, l'exercice du pouvoir public par délégation non héréditaire de la potestas est partagé entre les grandes familles franques et la noblesse (nobilitas) gallo-romaine qui s'amalgament en une aristocratie franque. L'allocation de bénéfices fonciers aux Francs se traduit dans la toponymie des hameaux, influencée par le vieux-francique : il en est peut-être ainsi sur le territoire de Lumeau pour le hameau de Neuvilliers. Des indicateurs d'une potentielle reconstruction mémorielle de la présence franque sont identifiables, comme au sud-ouest du hameau de Donzy (Donecy) après Sougy dans la direction du château de Langennerie (Andeglou-Chevilly), avec la ferme à l'écart nommé « Les Francs » dans les réages de « la Vallée des Francs » et « la Garenne des Francs », à 9 km de Lumeau. Nous avons aussi « les champs de France » entre Lumeau et Poupry, au nord-est du bois d'Auneux.

### Moyen Âge

#### Village mérovingien
Limogilum (Lumeau) est dans la « civitas Aurelianorum » sur le territoire du royaume des Francs issu du domaine de Syagrius conquis par Clovis en 486. À la suite de partages successoraux, le village est dans le « royaume d'Orléans » en 511, dans le « royaume d'Orléans et Burgondie » en 561, dans l'Orléanais rattaché à la Neustrie en 613.
Les rois des Francs, fondateurs de la dynastie des Mérovingiens, s'appuient sur le maillage épiscopal pour l'administration civile du royaume et le contrôle des populations. À la suite du baptême de Clovis entre 496 et 507, les premiers rois des Francs, nouvellement convertis au catholicisme nicéen, accordent de multiples libéralités et dotations de domaines à l'Église : le territoire de Lumeau devient possession de l’évêché d'Orléans, probablement au VIe siècle sous le règne de Clotaire Ier, fils de Clovis et roi d'Orléans. L'aristocratie franque investit aussi la haute hiérarchie de l'Église qui accorde des brevets de sainteté à des membres de leur famille.
Dans le bois de la chapelle Sainte-Radegonde (aujourd'hui à la limite territoriale de Terminiers et de Lumeau), « la tradition raconte que sainte Radegonde (épouse de Clotaire), ayant décidé d'entrer dans les ordres au cours du VIe siècle, a fait jaillir une source, sanctifiée par la suite. » La carte de Cassini de 1759 localise ce site au bord de la voie romaine de Chartres à Orléans, au sud-ouest du hameau de Neuvilliers par le « chemin de la chapelle » indiqué sur le cadastre de Lumeau en 1836 et longeant le lieu-dit le Ravoir par l'est, à proximité de ce qui est aujourd'hui la route D19 de Terminiers à Lumeau ; le cadastre de Terminiers en 1836 indique qu'il s'agit du réage de la Chapelle ; la carte IGN l'indique au nord-ouest du lieu-dit Villereau, toponyme qui prédispose à une origine gallo-romaine tardive. Il s'agit d'un site protohistorique s'étendant jusqu'au lieu-dit les Vallées et il inclut les fondations d'un habitat romain ou paléo-chrétien, peut-être une cellule d'ermite ou de berger.
L'abbaye Saint-Mesmin de Micy est fondée en 508, précédée par le monastère de Saint-Aignan d'Orléans ; l'abbaye de Fleury à Saint-Benoît-sur-Loire est établie en 651. Les archives mérovingiennes sur papyrus n'ont pas résisté à l'épreuve de l'humidité et du temps ; le parchemin s'impose à la fin du VIIe siècle pour les actes administratifs.
Sous l'impulsion franque, la période mérovingienne conduit à un essor des populations beauceronnes. L'habitat sur le territoire de Limogilum (Lumeau) se développe aux VIe et VIIe siècles. Au lieu-dit du Calvaire, sept sépultures en fosses orientées est-ouest d'une nécropole mérovingienne ont été découvertes en 1977. Des tessons mérovingiens ont été trouvés au bois d'Auneux.
Un éperon en fer mérovingien a été trouvé à Lumeau en 1879 et est exposé au musée historique d'Orléans. Une agrafe mérovingienne à double crochet a été découverte à Domainville.
Parmi de multiples découvertes de monnaies, un « triens en or, avers : Karnitavi (…) revers : Kvrnitavi et personnage trônant » mérovingien, trouvé dans la commune de Lumeau fut acquis par le musée de Chartres en 1888,. À partir de Clotaire II, la monnaie est frappée à l'effigie du roi des Francs et non plus à celle de l'empereur. Avec l’atrophie du commerce avec le bassin méditerranéen et de la circulation de l'or, la monnaie ne cesse de se déprécier et son titrage en or ne cesse de diminuer par rapport à celui de l'argent. Les monnaies d'or byzantines disparaissent de la circulation à la fin du VIIe siècle et le centre de gravité économique bascule de la Méditerranée aux régions entre la Loire et le Rhin, avec un système monétaire basé sur l'argent.
Mais ultérieurement, « l'église d'Orléans (est) dépouillée de son trésor et de la plus grande partie des chartes constituant ses titres de propriétés » : des maires du palais lui spolient des possessions et des bénéfices ecclésiastiques afin de rémunérer la fidélité des vassaux ; des domaines de l'Église sont envahis et accaparés par des leudes francs. C'est donc par l'usurpation de la propriété ecclésiastique que Limogilum (Lumeau) passe sous l'autorité d'un seigneur laïque.
En Austrasie, Neustrie, Bourgogne et Aquitaine (qui conservent leur individualité et leur palais au sein du royaume des Francs : e.g. capitale Reims puis Metz pour l'Austrasie, Soissons puis Blois pour la Neustrie), les maires du palais s'emparent progressivement du gouvernement effectif, dont ils dépossèdent de facto les rois mérovingiens. Après la bataille de Tertry (687), Pépin de Herstal, maire du palais d'Austrasie, réussit à attribuer à sa famille toutes les autres mairies de palais, conduisant les Grands de Neustrie à se révolter. La guerre civile des Francs oppose la Neustrie et l'Austrasie jusqu'à la bataille de Néry (719) gagnée par son fils Charles Martel. Celui-ci, devenu duc des Francs et maire du palais d'Austrasie et du palais de Neustrie, décide de créer une cavalerie après la bataille de Poitiers (732). Afin de doter les soldats des ressources nécessaires, une large distribution de terres est faite aux vassaux du maire du palais d'Austrasie, qui n'hésite pas à séculariser, à cette fin, bon nombre de biens d'Église, malgré les protestations de l'évêque Eucher d'Orléans. Chaque homme d'armes gratifié d'une tenure noble précaire (tenure en usufruit viager) est obligé, sous serment de fidélité, d'élever un cheval de guerre et de fournir le service d'ost à toute réquisition. Le soldat libre, qui antérieurement se rémunérait uniquement par le pillage, devient ainsi un vassal dont l'existence est assurée par le bénéfice foncier non héréditaire qui lui est attribué. L'organisation féodale en découle, tout comme la prise de pouvoir par la famille des Arnulfiens issus des Pépinides (noblesse franque d'Austrasie, région comprise entre la Seine et le Rhin), aussi appelés Carolingiens.
Une pandémie de peste dite peste de Justinien s'installe en Méditerranée en 541, remonte les axes de commerce rhodanien puis ligérien entre 571 et 590 où elle apparait à Orléans et sévit en plusieurs poussées épidémiques jusqu'au VIIIe siècle.

#### Domaine carolingien
Une révolution de palais menée par Pépin le Bref en 751 conduit à un changement de dynastie franque et à l'avènement de l'Empire carolingien. L'alliance des rois des Francs avec l'Église est réaffirmée par la cérémonie religieuse de leur sacre et par une restitution partielle des biens dont l'Église avait été dépouillée sous la précédente dynastie, prétendue décadente. Dans le royaume, les structures de la hiérarchie ecclésiastique assurent l'administration civile. Le palais carolingien est itinérant mais tend à se fixer dans certaines résidences privilégiées : la capitale du royaume des Francs, passée de Tournai à Paris en 508, devient Aix-la-Chapelle de 795 à 843. Le comté d'Orléans est créé pour Adrien, beau-frère de Charlemagne, qui perçoit les amendes, « les droits de douanes, les tonlieux et autres droits de passage qui sont les seuls impôts versés au roi » ; il est assisté d'un missus comitis et de vicarii.
Avec le « pouvoir militaire, autoritaire et violent » de Charlemagne et l'idéologie unitaire centralisée qui l'accompagne, « l'unité franque revendiquée à l'intérieur du royaume hérité de Clovis se transforme en hégémonie franque projetée à l'échelle de l'Occident. Le règne de Charlemagne (768-814) est donc décisif pour la définition de ce qui serait « un royaume franc » à distinguer du « royaume des Francs » : par ses conquêtes incessantes, parce qu'il ajoute à la Frise et à la partie de la Germanie conquises au VIIIe siècle toute la Lombardie, la Saxe et ce qu'il restait de Germanie jusqu'au Danube, le roi transforme le cœur du royaume de Clovis en une périphérie ». Le concile de Tours (813) acte que le latin n'est plus compris par la population, malgré son usage à l'écrit pour les actes administratifs et religieux, et impose de prononcer les homélies dans les langues vulgaires ; ainsi, alors que Charlemagne parle latin et un dialecte francique rhénan à Aix-la-Chapelle, la population et l'aristocratie de Neustrie s'expriment en gallo-roman (rusticam Romanam linguam), métissage du latin vulgaire et du gaulois avec un superstrat vieux-francique, c'est-à-dire en ancien français : les deux dialectes, gallo-roman et francique-rhénan, sont utilisés lors des serments de Strasbourg en 842. « Le déplacement du centre de gravité de l'empire vers l'est a son importance pour apprécier le bouleversement que constitue le partage planifié à Verdun en 843 : ce partage de l'empire fabrique, pour un nouveau Charles, dit le Chauve (840-877), un nouveau royaume de « Francie occidentale ». » Eudes d'Orléans, fils d'Adrien, est le beau-père de Charles le Chauve. En 848, dans la cathédrale Sainte-Croix d'Orléans, Charles le Chauve est sacré roi par l’archevêque de Sens, Wénilon. « Parce que l'essentiel des terres austrasiennes pippinides lui échappe, Charles le Chauve doit inventer un royaume qui se gouverne depuis Reims, Auxerre et Compiègne, et dont les vallées de la Seine et de la Loire deviennent le cœur. (…) Les Carolingiens de Francie occidentale se maintiennent sur le trône, en dépit de leurs revers militaires constants et de la fidélité douteuse des aristocrates de leur royaume, au prix d'un développement sans égal d'un discours de légitimation. » Les rois de Francie occidentale sont déclarés monarques de droit divin (« misericordia Dei rex »).
Limogilo (Lumeau) est cité dans le cartulaire de Sainte-Croix d'Orléans,. Un acte royal carolingien de Charles le Chauve entre l'an 840 et l'an 843, cité dans le cartulaire, précise que Jonas, évêque d'Orléans, lui demande la confirmation des possessions de son église. En effet, certains des domaines de l'Église, envahis par les leudes laïques, n'avaient été restitués que sous les règnes de Pépin et de Charlemagne. Limogilum est une possession de l'église Sainte-Croix d'Orléans confirmée par Charlemagne, c'est-à-dire dès le début du IXe siècle, selon une interprétation des diplômes de Lothaire et Louis V citée dans le cartulaire de Sainte-Croix d'Orléans : « Vient ensuite dans la bulle de Léon VII et dans les diplômes de Lothaire et de Louis V une autre série de noms ; c'est une note des biens restitués par l'empereur Charles à l'église d'Orléans, et dont la possession a été confirmée à cette église par le roi Louis. Il semblerait qu'il s'agit ici de l'empereur Charlemagne. » La bulle du pape Léon VII (an 938) et les diplômes du roi Lothaire (an 956) et de son fils Louis V (an 979) contiennent une « note des biens restitués par l'empereur Charles à l'église d'Orléans » : Basilicas (Bazoches-les-Hautes) et Limogilo (Lumeau) font effectivement partie de la liste desdites propriétés restituées à l'Église.
Afin de maintenir la fidélité des aristocrates guerriers, Charles le Chauve promulgue le capitulaire de Coulaines en 843 et le capitulaire de Meerssen en 847, qui institutionnalise la vassalité (moyen de contrôler la population par l’intermédiaire des comtes, titulaires d'une charge publique recouvrant des responsabilités militaires, fiscales et judiciaires régionales), ainsi que le capitulaire de Quierzy en 877, qui est un pas vers l'hérédité de la charge de comte, étape vers la transmission héréditaire de tous les fiefs et l'établissement pérenne d'une aristocratie foncière. La perception de l'impôt public devient progressivement une affaire patrimoniale, éludant la redevance envers le souverain. Le comté d'Orléans est donné à Robert le Fort, petit-fils d'Adrien et neveu d'Eudes d'Orléans, par Charles le Chauve.
En Beauce, l'habitat carolingien reste une structure légère sur poteaux de bois et murs de torchis, nécessitant de probables réparations fréquentes… et peu de vestiges archéologiques spectaculaires. Les fossés délimitent l'enclos quadrilatère d'habitat, utile pour drainer la cour et contenir les animaux. Un foyer dans l'habitat ou un fumoir peut éventuellement contribuer à dessiquer la nourriture à conserver. Des fosses servent de silos à grain ou à denrées puis sont converties en dépotoirs ; des greniers surélevés peuvent aussi exister.
En 1969, « deux fragments de poterie provenant des fours de Saran (…) ont été trouvés à Lumeau et sont datables de la première moitié du IXe siècle. » Des fragments de même origine ont été trouvés à la ferme de Domainville, à Terminiers et à Ruan (Saran est localisé à 20 km au sud-est de Lumeau sur la voie romaine de Chartres à Orléans).
Au hameau de Domainville, la grande fosse-dépotoir découverte en 1972 contenait des céramiques qui semblent aussi provenir des ateliers de potiers de Saran. « Puis la surface de fouille fut élargie et d'autres structures apparurent : des fossés traversant le site, des fosses de moindre volume, des trous de poteaux avec ou sans calage de pierres, une sépulture, d'ailleurs coupée par l'un des fossés (témoigne de) la présence d'un habitat datable du haut Moyen Âge et plus précisément de l'époque carolingienne. » Les fouilles jusqu'en 1975 ont mis au jour « un large fossé du Ier siècle, contenant de la céramique du gallo-romain précoce, (qui) a été recoupé par différentes structures en creux, essentiellement d'époque carolingienne : fosses et fossés, renfermant de la céramique du type Saran, trous de poteaux, sépultures, etc. Il s'agit des dépendances d'un habitat du haut Moyen Age, ce qui donne à la fouille un intérêt exceptionnel,. » Y ont été découvertes « deux sépultures orientées est-ouest (sans mobilier) ainsi que des structures à fossés carolingiens. »
« Aux Échelles, on a découvert une paire de forces en bronze et une pince à épiler. »
- Terreur viking et magyare

Des querelles dynastiques affaiblissent la capacité d'une réponse militaire efficace aux attaques des vikings et les rançons honteuses (danegeld) payées pour éviter les pillages et destructions compromettent la réputation des rois de Francie occidentale.
Nommé marquis de Neustrie par Charles le Chauve en 861, Robert le Fort s'illustre dans la lutte contre les Vikings. Son fils Eudes contrôle les régions situées entre Loire et Seine, face aux Vikings. Impliqués dans des luttes de clans, les autres grands seigneurs de Francie occidentale souhaitent contenir l'extension de la puissance robertienne et maintenir et développer l'étendue de leurs possessions, éventuellement au détriment du fisc royal. En 888, la mort de Charles le Gros, dernier souverain à avoir réuni sous son sceptre l'ensemble de l'Empire carolingien, met fin à un siècle de construction pan-européenne. Les princes territoriaux prennent le pouvoir : c'est l'ordre seigneurial qui s'impose en France, avec un État central faible.
En 865, la translation des reliques de saint Florentin de Brémur à l'abbaye de Bonneval suit un chemin de Roanne à Orléans puis prend la route d'Orléans à Chartres via Neuvilliers, Orgères et Baignolet.
De crainte des attaques vikings répétées dans l'Orléanais en 851, 854, et surtout à la suite du pillage d'Orléans en 856 et 865 par le danois Hasting, ainsi qu'en 868, suivi par l'expédition du viking Ragenold de Nantes en 923, un sentiment d'insécurité prévaut sur le territoire de Lumeau : les reliques de Saint-Lucain sont transférées de l'église de Loigny à la cathédrale de Paris entre 886 et 924.
« En 886, les Normands établis sur la Seine abandonnèrent Paris et s'acheminèrent vers la Loire, en dévastant le pays situé entre les deux fleuves. » Le village voisin de Lumeau, Tillay-le-Péneux, est un lieu rappelant des Normands : « Tigletus Paganorum », nom du domaine rural propriété du chapitre de Saint-Aignan d'Orléans, confirmé par le roi de Francie Charles-le-Simple en 914 et en « l'an 1038 par l'acte de donation, ou plustost, de confirmation, faite par Isambert, Evesque d'Orléans du droit de patronage des Eglises de Thillay le Peneux, de Santilly & Ruan, desia donné autrefois par Théodoric II ». En effet, « dans l'été de 911, Rollon et ses compagnons ravagèrent le Dunois et le pays chartrain, et c'est fort probablement à l'une de ces deux dates, 886 ou 911, qu'une poignée de ces « hommes du Nord » ou « païens » s'installa en Beauce, sur les confins du Dunois et de l'Orléanais, dans cette villa de Tigletus, qui devint, dès lors Tigletus Paganorum. » (« Tilleyo Pagani » dans les comptes de l'archidiaconé de Beauce en 1369-1370) « Les païens (Pagani) ici nommés ne sont autres que les pirates danois ou normands. » « Le souvenir de ce repaire de pirates s'est perpétué dans le très curieux vocable de Tillay-le-Péneux (…) Tigletus est la forme carolingienne de Tilietum, qui signifie endroit planté de tilleuls (…) Quant au génitif pluriel Paganorum, il subsiste sous la forme Péneux, qui est l'aboutissement phonétique très régulier de paganorum, par les intermédiaires paienor, paenor, paienuer, paeneur, peienues, paeneus, paineux, péneux. » Â l'issue du siège de Chartres (911) par Rollon contre Robert, marquis de Neustrie et défenseur du royaume des Francs, le traité de Saint-Clair-sur-Epte concède l’établissement des vikings en Basse-Seine (Normandie) en contrepartie de l'arrêt de leur pillages.
Des incursions magyares en Francie occidentale sont notées entre 912 et 937, celle de 937 suivant apparemment un itinéraire de pillage via Sens et l'Orléanais, la vallée de la Loire et le Berry.
Au Xe siècle, « l'évêque avait de grandes obligations à plusieurs seigneurs qui l'avaient défendu de leur mieux contre les barbares, et pour reconnaître leurs services signalés, il les gratifia de (ces) biens. » C'est-à-dire que des fiefs et droits féodaux sont accordés sur des terres d'Église en Beauce et leurs seigneurs associés aux bénéfices qu'en retire l'évêché. C'est aussi à cette époque de l'affaiblissement de l'ordre carolingien que les aristocrates et grands ecclésiastiques prennent de l'autonomie vis-à-vis du roi et que se multiplient des châtellenies, des fiefs héréditaires et des seigneuries foncières exerçant la justice locale par délégation royale. La transformation forcée des propriétés allodiales et bénéfices fonciers en fiefs royaux, fiefs seigneuriaux ou fiefs d'Église, et leur vassalisation au bénéfice des seigneurs les plus violents, sont achevées vers la fin de la domination carolingienne et constituent une transition vers la monarchie féodale.
« Leos episcopus, servus servorum Dei, Anselmo, religioso præsuli sanctæ matris ecclesiæ Aurelianensis in honore Sanctæ Crucis dedicatæ, suisque successoribus in perpetuum. (…) Res autem quas jamdictus imperator Karolus eidem reddidit ecclesiæ, et postea gloriosus rex Ludovicus suo confirmavit præcepto hæ sunt : Basilicas, Ulmetus, Perpetiacus, Geveniolus, Mariggillus, Lidiacus, Cadonnus, cum villis ad se pertinentibus, Buxerola, Vienna, Vienna, Limogilo, Silviniaco, cum aliis rebus et mancipiis ad easdem villas pertinentibus »
— Confirmation par le pape Léon VII des possessions du chapitre de Sainte-Croix d'Orléans, 9 janvier (5 des ides) 938, citant Limogilo (Lumeau).
« In nomine Domini Dei æterni et salvaloris nostri Jhesu Christi, Lotharius, misericordia Dei rex. (…) Res autem quas Karolus quondam augustus præscriptæ reddidit ecclesiæ quarum hæc sunt nomina : Basilicas, Ulmetus, Perpetiacus, Gavenoilus, Lalliacus, Casionnus cum villis ad se pertinentibus, id est Vienna, Limogilo, Buxerola, Silviniaco, cum rebus et mancipiis ad easdem pertinentibus, necnon et villa Dendela, quam Ludovicus junior quondam per præceptum reddidit. »
— « Lothaire confirme les pancartes de ses prédécesseurs relatives aux possessions et à l'immunité dont jouit l'église d'Orléans », citant Limogilo (Lumeau), Copie incomplète sous la date 956. Bib. d'Orléans, ms. 552, fol. 267
« In nomine Domini Dei æterni et Salvatoris nostri Jhesu Christi, Ludovicus, misericordia Dei rex. (…) Noverit interea sagacitas seu utilitas omnium fidelium sanctæ Dei Ecclesiæ, nostrorumque tam præsentium quam et futurorum sollertia, quia adiens vir venerabilis Arnulfus, Aurelianensis ecclesiæ humilis episcopus, seneritatem nostram, obtulit obtutibus nostris auctoritates prædecessorum nostrorum, videlicet serenissimi Karoli Imperatoris necnon Hludovici excellentissimi regis avi nostri, atque progenitoris nostri Hiotharii magnifici regis, in quibus continebatur qualiter ei omnes res ecclesiæ suæ perpetualiter ad deserviendum confirmaverant, postulans atque humiliter obsecrans ut nos morem paternum sequentes, easdem res eidem ecclesiæ simili præcepto nostræ auctoritatis confirmaremus. (…) Res autem quas jamdictus imperator Karolus eidem reddidit ecclesiæ, et postea gloriosus Rex Hludovicus suo confirmavit præcepto hæ sunt : Basilicas, Ulmetus, Perpetiacus, Gevenoilus, Marogilus, Lidiacus, Cadonnus, cum villis ad se pertinentibus, Buxerola, Vienna, Limogilo, Silviniaco, cum aliis rebus et mancipiis ad easdem villas pertinentibus. »
— « Louis IV confirme les possessions de l'église Sainte-Croix d'Orléans et lui concède l'immunité », citant Limogilo (Lumeau), Diplôme perdu, mentionné dans un diplôme confirmatif de Louis V, donné à Compiègne, le 9 Juin 979,,.

« Qu'il soit porté à la connaissance de tous les fidèles de la sainte église de Dieu, tant présents que futurs que, venant vers nous, vénérable homme Arnoul, humble évêque d'Orléans, présenta à nos regards des décisions de nos prédécesseurs, le sérénissime empereur Charles, notre grand-père, l'excellentissime roi Louis et notre père, l'illustre roi Lothaire, décisions confirmant à cette église la possession perpétuelle de tous ses biens. Il nous supplia et nous implora pour que, selon la coutume ancestrale, nous confirmions ces mêmes biens à cette même église par un précepte analogue. Les biens que cette église possède actuellement sont : (…) le monastère de Micy-Saint-Mesmin et la Chapelle-Saint-Mesmin près des murs d'Orléans, à Orléans, les monastères de Saint-Pierre-en-Pont et de Saint-Pierre-le-Puellier (…) Les biens que le susdit empereur rendit à ladite église et qu'ensuite le glorieux roi Louis lui confirma sont : Bazoches-les-Hautes, Ormoy-la-Rivière, Parpeçay, Genouilly, Mareau-les-Prés, Lailly-en-Val et Chaon avec les villas qui en dépendent, Bussereuil, Vienne-en-Val, Lumeau et Souvigny-en-Sologne avec tous les biens et serfs dépendant de ces villae. »

— Traduction du diplôme de Louis V en faveur de l'église d'Orléans, donné à Compiègne, le 9 Juin 979,.
L'abbaye de Fleury rayonne à l'est de l'école cathédrale d'Orléans et est un des principaux centres culturels de l'Occident médiéval avec les abbés Théodulf d'Orléans, protagoniste de la « renaissance carolingienne » qui prétend ouvrir des écoles paroissiales dans chaque village et chaque bourg (per villas et vicos), et Abbon de Fleury, théologien de la « Renaissance ottonienne ».

#### Seigneurie capétienne
Le comte de Paris et d'Orléans, Hugues Capet, l'un des arrière petits fils de Robert le Fort et neveu de l'empereur Otton Ier, est désigné roi de la Francie en 987, devient ainsi suzerain des fiefs, comtés et duchés, qui forment le royaume de France. C'est dans la cathédrale Sainte-Croix d'Orléans qu'a lieu en 987 le double sacre d'Hugues Capet et de son fils Robert le Pieux, né à Orléans. Le comté d'Orléans est « réuni à la couronne », comme partie du domaine royal. L'alliance des rois des Francs avec l'Église se perpétue dans la féodalité avec la dynastie capétienne.
Une épidémie est notée dans l'Orléanais en 996.
La prospection systématique d'Alain Lelong sur 761 ha permet d'observer qu'une partie du territoire n'est plus cultivée ou mise en pâture à la fin du haut Moyen Âge et l'activité se concentre ensuite autour du village de Lumeau.
Le modèle de la seigneurie banale se diffuse, et avec lui se renforce de manière coercitive le prélèvement seigneurial sur le travail des paysans, pris dans diverses formes d'assujettissement. Les tenures sont des portions de la seigneurie de Limogilus (Lumeau) dont le sol est exploité en usufruit par des paysans tenanciers, moyennant redevances. La réserve, domaine seigneurial, est exploitée en corvée par les paysans et des serfs. Elles forment un domaine rural médiéval qui fait partie du domaine royal capétien dès le Xe siècle (province de l'Orléanais, constituée en comté d'Orléans puis ultérieurement duché d'Orléans). Les servitudes confortent le pouvoir social seigneurial sur le droit de se marier, de vendre et d'hériter. La domination seigneuriale est totale en termes économiques et judiciaires exclusifs sans recours : les paysans tenanciers et les serfs sont assignés à résidence sur la terre du seigneur dont ils dépendent.
« Limogilus villa Ecclesiae Aurelian » est une possession temporelle (sans vocation religieuse) de l'évêché d'Orléans, confirmée en l'an 979 ainsi qu'en l'an 990 dans le diplôme d'Hugues Capet décerné à l'église d'Orléans (chapitre cathédral d'Orléans).
« In nomine Domini Dei æterni et salvatoris nostri Jesu Christi, Hugo, misericordia Dei rex. (…) Res etiam quas Karolus quondam augustus præscriptæ reddidit ecclesiæ quarum hæc sunt nomina : Basilicas, Ulmetus, Perpetiacus, Gavenoilus, Lalliacus, Cadonnus cum villis ad se pertinentibus, cum aliis Vienna, Limogilo, Buxerola, Silviniaco, cum rebus et mancipiis ad easdem pertinentibus, necnon et villa Dendela, quam Ludovicus junior quondam per præceptum reddidit. »
— Hugues-Capet confirme à l'église de Sainte-Croix ses possessions de toute espèce, citant Limogilo (Lumeau). Senlis, novembre 990, Cartulaire de Sainte-Croix d'Orléans.
Alors que « jusqu'au IXe siècle, les chanoines n'ont pas de mense séparée et distincte de la mense épiscopale », Lumeau dépend ultérieurement du chapitre de chanoines de l'église Saint-Pierre-Empont d'Orléans, fondée comme monastère Saint-Pierre-des-Hommes (« Sanctus Petrus Virorum », rue du cloître Saint-Pierre-Empont à Orléans) avant 843 et transformée en église collégiale en 1189, qui drainent à son profit le revenu généré par la paroisse de Lumeau et d'autres paroisses.
La juridiction séculière et ecclésiastique du chapitre cathédral d'Orléans sur des paroisses de Beauce est confirmée en 1218 par le pape Honorius III à la demande de l'évêque Manassès de Seignelay. Le chapitre avait reçu en 1124 le domaine de Villepion de l'évêque Jean II d'Orléans tandis que « le roi Louis VI prononça l'abolition de toutes les coutumes » auxquelles Villepion était assujetti envers la couronne. L'évêque Philippe Berruyer clarifie en 1236 que Sougy est bien sous sa juridiction. En 1407, « Colin Luilier reconnait tenir en fief du chapitre de l'église Sainte-Croix la moitié d'un lieu et habergement assis à Villepion, paroisse de Torminier ». En 1430, les paroisses de Beauce citées comme relevant de la juridiction du chapitre depuis l'an 1218 sont Bucy, Andeglou, Sougy, Rouvray, Terminiers ; y sont ajoutées Pérollet, Gaubert, Villepion, Coinces, Huêtre, la Croix-Briquet, Trinay. En outre, il est noté en 1686 qu'une « maison et 31 mines de terre à Lumeau », ainsi que la « seigneurie et métairie de l'Égron, bâtiments, jardin, vignes, colombier à pied et 19 muids de terre, dont relèvent plusieurs fiefs », dépendent du chapitre de Sainte-Croix d'Orléans, comme les métairies voisines à Terminiers, dont Villepion, Faverolles, Terre-Noire et Échelle.
Il en est de même pour tout le voisinage, dont les propriétés et bénéfices sont distribués entre l'archidiaconé de Beauce rattaché à la cathédrale Sainte-Croix d'Orléans et les chapitres des collégiales d'Orléans, qui dépendent toutes in-fine de l'évêque, les chapitres étant en outre investis de la justice seigneuriale ou subalterne haute, moyenne et basse sur les fiefs qu'ils possèdent dans un grand nombre de lieux où ils exercent la fonction spirituelle : Baigneaux, Bazoches-les-Hautes, Dambron, Poupry sont propriété de l'archidiacre d'Orléans ; Fontenay-sur-Conie, Terminiers, et Sougy du chapitre de Sainte-Croix d'Orléans ; Rouvray-Sainte-Croix et Patay du chapitre Saint-Pierre-le-Puellier d'Orléans ; Tillay le Péneux et Villeprévost du chapitre Saint-Aignan d'Orléans. De manière similaire dans le diocèse de Chartres, Germignonville, Loigny et Nottonville dépendent de l'évêque de Chartres via l'archidiaconé de Dunois, à l'exception de l'abbaye de Nottonville établie sur un site à proximité d'un complexe castral et qui a fait l'objet d'une donation en 1073 aux moines de Marmoutier par Hugues du Puiset, vicomte de Chartres et donc vassal du comte de Blois mais aussi vassal du comte d'Orléans pour la châtellenie du Puiset ; l'abbaye de Marmoutier a aussi bénéficié de donations de biens au Puiset (dans le diocèse d'Orléans) où est créé le prieuré Saint Martin du Puiset qui devient indépendant de l'église clunisienne de Yenville. Par ailleurs, Orgères et Péronville sont des possessions de l'abbaye de la Madeleine de Châteaudun ; Bazoches-en-Dunois, Baignolet, Courbehaye, Cormainville, Guillonville sont des dépendances de l'abbaye de Bonneval, rattachée à l'évêché de Chartres. Les évêques d'Orléans et de Chartres, seigneurs de domaines beaucerons, sont donc insérés dans le système féodal et vassalique, sur des territoires adjacents.
Lumeau est équidistant de l'abbaye de Saint-Benoît-sur-Loire (abbaye de Fleury) associée à l'École d’Orléans et de l'école cathédrale dirigée par Fulbert de Chartres.
La féodalité politique et militaire médiévale est à son apogée : chaque seigneur lève l'impôt, pille et rançonne, fait des guerres selon ses intérêts privés malgré la Paix de Dieu et la Trêve de Dieu, use de l'oppression violente pour accaparer des terres et asservir des paysans à des tenures.
Ainsi Thibaut le Tricheur, comte de Blois depuis 936, s'empare de Chartres après 939 et de Châteaudun en 956 : la vicomté de Chartres et la vicomté de Dunois passent alors sous la suzeraineté du comte de Blois, concurrent d'Hugues Capet, alors comte d'Orléans. Lumeau, possession de l'évêché d'Orléans confirmée par le roi Hugues Capet nouvellement couronné, est dangereusement situé à la frontière entre le domaine royal de l'Orléanais et la vicomté de Dunois prédateur. Pendant une décennie à partir de 1013, l'évêque Fulbert de Chartres, allié au comte de Blois, s'oppose à Thierry, évêque d'Orléans désigné par le roi. C'est alors que l'hérésie d'Orléans éclate en 1022. Elle conduit à un synode à Orléans qui décide du premier bûcher de la chrétienté médiévale. Son contexte religieux est celui de la crise de l'Église au XIe siècle, de la contestation de la féodalisation du clergé, du trafic des charges ecclésiastiques et la vente de sacrements, conduisant à la Réforme grégorienne. Mais son contexte politique est la tentative du comte Eudes de Blois d'imposer son influence dans l'Orléanais adjacent à sa vicomté de Dunois, par ses manœuvre de contrôle étroit du siège épiscopal contre le roi Robert le Pieux, en conduisant au bûcher des chanoines, membres du chapitre cathédral d'Orléans et proches des partisans du roi.
Sécheresse et épidémie sévissent dans l'Orléanais en 1043 : on traverse la Loire à pieds sec.
Le fief de Lumeau est dans le domaine royal, comté d'Orléans, qui comprend notamment les châtellenies d'Orléans et de Yenville-au-Sel; la paroisse de Lumeau se retrouve ultérieurement citée comme appartenant à la châtellenie de La Fauconnerie d'Orléans, propriété de l'évêque d'Orléans.
Mais, à la fin du Xe siècle, les châtellenies prolifèrent, parfois au mépris de toute légalité, leurs propriétaires exerçant protection et domination sur le territoire alentour, tirant parti de la défaillance du pouvoir central, qu'il soit comtal, royal ou épiscopal, créant des fiefs pour soutirer à leur profit le cens et imposer des droits banaux aux paysans : ceci conduit à une superposition de propriétés, obligations personnelles et droits d'usufruit liés au foncier et au bâti sur le territoire, modifiés par démembrements, héritages, donations, ventes, affermages, qui forment le réseau compliqué des sujétions féodales. Ainsi, « dans des conditions analogues à celles qui précédemment, du comté de Chartres — par exemple — avaient fait jaillir les comtés de Vendôme et de Châteaudun, la fin du Xe siècle voit naître toute une série de seigneuries châtelaines (…) dans le comté d'Orléans. (…) Vicomtes et vidâmes, vassaux des comtes ou des évêques, et en principe leurs agents, établissent également des seigneuries autour de leur château ; tels, entre tant d'autres, les vicomtes de Chartres ou de Châteaudun ou encore les vidames de Chartres, le cas le plus connu étant sans doute celui de la châtellenie du Puiset, près de Toury. »
Accusé par ses détracteurs religieux d'être un pilleur de la Beauce, Hugues Ier du Puiset est un seigneur installé au château du Puiset, enceinte fortifiée centrée sur une motte castrale. localisée au Puiset à 12 km de Lumeau et siège d'une châtellenie qu'il a usurpée du domaine royal ; il récupère aussi des droits seigneuriaux à Orgères-en-Beauce et Nottonville. Il rançonne les voyageurs et les marchands et instaure un droit de péage, notamment sur la route de Paris à Orléans au hameau de Villeneuve à Poupry (Purpiriaco) et sur l'axe Châteaudun-Janville à Orgères. Il subit le siège du château du Puiset par le fils de Robert le Pieux, le roi Henri Ier en 1031 ; il écrase l'armée du fils de ce dernier, le roi Philippe Ier, en 1079.
C'est au XIIe siècle qu'est mis un terme aux tentatives d'accaparement du revenu foncier par les seigneurs féodaux. Ainsi Suger, prévôt de Toury, décrit son voisin Hugues III du Puiset « comme un tyran envers les populations et les églises avoisinantes » et fait appel au roi Louis VI le Gros, fils de Philippe Ier. Louis VI le Gros est sacré roi dans la cathédrale d’Orléans en 1108. Suger relate comment le roi fait la guerre contre Hugues du Puiset entre 1111 et 1118 afin d'assurer la paix civile et la liberté de circulation sur le domaine royal entre Paris et Orléans. Suger devient ensuite abbé de la basilique Saint-Denis en France, au nord de Paris. « Ce sont désormais les religieux de ce monastère, et non plus ceux de Saint-Benoît, qui se font les historiographes du royaume de France. La grande époque d'Orléans, ville des Robertiens et des premiers Capétiens est maintenant passée : l'avenir appartient à Paris. »

#### DuXIIesiècleauXIVesiècle
En 1180, Louis VII affranchit les serfs d'Orléans et des environs à 5 lieues à la ronde, l'affranchissement emportant l'abolition de la mainmorte. Philippe Auguste accorde aussi en 1180 « le privilège des serfs qui viennent demeurer dans Orléans d'acquérir liberté ». Entre 1204 et 1224, les serfs des domaines beaucerons du chapitre de Sainte Croix d'Orléans sont affranchis moyennant une redevance proportionnée à leur richesse. Ce n'est cependant qu'en 1344, après de nombreuses manumissions partielles, que le chapitre de Saint-Aignan d'Orléans abolit le servage dans ses fiefs de Beauce, ce dont témoigne une charte de Philippe VI. Concernant le chapitre Saint-Pierre-Empont d'Orléans, auquel Lumeau est lié, « outre ses revenus qui étaient assez considérables, ce chapitre possédait des redevances féodales, telles que des droits pour les serfs affranchis, 5 sols dus par les personnes qui se mariaient à Lumeau, etc., le tout converti depuis 1310 en dîmes et en droits seigneuriaux ». Dans son histoire de la ville d'Orléans, François Lemaire écrit :

« Sainct Pierre Empont (…) Anciennement, il prenoit certains droits des esclaves qui estoient affranchis & mis en liberté, & mesme des personnes qui se marioient dans Lumeau & autres lieux cinq solz & pour son sergent douze deniers. Et outre le droict de Capitulation pour chacun homme marié, cinq solz parisis, & pour chacune femme non mariée, quatre deniers parisis droict qui se payoit chacun an a la fette de Sainct Mathieu, par acte du tresor du mois de Novembre mil trois cens dix, lesquels droits on esté commuez en cens, dixmes & droits Seigneuriaux. »

« Le chapitre de S.Pierre-en-Pont a un droit à prendre sur les terres de Lumeau, Neuvilliers & Eguillon, qui sont dans la Censive de l'Echêvé d'Orléans (…) Ce droit est aussi ancien que le Chapitre, & le produit est ce que l'on appelle le Gros du Chapitre, sur lequel toutes les charges se prennent, telles que les Décimes, les Portions congruës & autres. Ce droit qui se percevoit originairement à la sixième gerbe a esté réduit volontairement par le Chapitre, il y a environ trois siècles, à la neuvième gerbe (…) Les redevables conduisent ce grain de la grange de Lumeau aux greniers du Chapitre à Orléans. Les preuves que l'on rapporte de ce droit & de sa perception, de la manière que l'ont vient d'expliquer, remontent à environ cinq siècles. Elles consistent entr'autres, en une Sentence de l'Official d'Orléans de 1263, & en des Actes & Sentences de 1396, 1430, 1446 & 1472. (…) On désigna par les confins immuables les territoires de Lumeau, Neuvilliers & Eguillon, sur lesquels le Champart devoit être pris. »

— Mémoire pour les Doyen, Chanoines & Chapitre de l'Eglise Collégiale de S. Pierre-en-Pont, de la Ville d'Orléans. 1735
Des biens en dépendance de la commanderie des Templiers de Saint-Marc d'Orléans se trouvent au voisinage de Lumeau : la chapelle Saint-Marc de Fontenay-sur-Conie, « la métairie du Petit-Marasson à Loigny avec une chapelle dédiée à Saint-Marc, sise au lieu-dit la Maladrerie » et un domaine à Rouvray-Sainte-Croix.

#### Fief dans la guerre de Cent Ans
Le problème de la succession de Charles IV le Bel déclenche la guerre de Cent Ans en 1337. Limulium (Lumeau) est alors assimilé à un fief dans le duché établi en apanage en 1344 pour Philippe d'Orléans, fils cadet du roi de France Philippe VI de Valois, neveu agnatique de Philippe IV le Bel. En 1346, une partie de l'armée royale se rassemble en Beauce et dans l'Orléanais pour aller guerroyer en Guyenne, possession d'Édouard III Plantagenêt, roi d'Angleterre et duc d'Aquitaine, qui revendique le trône de France en tant que neveu de Charles IV et petit-fils cognatique de Philippe IV le Bel.
Au cours de la guerre, des événements violents ont lieu dans le secteur de Lumeau. Des Anglais occupent Terminiers et pillent les alentours, notamment en 1361. Des souterrains peuvent avoir été utilisés comme refuges temporaires par la population. Le règne de Charles V le Sage est un interlude de trêve de 1364 à 1380. Mais les Grandes compagnies de mercenaires continuent de piller la Beauce, étant présents depuis 1356 sur les routes de Paris à Orléans, à Chartres, à Vendôme et à Montargis
L'église de Lumeau est évoquée comme église fortifiée en 1382, protégée par « messire Mahyet de Marquivillier, escuier, capitaine ou garde de la forteresse de l'esglise de Lumeau en Beausse, ». C'est peut-être à cette époque que le partage des obligations et des revenus du fief est renégocié entre ce gentilhomme, seigneur et vassal du duc d'Orléans et présent sur place, et l’évêché d'Orléans, propriétaire distant des bénéfices fonciers.

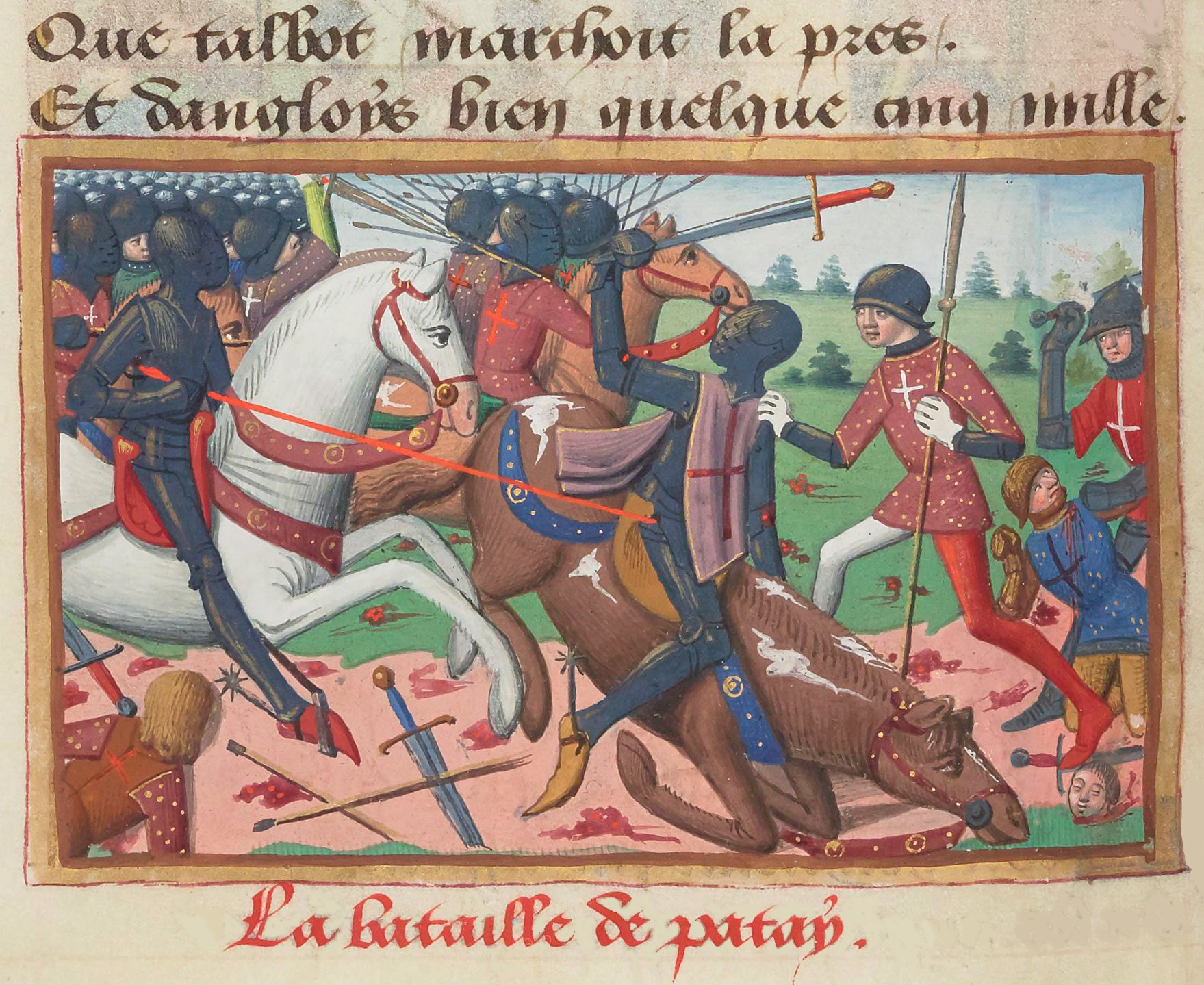
Enluminure représentant la victoire des Français à la bataille de Patay en 1429 (vers 1484, Bibliothèque nationale de France).

Par ordonnance de 1388, Charles VI établit le « privilège des gentilshommes de Beauce », assurant une exemption d'impôt de taille sur leur fief. Lumeau est nommé dans les comptes de procurations payées en 1369 et 1370 au Saint-Siège par les bénéficiers du diocèse d'Orléans : « Archidiaconatu Belsie ; Curatus de Limolio ; Beneficia : debet ut supra. Nichil solvit propter paupertatem. Solutiones : nil ». En 1405 est établi un « état des fiefs du ressort de la châtellenie de Yenville possédés par non nobles, tant ceux mouvans de la dite châtellenie que de ceux mouvans d'autres seigneurs particuliers avec les noms des propriétaires, la mention des taxes par quelqu'uns d'entr'eux (…) Henry Bruneau, à Malemuce, paroisse de Lumeau. » Yenville est une châtellenie du duché d'Orléans et comprend plusieurs fiefs. Les seigneurs de Lumeau sont alors arrière-vassaux des ducs d'Orléans,.
À l'époque du commandement de Jeanne d'Arc, Lumeau est dans le secteur des affrontements entre les armées anglaise et française, des attaques depuis Janville au siège d'Orléans et à la bataille de Patay. Lors de ce dernier combat, la localité est sur les arrières du champ de bataille le 18 juin 1429 entre l'armée anglaise et l'armée française menée par Jeanne d'Arc. Lumeau se situe en effet à 9 km du lieu-dit « Climat du Camp » ou simplement « le Camp », le long du chemin de Blois à Paris entre le hameau de Lignerolles à Patay et Rouvray-Sainte-Croix, où la tradition situe les compagnies d'archers anglais de John Talbot ; celles-ci sont mises en déroute par la cavalerie française et s'enfuient avec les survivants de l'armée de John Fastolf par le chemin de Blois à Paris via Lumeau. Les fuyards sont poursuivis jusqu'au-delà de Janville.
Un acte notarié du 4 avril 1437 identifie « une mine de terre tenant a la croix de Lumeau d’une part, aux hoirs de Boniere d’autre et a Jehan Sevin d’autre part. » (Jehan Sevin est seigneur de Villerand, Villepéreux et des Bois d'Orgères.)
Les conséquences de la guerre de Cent Ans sur le plan économique sont considérables et débouchent notamment, pour les terres de Lumeau, Neuvilliers et Ecuillon, par un allègement du droit de champart dû à la collégiale de Saint-Pierre-Empont : « ce droit qui se percevoit originairement à la sixième gerbe a esté réduit volontairement par le Chapitre (…) à la neuvième gerbe. »

### Temps modernes

#### Renaissance et guerres de religion
L'essor démographique et la ferveur religieuse reviennent finalement. Un pouillé du XVIe siècle rappelle en latin d'église la dépendance des paroisses de Lumeau et de Creuzy à la justice du chapitre de la collégiale de Saint-Pierre-des-Hommes d'Orléans (ou collégiale Saint-Pierre-Empont), : « Archidiaconatus Belsie ; Curatus de Limolio : Capitulum Sancti Petri Virorum Aurelianensis presentat ».
La Renaissance s'exprime dans les édifices religieux. C'est en 1524 qu'est construite la chapelle Sainte-Radegonde à la limite territoriale de Terminiers et de Lumeau. Après d'importants travaux d'extension de la nef et du chœur préexistants, l'église de Lumeau est consacrée à de nouveaux saints le 2 décembre 1556 par Étienne de Paris, dominicain originaire d'Orléans et nommé vicaire général en 1552 par Jean de Morvillier, évêque d'Orléans, (l'église Saint-Pierre de Creuzy est dédiée le 1er décembre 1556 et le lendemain « les églises de saint Victor d'Arthenay et de saint Leu & saint Gilles de Lumeau, ordonnant la feste desdites dédicaces pour estre tous les ans célébrées esdites paroisses »).
L'application différée de l'Édit de tolérance de janvier 1562 déclenche les guerres de Religion. Après le massacre de Wassy, le parti protestant prend les armes sous la direction de Louis de Bourbon, prince de Condé (oncle du futur Henri IV) et de François de La Noue qui occupe Orléans ; après la bataille de Dreux, l'armée de Condé traverse la Beauce via Le Puiset et Patay, incendiant des églises et massacrant des prêtres, conduisant à des réactions symétriques du parti catholique. L'église de Lumeau est incendiée par des protestants en décembre 1562. En février 1568, l'armée protestante réoccupe Orléans, puis traverse la Beauce en direction de Chartres.
Les terres de Lumeau, possessions de l'évêché d'Orléans sur le domaine royal établi en apanage au profit du duc d'Orléans, sont affermées sous la surveillance de « capitaines » ou « officiers du duc d'Orléans » responsables de la châtellenie d'Orléans et de la châtellenie de Yenville en liaison avec le bailli d'Orléans, le prévôt d'Orléans et le prévôt fermier d'Yenville ; les propriétaires de fiefs sur les terres de Lumeau sont arrière-vassaux du duc d'Orléans.
Même si les seigneurs de Lumeau et paroisses alentour sont les chapitres ecclésiastiques d'Orléans à la suite des donations de l'évêque d'Orléans, des vassaux laïques y possèdent des fiefs ou métairies comprenant terres, bâtis et autres droits : un témoignage sur le « chastel de Villepion, paroisse de Termynier » est donné en 1594 dans le testament de « Haillaine de Beaufilz », fille de Jean de Baufils, chevalier du Roy, « seigneur de Villepion, lieutenant-général du gouvernement, commandant pour Sa Majesté à Orléans (1569) ». Jean de Beaufils est seigneur d'Orgères en 1549. Cette famille Beaufils possède le château de Villepion du début du XVe siècle (exactement depuis l'an 1404) jusqu'au milieu du XVIIe siècle où il tombe entre les mains de la famille Tassin.
En 1592, la chronique seigneuriale note la « vente par Alexandre le Jay, seigneur de Lutz, de la métairie Damyn à Lumeau, à Marin de Ramezay, seigneur de Lumeau, commandant pour le Roi en la ville et château de Janville, ». Marin de Ramezay est le petit-fils de Claude de Ramezay, archer de la garde écossaise au service du roi de France, qui épouse en 1470 la fille de Louis de Chartres, seigneur de Germignonville à 10 km au nord-ouest de Lumeau. Lazare de Ramezay et son fils François lui succèdent comme seigneurs de Lumeau, suivis par « Luc de Ramezay, écuyer, sieur de Lumeau, demeurant ordinairement en sa maison de Tournoisis, bailliage d'Orléans », Jean de Ramezay et François de Ramezay. La lignée des Ramezay de Lumeau s'interrompt lorsque Louis de Ramezay, seigneur de Lumeau et huguenot,, quitte la France vers 1685 lors de la révocation de l'édit de Nantes.
L'Église prélève sa dîme, impôt religieux sur les récoltes : les bénéfices de la cure de Lumeau dans l'archidiaconé de Beauce du diocèse d'Orléans, collationnés pour l’évêque, ont une valeur annuelle de 357 livres entre 1641 et 1648 et de 430 livres entre 1750 et 1758. « La cure est à portion congrue ; collateur, le chapitre de Saint-Pierre-Empont, » : autrement dit, la dîme de Lumeau contribue principalement à la richesse de l’évêché d'Orléans et est affectée au bénéfice de l'église collégiale de St-Pierre-Empont d'Orléans. En 1641-1648, Lumeau est d'une des dix huit prébendes de Saint-Pierre-Empont dont le bénéfice total est de 12 000 livres ; elle est proche de la moyenne (400 livres) pour les prébendes annuelles de 1750-1758. « La justice du chapitre de Saint-Pierre-des-Hommes ou de Saint-Pierre-Empont s'étendait sur quatre territoires. Le premier se composait de l'enceinte du cloître et des habitations y attenant à l'extérieur ; le second, d'une très petite partie du faubourg Saint-Vincent ; le troisième, de la paroisse de Creuzy ; le quatrième, de la paroisse de Lumeau, toutes deux situées en Beauce. Il est impossible de retrouver, nous le pensons du moins, les titres de fondation de ces justices, et pour nous ils se confondent avec la qualité de seigneur. […] Il ne nous est resté aucune trace de cette formalité (le droit de justice) accomplie dans aucun temps sur la paroisse de Lumeau, et, sans des actes de greffe très rare concernant ses habitants, on ne soupçonnerait pas qu'elle ait été jamais comprise dans la juridiction du chapitre. (…) Les conséquences de la qualité de seigneur, sauf les exceptions dérivant des coutumes et des fondations particulières, surtout lorsqu'il s'agissait d'établissements religieux, étaient généralement uniformes. Elles se résolvaient en droits de lods et ventes, champarts et banalités. (…) On assure qu'une redevance de cinq sous lui était payée par chaque habitant de Lumeau qui se mariait, et que, dans des temps très anciens, il percevait une certaine somme, que l'on ne détermine pas, par chaque affranchissement des serfs de ses domaines. »
L'implication de la France dans la guerre de Trente Ans à partir de 1635 conduit à une hausse brutale des effectifs de l'armée, à l'augmentation concomitante de la pression fiscale sur le peuple et à la suppression de privilèges sous les règnes de Louis XIII et Louis XIV. Richelieu accroit l'efficacité du prélèvement de l'impôt royal en nommant des intendants, qui rognent les prérogatives des élites provinciales. En 1650, sous la Fronde, un mouvement de contestation nobiliaire hostile à l'absolutisme monarchique se développe en Beauce, ce qui conduit, à partir de l'automne 1651, à la multiplication des combats dans la région entre les troupes de la maison de Condé représentant les nobles coalisés avec l'armée de la Grande Mademoiselle et celles de Turenne et Mazarin qui dirigent l'armée royale et sept mille mercenaires allemands. En réaction, le 27 février 1652, nombre de seigneurs de Beauce, parmi lesquels celui de Lumeau, se réunissent à Terminiers et conviennent de lutter ensemble contre les désordres engendrés par la présence de ces militaires.
La Contre-Réforme catholique favorise l'éducation religieuse et l'alphabétisation dans les paroisses : une proportion croissante de laboureurs signent leur acte de mariage au XVIIe siècle. La réduction du coût de fabrication du papier, à la suite de l'établissement de moulins à papier sur l'Essonne et à Troyes au milieu du XIVe siècle, à Meung-sur-Loire en 1456 puis à Saint-Mesmin au XVe siècle, et conséquence indirecte de la diffusion de la typographie au XVIe siècle, permet la production croissante de rapports et archives concernant Lumeau.

#### Rentes foncières et notables d'Orléans
Pour lever des fonds pour les finances royales nécessaires aux dépenses somptuaires de la cour et à l'entretien de l'armée, François Ier, puis Louis XIII et Louis XIV, avaient généralisé la vénalité des charges et offices : moyennant un payement au roi, des bourgeois peuvent accéder aux charges de l’État, en retirer des revenus par détournement de fonds publics et entrer dans la noblesse de robe avec ses privilèges (exemption d'impôt). L’affermissement de la propriété paysanne s'effectue progressivement sous le couvert de la tenure roturière et de la tenure censitaire, transmissible par héritage mais grevée des redevances du régime seigneurial ; ces redevances féodales peuvent être titrisées en rentes financières qu'acquièrent des bourgeois qui ne sont pas domiciliés sur le territoire rural, mais qui s'attribuent ainsi l'apparence nobiliaire de la seigneurie. Le fief de Lumeau est aussi démembré par afféagement, autonomisant les hameaux d'Auneux et Domainville. Après la révocation de l'édit de Nantes (1685) par Louis XIV, les terres de réserve seigneuriale et les redevances féodales de la seigneurie de Lumeau (champart sur les récoltes et cens payé en argent au seigneur, propriétaire éminent de la rente foncière) sont accaparées par des notables d'Orléans.
Outre le marché de Janville, le débouché principal des cultures excédentaires de la Beauce orléanaise est le marché aux grains d'Orléans, place du Martroi Saint-Sulpice. Les ventes sont réglementées et fréquemment à cours forcé. Jusqu'à 6 lieues (27 km) autour d'Orléans, la police de l'intendant défend tout commerce des grains hors des marchés pour éviter les spéculations. Les entrepreneurs maîtrisant les circuits commerciaux exportent les céréales beauceronnes, vins et vinaigre des entrepôts orléanais, sucre raffiné à Orléans, lainages et bonneterie de la proto-industrie textile rurale et urbaine associée à l'élevage ovin, bois de la forêt d'Orléans et autres produits tels que le sel de Guérande et l'ardoise d'Anjou, par la grande route pavée d'Orléans à Paris via Artenay (Paris est accessible en deux jours) ou par le canal d'Orléans vers le bassin fluvial de la Seine via Montargis, tirant parti du flux commercial ligérien (port d'Orléans et marine de Loire avec des marchandises en provenance de Nantes (océan Atlantique) et Roanne (en liaison avec la vallée du Rhône)).
Outre 11 famines générales au XVIIe siècle et 16 au XVIIIe siècle, la France connait trois crises majeures de subsistance identifiées par des pics de décès à Lumeau : en 1661-1662 (crise de l'avènement),
en 1693-1694 (la grande famine) et en 1709 (grand hiver).
Comparant « le revenu des terres dans la Beauce et dans l'Orléanois » à différentes époques, le physiocrate François Quesnay observe que la rente foncière s'est dépréciée en deux siècles :« En 1580 la ferme de Grou de Lumeau, en Beauce, étoit affermée 25 muids de froment, 30 muids d'avoine, 6 mines de pois ; le tout réduit en froment égaleroit 50 muids & demi qui vaudroient 2,020 livres. Elle est affermée aujourd'hui 32 muids de froment, 4 muids de méteil & 1 muid de pois, le tout égal à 36 muids trois quart de froment qui valent 1,480 liv. : Déficit 620 livres, à peu près un tiers »
Alors qu'il y avait 92 feux fiscaux à Lumeau en 1616 dans la France prospère que lèguent Henri IV et Sully à Louis XIII, la population diminue sous Louis XIV et Louis XV avec seulement 87 feux en 1709 et 84 feux vers 1741. L'essor démographique reprend dans la seconde moitié du XVIIIe siècle avec 95 feux en 1768 et 103 feux en 1789, dont 101 taillables. L'imposition de la taille de la paroisse de Lumeau en 1788 est d'environ 8 906 livres, en proportion comparable à Tillay-le-Péneux (120 feux et 6 953 livres de taille), Terminiers (192 feux et 15 424 livres) et Artenay (257 feux et 13 562 livres).

#### États généraux de 1789
En 1789, « Lumeau : Auneux, Domainville, Écuillon, Émillon, Neuvilliers » sont des « hameaux et fermes ressortissant du bailliage de Janville, mais dépendant de (…) communautés d’un autre ressort », dont les représentants aux corps de la noblesse et du clergé sont à Orléans. L'assemblée du tiers-état du bailliage de Janville se réunit les 9 mars et 12 mars 1789 et porte son « cahier  des  plaintes  et  doléances  de  tous  les  justiciables  du bailliage  de  Janville (…) à  l'assemblée  des  trois  États  qui aura  lieu  en  la  ville  d'Orléans  le  16 mars ».
Au préalable, le cahier de doléances de Lumeau, transmis au bailli de la justice de Saint-Aignan et Saint-Pierre-Empont d'Orléans lors de la convocation des états généraux de 1789, est établi le 1er mars 1789 sous la présidence de Jean Petit, notaire royal au bailliage d'Orléans pour les paroisses d'Artenay, Lumeau et autres. Les membres de la municipalité de Lumeau, propriétaires de 25 ans accomplis inscrits au rôle des impositions, contribuent au cahier de doléances et ont les métiers suivants : laboureur (12), journalier (5), homme de peine (2), meunier (2), charretier (2), tourneur, maçon, charpentier, serrurier, vigneron, aubergiste, cordonnier, marchand ; vingt d'entre eux savent signer.
Le cahier de doléances de Lumeau émet des vœux sur « la conversion de tous les impôts actuels en deux genres d'imposition : foncière, l'autre sous dénomination d'imposition personnelle ; la répartition juste et proportionnelle sur les objets sujets à l'impôt foncier, c'est-à-dire sur les terres et leurs produits (…) l'établissement d'un cadastre ou état exact des objets sujets à l'imposition et de leurs produits (…) l'abolition de toutes les exemptions pécuniaires, tant du Clergé que de la Noblesse, la propriété devant seule déterminer ce que chacun doit supporter de l'impôt ; que le sel soit marchand (…) que les procédures soient diminuées (…) que les dépenses nécessaires pour l'entretien et réparations des chemins soient supportées par toutes les classes de citoyens (…) d'améliorer le sort des curés de campagne ; il serait possible de trouver dans la suppression de quelques communautés et abbayes les moyens de leur procurer une subsistance honnête et indépendante, qui les mit à portée de secourir le malheureux au lieu d'être contraints d'exiger de lui le salaire dû aux fonctions de leur ministère (…) droit de champart. » « Les députés, enfin, représenteront au Roi que la campagne gémit sous le poids énorme des impôts, que depuis trente ans, il est aisé de voir qu'elle est dépeuplée de plus d'un tiers, que dans beaucoup d'endroits, entre autres dans le pays appelé la Beauce, l'imposition directe connue sous le nom de vingtième, taille, capitation, accessoire, etc., est montée à un taux exorbitant, en sorte que si, dans les années abondantes, les cultivateurs ont à peine de quoi subsister, dans les années stériles ou lorsqu'il arrive quelque accident imprévu, la campagne se voit réduite à une extrême misère. »
Les délégués de Lumeau qui portent le cahier de doléances au bailliage d'Orléans sont Pierre Descauses, serrurier, et Pierre Hudebine, tourneur et ancien syndic de la paroisse de Lumeau. L'assemblée du tiers état du bailliage d'Orléans se réunit à partir du 17 mars 1789 et désigne six notables comme députés du tiers état aux États généraux (deux avocats, trois négociants et un propriétaire foncier). Le 4 avril 1789, les trois ordres du bailliage d'Orléans se réunissent et désignent la députation de la province orléanaise, formée de douze députés, dont six du tiers-états, et de neuf suppléants. Les États généraux de France s'ouvrent le 5 mai 1789 à Paris et sont considérés comme l'une des premières étapes de la Révolution française.

#### Troubles révolutionnaires
À quelques kilomètres de Lumeau, l'église de Terminiers est « dépouillée, comme bien d'autres en 1793 (les clubs révolutionnaires y siégeaient, on y dansait). »
De 1791 à 1798, les fermes isolées de Beauce ont subi les attaques d'une bande criminelle, nommée les chauffeurs d'Orgères. Le compte rendu de leur procès en 1800 indique que les fermes d'Auneux et de Domainville sur la commune de Lumeau, ainsi que les fermes voisines du Milhouard et de Mamerault sur la commune de Poupry, avaient notamment été les cibles de leurs pillages. Un acte marquant, retenu comme charge majeure dans le procès, eut lieu dans la nuit du 3 janvier 1798 par un mouvement d'une vingtaine de membres de la bande à partir du bois de Goury au nord-ouest de Lumeau vers le bois Pussin à l'est après Poupry, en volant et assassinant Nicolas Fousset, cultivateur du hameau du Milhouard. Les membres de la bande sont alors arrêtés, interrogés et enfermés dans les caves du château de Villeprévost, quatre vingt deux d'entre eux sont déferrés au tribunal de Chartres : quarante sont condamnés au bagne et vingt trois sont condamnés à mort.

#### Des biens nationaux au concordat
Après le décret des biens du clergé mis à la disposition de la Nation le 2 novembre 1789 dans l'objectif de rembourser l'énorme dette accumulée par l'État monarchique de Louis XIV à Louis XVI et éviter la banqueroute, la vente des biens nationaux consolide le capitalisme agraire pour la bourgeoisie entrepreneuriale. Cette vente aurait dû permettre l'émiettement direct de la propriété agricole et favoriser davantage l'émergence d'une élite rurale acquise au nouveau régime. Mais les décrets de novembre 1790 imposent la vente rapide des biens de l'Église en corps d'exploitation et incitent même les districts à regrouper les biens trop modestes, ce qui favorise les acheteurs aisés. La majorité des biens nationaux passe dans les mains de gros laboureurs et de propriétaires-rentiers qui mettent les propriétés en bail de fermage, ou les découpent en petites parcelles et les revendent ultérieurement à la paysannerie.
De fait, la vente des biens nationaux du district de Janville à partir du 29 novembre 1790 n'aboutit pas à un transfert massif de propriétés foncières sur le territoire de Lumeau, mais en fait à leur consolidation durant le Consulat et l'Empire (les Colas, Tassin et Le Juge sont en relation avec les Beauharnais d'Orléans, eux-mêmes grands propriétaires fonciers alliés des Bonaparte). Messieurs Tassin de Villepion, Tassin de Nonneville et Tassin de Charsonville, d'une famille de notables et fonctionnaires royaux d'Orléans et investisseurs dans le négoce de sucre colonial, devenus propriétaires de terres à Lumeau et Terminiers (Villepion, Nonneville), font partie des anoblis du XVIIIe siècle qui traversent la période révolutionnaire et sont les plus riches propriétaires d'Orléans tant en 1790 qu'au début du XIXe siècle. Jean-Baptiste Pasquier, antérieurement seigneur de Lumeau, devient maire de Lumeau.
L'époque révolutionnaire est également marquée, dans l'Orléanais, par le système métrique adopté en 1795 et rendu obligatoire par l'arrêté du 13 brumaire an IX (4 novembre 1800) ; il remplace les anciennes unités de mesure régionales et les spécificités de la « mesure d'Orgères».

### Époque contemporaine

#### Restauration, République et Empire
À la fin du Premier Empire, la campagne de France n'arrête pas l'invasion du territoire. Le 5 février 1814, des cosaques chevauchent dans la plaine de Beauce. Napoléon abdique le 6 avril 1814 mais revient durant les Cent-Jours. Après la bataille de Waterloo, le grand-quartier général de l'armée impériale se replie de Paris à Orléans, passant à Artenay le 9 juillet 1815 pour aller s'installer au château de la Source, tandis que Louis XVIII se rétablit à Paris à la suite de l'armée étrangère. Du 13 juillet au 22 octobre 1815, des troupes d'occupation prussiennes puis bavaroises sont présentes à Orléans.
« Faut-il parler maintenant des tristesses de l'occupation prussienne, bavaroise et russe en 1815 ? Orléans et les pays de la rive droite de la Loire ont gardé un souvenir amer de leurs violences et de leurs lourdes réquisitions. »
Corrélée à un pic de décès à Lumeau en 1832 (15 actes de décès), la deuxième pandémie mondiale de choléra atteint la vallée de la Conie et les villages alentour de la Beauce. L'augmentation des décès à Lumeau témoigne d'une nouvelle poussée épidémique vers 1847 (15 actes) et 1849-1851 (douzaine d'actes).
Pierre Honoré Loiseau, curé de Lumeau depuis 1829, est « interdit » en 1834, « rentré dans la vie civile ».

#### Modernisation agricole précoce
Au XIXe siècle, la Beauce est « une région réputée pour son entrée précoce dans la modernité », héritant de plusieurs millénaires de pratiques de la céréaliculture intensive. Après les évolutions du Moyen Âge, il faut attendre la révolution agricole et la révolution industrielle pour que soit modifié l'équipement technique des agriculteurs. Cela conduit à une forte croissance de la production agricole. Depuis l'Antiquité, la production céréalière de Beauce est destinée au marché et non à la seule autosuffisance locale. « La Beauce, en effet, est représentative des régions de grande culture des plateaux limoneux du Bassin parisien où le capitalisme a largement pénétré la vie rurale bien avant la révolution de 1789. Dans cette région faiblement peuplée (…) le fermage est prédominant et la production est pour l'essentiel commercialisée. »
La révolution agricole du XIXe siècle s'effectue sur les terres fertiles de Beauce qui laissent peu de place à l'élevage. Avec seulement le droit de vaine pâture, le bétail reste fréquemment à l'étable avant la fin des moissons ou dans des jachères éloignées des habitations ; l'élevage ovin permet un artisanat hivernal de bonneterie lainière (dans le canton d'Orgères sont établies des fabriques de « bonneterie et de toques façon Tunis à l'aiguille » qui sont ensuite apprêtées par les fabricants d'Orléans, teintes en noir ou rouge et exportées). La majorité de la population est alors formée de journaliers et de domestiques agricoles, dont les travaux sont soutenus par une minorité d'artisans (charrons, maréchaux-ferrants…).
Les structures sociales beauceronnes distinguent alors quatre types d'exploitants selon les critères d'indépendance de l'agriculteur, de l'emploi du travail salarié et du rôle du chef d'exploitation : « au bas de l'échelle sociale, les paysans parcellaires - qui doivent trouver un complément de ressources dans le travail salarié - sont très nombreux » et sont identifiés comme journaliers, payés à la tâche ou salariés de longue durée. Les laboureurs, « exploitants indépendants - de 10 à 20 hectares - représentent la petite culture » moins aisés que « les paysans moyens — de 20 à 50 hectares — faisant appel à la main d'œuvre salariée autant qu'au travail des membres de la famille. » « Au-delà de 50 hectares, on a véritablement des exploitants capitalistes qui utilisent de façon déterminante le travail salarié. Cette grande culture occupe la moitié du sol » ; « en Beauce, la dimension moyenne des grandes fermes se situe autour de 150 hectares. » Les fermes des hameaux de Neuvilliers, Écuillon, Auneux et Domainville ainsi que l'exploitation dirigée depuis le château de Lumeau sont représentatives de cette grande culture céréalière. La présence de ces grandes exploitations et de moyennes exploitations dans les hameaux explique que le prolétariat agricole soit très nombreux : en 1852, il représente les trois-quarts des actifs agricoles et encore la moitié en 1892.

#### Guerre franco-allemande de 1870

##### Les combats de Beauce
La guerre franco-allemande de 1870 est déclarée le 19 juillet 1870. Après la capitulation de Sedan et la capture de l'Empereur, la République française est proclamée le 4 septembre 1870. Le gouvernement de la Défense nationale décide de poursuivre la guerre et les Allemands font le siège de Paris à partir du 17 septembre 1870. L'avancée des divisions prussiennes et bavaroises en Beauce est contrée au nord d'Orléans par l'Armée de la Loire, formée du 15e corps d'armée et commandée par le général de La Motte Rouge.
Les alentours de Lumeau sont d'abord l'objet de combats du 26 septembre au 6 octobre 1870. L'armée prussienne traverse le secteur de Lumeau le 10 octobre en direction d'Orléans.
La présence de l’armée prussienne en Beauce est attestée pour la première fois le 26 septembre avec l’apparition d’éclaireurs dans les communes d’Oinville-Saint-Liphard et de Poinville. Le 26 septembre, 600 cavaliers prussiens s'avancent à Chevilly, puis se replient à Toury, après une escarmouche à la Croix-Briquet avec l'Armée de la Loire. En provenance de Rambouillet, les Prussiens s’établissent le lendemain dans les alentours de Toury et font des réquisitions d'approvisionnements de fourrage et de bestiaux,.
Des combats contre des francs-tireurs ont lieu à Trancrainville et Cercottes le 4 octobre, à Toury le 5 octobre et à Santilly le 6 octobre.
Les armées prussiennes et bavaroises opèrent un mouvement de glissement vers Orléans en traversant les localités d'Orgères, Terminiers, Lumeau, Poupry et Dambron. Des coups de feu contre l'ennemi sont donnés depuis les bois de Cambray par des groupes de gardes nationaux les 3 et 4 octobre. Plus de 80 gardes nationaux originaires de Guillonville, Cormainville, Courbehaye et Orgères, embusqués dans les bois de Cambray, échangent une centaine de coups de feu avec l'avant garde d'une colonne bavaroise le 10 octobre au matin sur la route d'Allaines à Orgères, les retardant de plusieurs heures : les bois, des fermes et le château de Cambray sont bombardés par l'ennemi ; la moitié de cette colonne de 15 000 soldats traverse ensuite la Maladrerie, Loigny, Terminiers et Lumeau vers Artenay, l'autre moitié va vers Nottonville. Des combats ont lieu à Artenay le 10 octobre après-midi, aux Aydes et dans les faubourgs d'Orléans jusqu'à la prise d'Orléans (11 octobre 1870) par les Bavarois.
« Après la prise d'Orléans, l'ennemi songe à marcher sur Chartres et prend son chemin par les cantons d'Orgères et de Châteaudun. » Le 14 octobre ont lieu les combats de Civry et Varize avec l'incendie de 74 maisons. La destructrice bataille de Châteaudun a lieu le 18 octobre 1870 et Chartres tombe le 21 octobre 1870.
L'armée de la Loire, sous la direction du général d'Aurelle, est renforcée des 16e et 17e corps. Les troupes bavaroises se retirent d'Orléans le 5 novembre 1870. Après la bataille de Coulmiers (9 novembre 1870), l'armée allemande fait retraite et quitte Patay le 10 novembre.
Deux semaines d'escarmouches impliquent l'avant-poste français de Terminiers et des éclaireurs allemands. Le 10 novembre, les Français sont à Dambron et à Baigneaux, à la suite des Allemands en retraite. Une escarmouche a lieu le 11 novembre à Rouvray-Sainte-Croix. Une confrontation a lieu le 21 novembre à Bazoches-les-Hautes et, le 22 novembre au matin, le poste prussien de Santilly est détruit par 80 soldats et francs-tireurs provenant de Lumeau et Baigneaux. Une escarmouche est notée à Artenay le 24 novembre. L'arrière-garde allemande combat à Châteaudun le 25 novembre et à nouveau à Varize le 29 novembre. Mais, le 25 novembre, les allemands s'organisent et occupent Péronville, Guillonville, Gommiers, Faverolles, Nonneville, Villepion, Loigny, Lumeau et Baigneaux. Une confrontation a lieu le 27 novembre à la ferme de Gaubert à Guillonville. Les avant-postes français présents à Terminiers depuis le 15 novembre ne peuvent plus s'avancer au-delà de Terre-Noire et Neuvilliers et se replient à Rouvray-Saint-Croix le 30 novembre, laissant Lumeau aux Allemands.

« C'est surtout à partir du 30 novembre que le pays a eu beaucoup à souffrir. Ce jour-là sont arrivés à Lumeau environ 10 000 cavaliers qui ont mis les habitants à la porte de leurs maisons, afin d'être plus à l'aise pour prendre ce qui leur convenait, et qui ont fait sortir des écuries, des étables et des bergeries tous les animaux qui y étaient renfermés pour y mettre leurs chevaux. Le 1er décembre, il y avait le même nombre de cavaliers et en plus 15 à 20 000 soldats d'infanterie, qui ont enlevé en un clin d'oeil toutes les vivres qu'il y avait dans la commune. »

Les nouvelles arrivent de l'échec du combat de Beaune-la-Rolande, au nord-est d'Orléans le 28 novembre 1870, mais aussi d'une tentative de percée de l'armée de Paris encerclée.

##### Bataille du2 décembre 1870
À la conférence de Saint-Jean-de-la-Ruelle le 30 novembre 1870, Charles de Freycinet, délégué du gouvernement de la Défense nationale, expose le plan arrêté à Tours de marcher sur Pithiviers dans l'objectif de secourir Paris assiégée. Comme action préliminaire à ce plan de campagne, il ordonne un mouvement de l'aile gauche de l'armée de la Loire. Le général Chanzy est chargé de porter vers Janville le 16e corps qui forme cette aile gauche, le 17e corps lui servant de réserve.
Lumeau fait partie du champ de bataille de Loigny-Lumeau-Poupry, impliquant près de 40 000 soldats de l'armée de la Loire et 35 000 soldats des troupes bavaroises et prussiennes le 2 décembre 1870, après un premier combat à Villepion le 1er décembre 1870. Le combat de Villepion implique la 1re division du 16e corps (division Jauréguiberry) après qu'elle eut délogé les avant-postes allemands de Guillonville, Gommiers, Faverolles et Nonneville. En prenant en compte le combat de Villepion et les destructions allemandes à Guillonville le 1er décembre, la largeur du champ de la bataille du 2 décembre est de 10 km sur une profondeur de 6 km sur les communes de Terminiers, Loigny, Lumeau et Poupry.
La bataille fait près de 9 000 victimes blessées ou tuées, principalement entre Villepion, Villours, Loigny, Écuillon, Goury, Lumeau, Neuvilliers et Auneux ; en outre 2 500 soldats français sont faits prisonniers, notamment à Auneux et Loigny, et 500 soldats allemands : cela fait un total de 12 000 soldats mis hors de combat. Le taux d'attrition est de 17 % pour les Français et 13 % pour les Allemands.
Le territoire de la commune de Lumeau, son bourg et tous ses hameaux, sont directement impliqués du 30 novembre au 3 décembre 1870, des activités d'ambulance ayant cours du 2 décembre 1870 au 18 février 1871 (date de départ de l'ambulance prussienne),. La plaine étant une zone de vulnérabilité face à l'artillerie adverse, les assauts et combats d'infanterie visent principalement les positions retranchées dans les bourgs, hameaux, fermes et châteaux.
Le détail des mouvements le 2 décembre témoigne de l'importance des combats à Villepion, Goury, Lumeau et Loigny dans l'issue de la bataille, un tournant des affrontements étant la charge de la 3e division du 16e corps du général Morandy depuis Terminiers et Neuvilliers, qui subit de lourdes pertes et échoue à neutraliser les batteries d'artillerie et de mitraille de la 17e division prussienne positionnées à Lumeau, verrou de la bataille,,.
Après la bataille de Loigny avec ses nombreuses victimes, destructions et pillages,, la retraite française conduit à d'autres combats à Artenay et Chevilly le 3 décembre, à Patay jusqu'à Orléans le 4 décembre (bataille d'Orléans). Une conséquence stratégique de la bataille de Loigny est que l'armée de la Loire ne peut désormais plus atteindre son objectif de secourir Paris assiégée.
Tandis qu'un poste d'ambulance allemande s'active dans l'église de Lumeau et dans le château de Lumeau (4 docteurs, 1 pharmacien, 60 infirmiers allemands à partir du 4 septembre) et qu'une ambulance française est établie au château de Villepion et une autre à Loigny où le général de Sonis est amputé par les docteurs Georges Dujardin-Beaumetz et Léo Testut, la Société de secours aux blessés militaires (future composante de la Croix-Rouge française) est présente avec le chirurgien Ulysse Trélat. Au bout d'une semaine après la bataille, il y a encore 411 blessés non évacués. Durant plusieurs semaines, des blessés sont hébergés aux « domiciles de particuliers » à Lumeau et Neuvilliers, où une cinquantaine de décès supplémentaires est enregistrée durant le mois de décembre 1870.

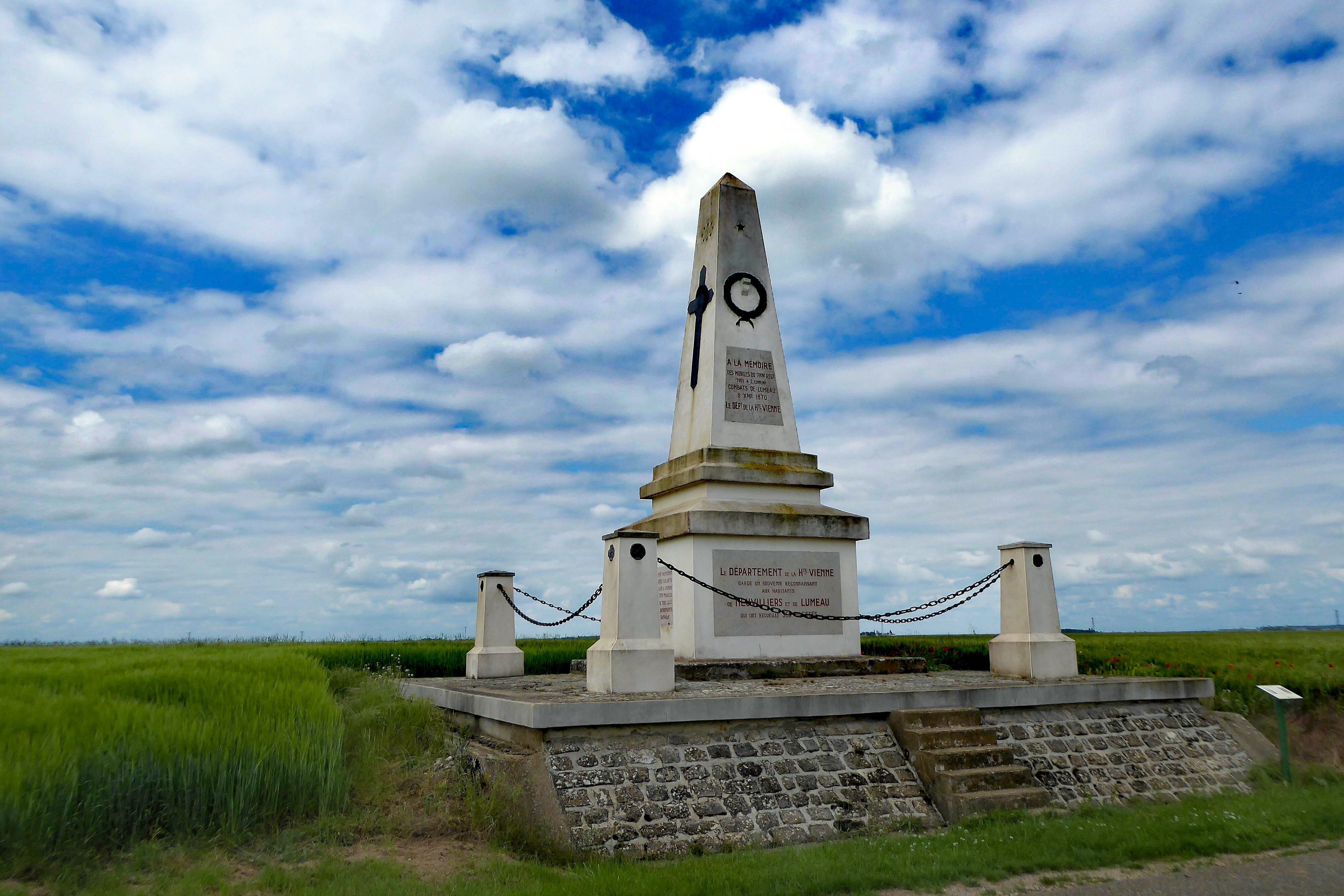
Monument des Mobiles de la bataille du 2 décembre 1870

Un monument-ossuaire, financé sur fonds publics avec le soutien des départements de l'Eure-et-Loir et de la Haute-Vienne, est construit à Neuvilliers et inauguré en 1873.
Dans la mesure où la bataille du 2 décembre 1870 peut autant s'appeler bataille de Lumeau que bataille de Loigny, les conseils municipaux des communes de Lumeau et de Terminiers, ainsi que le député républicain Pierre Dreux-Linget, s'opposent vainement en 1876 au comité ultra-catholique, dirigé par Charette et glorifiant l'épisode de la charge des zouaves à Loigny, dans sa volonté de rassembler les centaines de morts du nord de Neuvilliers, Écuillon et Villours dans l'ossuaire d'une nouvelle église à Loigny pour laquelle les catholiques avaient lancé une souscription nationale dite du sacré-cœur, abondée par le pape Pie IX et par l'État : « Ces communes (….) tiennent grandement à l'honneur de conserver pieusement comme un souvenir sacré les restes de ceux qui sont tombés sur le champ d’honneur en défendant le sol de la Patrie sur leur territoire. » Le président de la République, le conservateur monarchiste Mac Mahon vaincu à Sedan en 1870, tranche en faveur du comité ultra-catholique : 1 056 morts sont regroupés dans la crypte-ossuaire de Loigny en 1877, même si, ironiquement, les corps des zouaves de la tombe de Villours (au lieu-dit du bois des zouaves) n'y sont finalement pas déplacés.

##### Huit mois d'occupation allemande
Après la bataille du 2 décembre 1870 et les combats aboutissant à la bataille d'Orléans (4 décembre 1870), la Beauce orléanaise est sous le régime d'occupation allemande pendant encore 6 mois.
La population de Lumeau est de 506 personnes jusqu'au 13 février 1871 ; il y en a 1200 à Terminiers jusqu'au 13 mars. Les pertes sont estimées à 358 714 francs à Loigny, 176 714 francs à Lumeau, 148 610 francs à Poupry. Les pertes cumulées de la guerre et de l'occupation sont estimées à 2 530 531 francs pour le canton d'Orgères et 11 678 649 francs pour l'arrondissement de Châteaudun.
L'armistice franco-allemand est conclu le 28 janvier 1871. Les forces d'occupation évacuent Lumeau et le voisinage le 13 mars 1871. Par application du traité de Francfort signé le 10 mai 1871 et qui rançonne la France d'une indemnité de guerre de cinq milliards de francs-or et d'amputations territoriales, les départements d'Eure-et-Loir et du Loiret sont parmi ceux qui sont immédiatement évacués par l'occupant.
Le 30 janvier 1875, l'amendement Wallon constitutionnalise le fait que la France est une République.

#### Réparations de guerre en 1918
À la suite d'une circulaire du 5 novembre 1917 du ministère de l'agriculture concernant la « main d’œuvre prisonnière », des prisonniers de guerre allemands contribuent au curage de la grande mare de Lumeau en 1918.
Une partie de la population française est contaminée par la grippe de 1918, pandémie la plus mortelle de l'histoire dans un laps de temps aussi court.
De 1923 à 1940, des communes de l'Eure-et-Loir, dont Lumeau, « adoptent » la commune de Marcelcave (département de la Somme) et lui verse une subvention comme marraines de guerre et de reconstruction.

#### Coopérative agricole
Après 1884, le « Syndicat agricole » de l'arrondissement de Châteaudun est créé comme syndicat professionnel chargé de l'achat mutualisé et de la livraison d'engrais et de semences. Il devient le « Syndicat agricole départemental d'Eure-et-Loir » en 1928 par fusions successives avec d'autres syndicats similaires. Le Syndicat « a encouragé l'école d'agriculture d'hiver, créée au lycée de Chartres par décision du Conseil général d'Eure-et-Loir en 1908 et qui a pour but de donner aux fils d'agriculteurs, pendant la mauvaise saison, alors que les travaux des champs sont terminés, une solide instruction professionnelle en vue de les préparer sérieusement à la carrière agricole,. » Des offres d'assurances mutuelles et de mutualité sociale agricole se développent à partir de 1922.
Une caisse rurale, société coopérative de crédit bancaire agricole, est établie à Orgères en 1924 et est active jusqu'en 1940 pour des avances sur récoltes et des crédits d'équipement. Elle est affiliée à la caisse régionale de crédit mutuel agricole de la Beauce et du Perche créé à Chartres en 1899, à l'initiative du Syndicat agricole.
En 1924 est créée « l'association des chasseurs de Lumeau. Objet : répression du braconnage et repeuplement de la chasse ».
Une coopérative de battage est créée à Lumeau en 1926, participant à un mouvement d'ensemble régional.
Poupry forme un syndicat intercommunal d'assainissement avec Lumeau, Baigneaux et Dambron. Il met en œuvre un drainage de la cuvette de Poupry en 1929, avec des puits absorbants et 30 kilomètres de fossés pour conduire les eaux de ruissellement.
L'Office national interprofessionnel des grandes cultures créé en 1936 pratique une politique dirigiste des prix du blé et obtient le monopole de l'exportation et de l'importation du blé et de la farine.

#### Occupation allemande 1940-1944
L'armée française en retraite traverse la Beauce entre le 16 juin 1940 et le 17 juin 1940, tandis que des civils prennent le chemin de l'exode. Des combats retardeurs de l'armée française ont lieu le 17 juin 1940 à Orgères-en-Beauce et Fontenay-sur-Conie face à une division de Panzers.
Les archives départementales du Loiret à Orléans brûlent le 18 juin 1940, anéantissant mille ans d'archives anciennes concernant Lumeau, incluses dans les archives de la généralité d'Orléans, des cours et juridictions, des administrations provinciales, les titres de l’évêché et chapitres, les dossiers d'engagement et d'aliénation à des seigneurs, les titres féodaux, les dossiers de confiscation des biens protestants, les assemblées d'habitants, les registres censiers et terriers, les rôles des tailles, du ban et de l'arrière-ban, les arrêts de justices des bailliages et les affaires relatives aux bandes criminelles de la fin du XVIIIe siècle, les archives révolutionnaires et celles sur les biens nationaux.
Le 15 août 1944, des éléments de la 3e armée du général Patton (« groupements tactiques de la 35e division d'infanterie appuyés par la 4e division blindée, en appui-feu, et 137e régiment de la garde nationale » du Kansas) sont à 15 km au sud-est de Lumeau, en provenant du Mans. « Pendant toute la soirée du 15 août, les Américains, appuyés par les FFI, occupent et nettoient les communes situées au nord de la route du Mans : Épieds, Tournoisis, Saint-Péravy, Coinces, Saint-Sigismond, Gémigny. Quelques blindés vont réduire au silence les batteries de DCA placées en bordure du camp de Bricy. » Orléans est libérée le 16 août 1944, mais les Allemands sont toujours présents au sud et au nord de la Loire (Chateaudun est libérée le 17 août) : cinq résistants FTPF sont torturés et fusillés par des Allemands à Cormainville le 17 août 1944. Janville est libérée le 18 août 1944 par un régiment de la 35e division d'infanterie américaine. Un régiment de cette division stationne à Lumeau le 20 août 1944.

## Politique et administration

### Découpage territorial

#### Organisation territoriale
Lumeau fait partie du territoire des Carnutes, de la civitas Carnutum puis de la civitas Aurelianorum dans l'Empire romain, du domaine gallo-romain, du royaume des Francs, du royaume mérovingien d'Orléans, du pagus Aurelianensis en Neustrie, du comté carolingien d'Orléans, du domaine royal capétien, du duché d'Orléans et de la province de l'Orléanais, puis du département d'Eure-et-Loir.
Sur le plan ecclésiastique et fiscal durant l'Antiquité et le Moyen Âge, selon une structure initialement calquée sur l'organisation administrative romaine de la préfecture du prétoire des Gaules et du diocèse des Gaules comprenant la province de Gaule lyonnaise quatrième dont la capitale est Sens et qui inclut la civitas Aurelianorum, la paroisse de Lumeau est dans le diocèse d'Orléans qui est suffragant à l'archidiocèse de Sens (province ecclésiastique de Sens) dès le Ve siècle. La paroisse de Lumeau est régie par un droit de sépulture associé à son cimetière, par l'obligation des paroissiens d'assister à la messe dominicale en l'église et d'y recevoir les sacrements et par le paiement de la dîme au bénéfice de l'évêque d'Orléans à partir du VIe siècle puis au bénéfice du chapitre de Saint-Pierre-Empont d'Orléans à partir du IXe siècle. Lumeau est dans l'archidiaconé de Beauce du diocèse d'Orléans qui est rattaché à l'archidiocèse de Paris (province ecclésiastique de Paris) de 1622 jusqu'à la fin de l'Ancien Régime. Après la formation du département d'Eure-et-Loir, le culte catholique auquel se rapporte l'église de Lumeau est dans le diocèse de Chartres dans ses archidiaconé de Châteaudun et doyenné de Beauce. Après la mise en place du régime concordataire de 1801 et de la loi de séparation des Églises et de l'État de 1905 et à la suite de réorganisations administratives au XXe siècle, le culte catholique est rattaché à la paroisse Saint Martin en Beauce dans la province ecclésiastique de Tours.
Lumeau est dans l'élection d'Orléans, circonscription fiscale créée dans le domaine royal vers 1380. Sous l'administration d'Ancien Régime, notamment de 1558 jusqu'aux États généraux de 1789, la paroisse de Lumeau est comprise dans le ressort de la généralité d'Orléans, du bailliage d'Orléans pour les affaires financières et judiciaires (en dépendance du parlement de Paris pour la justice), de l'élection d'Orléans et sa subdélégation de Janville (Yenville) en matière de fiscalité seigneuriale et royale, ainsi que du grenier à sel de Janville pour la perception de la gabelle du sel. Le bailliage de Lumeau comprend 3 justices dont 2 ressortissant au bailliage d’Orléans et 1 à la prévôté d'Orléans ; Lumeau dépend de la justice seigneuriale et du chapitre de Saint-Pierre-Empont d'Orléans. Le droit coutumier applicable dans le bailliage d'Orléans est fondé sur les usages et privilèges de la coutume d'Orléans (coutume juridique, patrimoniale et fiscale) initialement publiées en 1509, fait l'objet d'un ouvrage par Achille de Harlay en 1583, d'un recueil commenté en 1704 par Jacques de La Lande (seigneur de Lumeau) puis d'un traité en 1740 par Robert-Joseph Pothier. La coutume d'Orléans est prise en compte pour l'écriture du Code civil, applicable depuis 1804.
Le territoire de la commune de Lumeau est précisément délimité en 1793, à partir du finage antérieur. Il est alors dans le canton d'Orgères. Le canton est rattaché au district de Janville de 1790 à 1795, puis à l'arrondissement de Châteaudun à partir de 1806. Ils font partie du département d'Eure-et-Loir, créé le 21 janvier 1790 en tant que département de Chartres et établi le 4 mars 1790, et de la région Centre établie en 1956. Pour les élections législatives depuis 1986, Lumeau fait partie de la quatrième circonscription d'Eure-et-Loir. Lumeau fait partie du canton de Voves depuis 2015. Lumeau fait partie de la communauté de communes de la Beauce d'Orgères de 1996 à 2016 et, ultérieurement, de la communauté de communes Cœur de Beauce, dont le siège est à Janville.
Dans la lieutenance d’Orléans, Lumeau dépend de « l'office de sergenterie de la porte Bannier et de la porte Renard d'Orléans » créé en 1376 et auquel sont rattachées les « paroisses de haute Beauce ». Lumeau est rattaché à la brigade de maréchaussée de Langennerie (Chevilly) jusqu'en 1789 ; Lumeau est ensuite rattaché à la brigade de gendarmerie d’Orgères-en-Beauce, dans la compagnie de Châteaudun du groupement de gendarmerie d'Eure-et-Loir. Dans le ressort de la justice de paix d'Orgères et du tribunal de Châteaudun et de la cour d'appel de Paris aux XIXe et XXe siècles, Lumeau est aujourd'hui dans le ressort du tribunal de grande instance et de première instance de Chartres et de la cour d'appel de Versailles.

Situation de Lumeau dans l'administration du département d'Eure-et-Loir
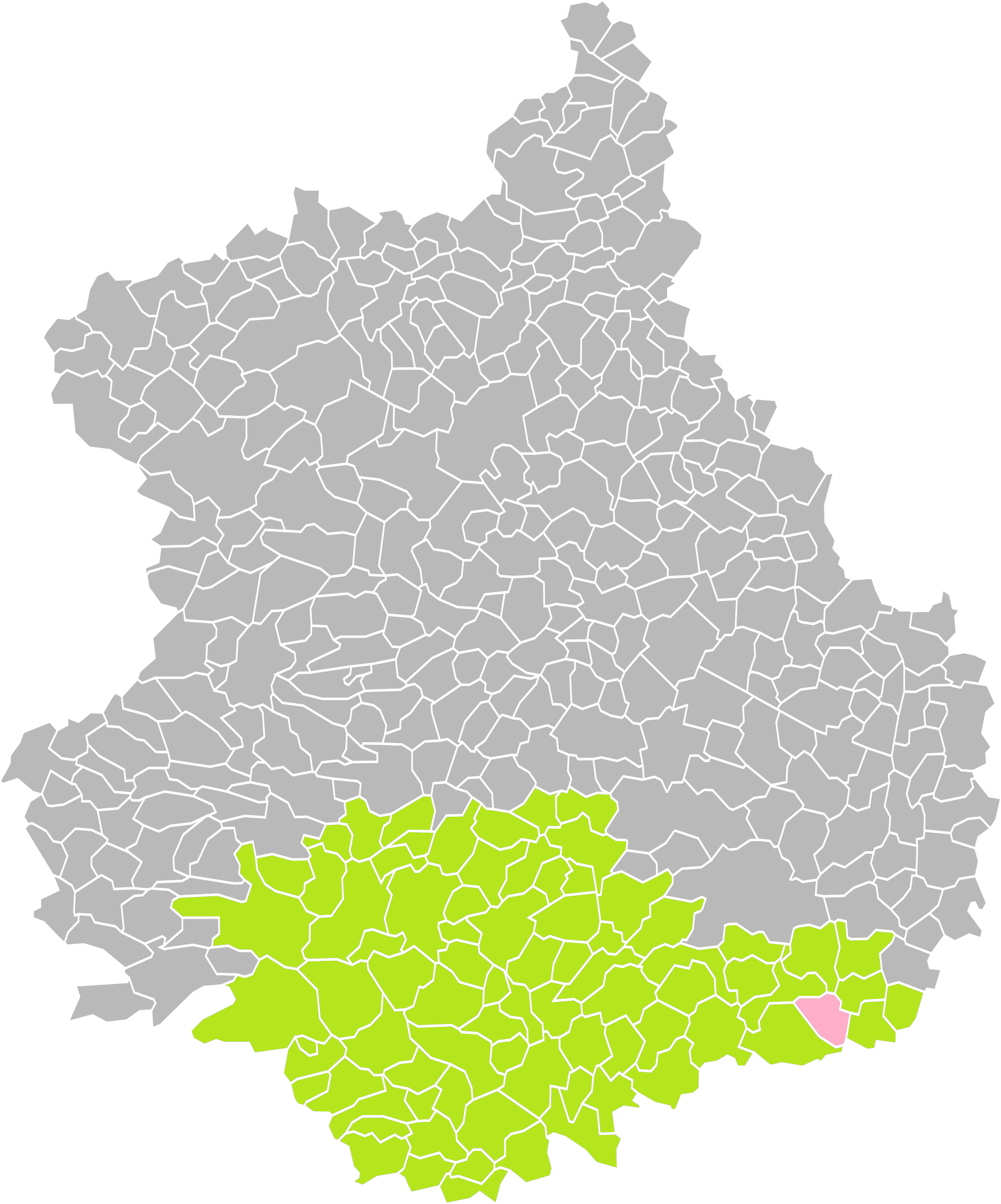
Lumeau est dans l'arrondissement de Châteaudun.
Lumeau est dans le canton de Voves.
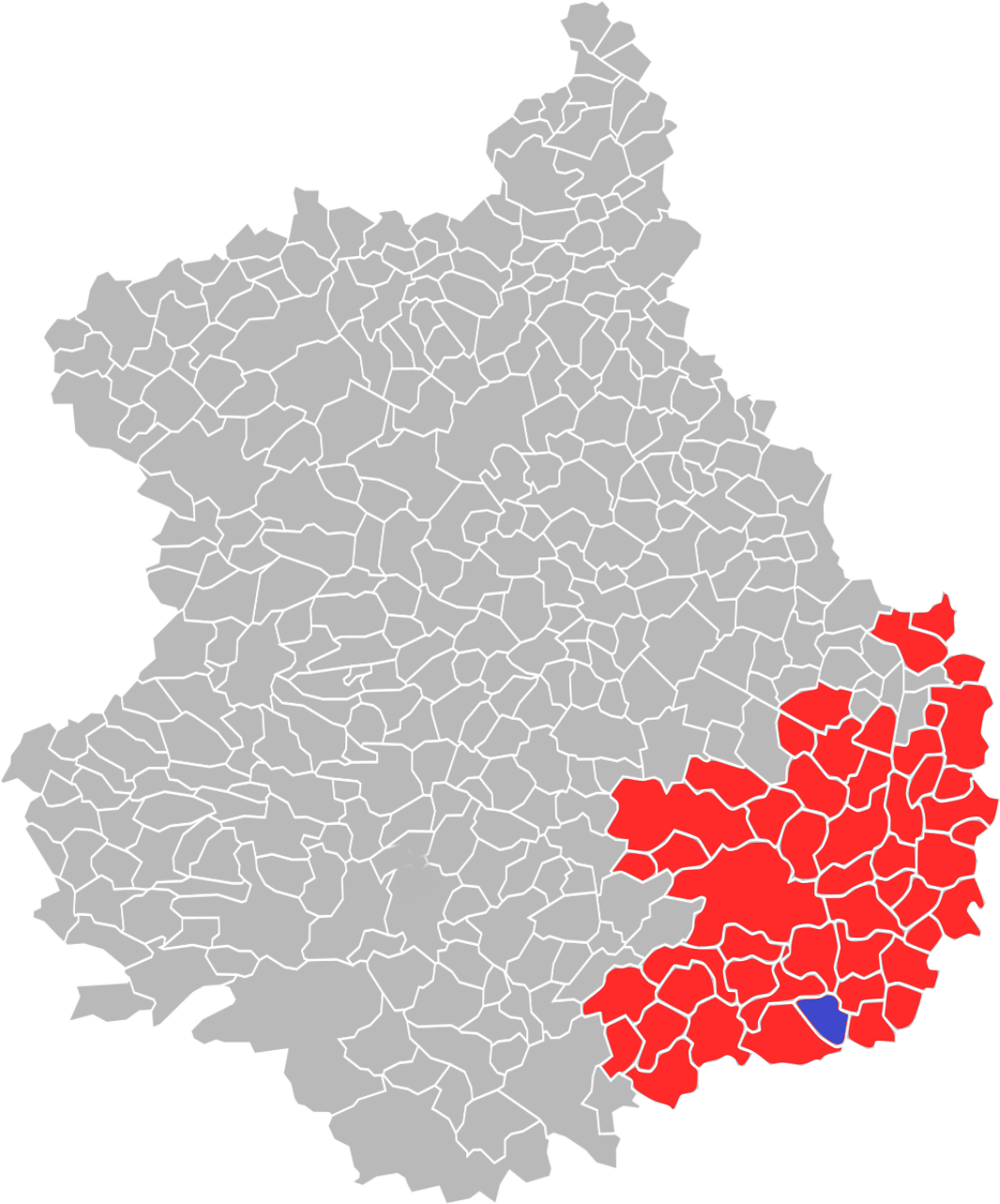
Lumeau est dans la Communauté de communes Cœur de Beauce.

#### Terrier et cadastre
La propriété des parcelles de terres, les baux, les droits féodaux et la fiscalité sont consignés dans le livre terrier de la seigneurie de Lumeau applicable jusqu'à la Révolution française. Notamment, à l'initiative du chapitre de Saint-Pierre-Empont, un terrier est établi « composé de reconnoissances passées en 1678, 1679, 1680 & 1681 par tous les Détenteurs de terres que le Chapitre a jugé être sujettes à son droit ».
Le cadastre dit napoléonien résulte de relevés de terrain effectués en 1836, qui témoignent de la continuité cadastrale depuis l'Ancien Régime, avec des centaines de parcelles sous forme de lanières et quelques dizaines de grandes pièces. La toponymie des parcelles hérite de l'organisation traditionnelle des cultures avec les dénominations de climat (subdivision territoriale d'un pays), réage (ensemble de parcelles laniérées qui se labourent en raies parallèles), champtier d'assolement triennal, pièce d'un seul tenant (un seul locataire-tenancier d'une tenure) et les unités de mesure de surfaces antérieures à la décimalisation et au système métrique (e.g. mine, muid, carreau, arpent).
La révolution agricole du XIXe siècle, l'évolution du droit rural et la mécanisation au XXe siècle conduisent à plusieurs remembrements des surfaces, notamment en 1957, par agrégation de parcelles et modifications du tracé de voies d'exploitation. Le foncier immobilier et agricole reste stable depuis le XXe siècle.

### Administration communale

#### Politique municipale
Durant l'Ancien Régime, dans le contexte de la paroisse de Lumeau, la municipalité représente la communauté des habitants pour coordonner les activités agricoles, l'usage des communs, organiser les corvées et les perceptions fiscales imposées par le seigneur, l'église et le roi selon le droit féodal. Le conseil de fabrique s'occupe de l'entretien de l'église et du cimetière. En conséquence de la loi de séparation des Églises et de l'État, le 14 février 1910 « sont attribués à la commune de Lumeau (Eure-et-Loir), à défaut de bureau de bienfaisance, les biens ayant appartenu à la fabrique et à la mense de l'église de Lumeau. »
Depuis l'abolition des privilèges, des droits féodaux et des inégalités fiscales lors de la nuit du 4 août 1789 et à la suite de l'application du Code civil en 1804, la propriété privée est redéfinie et la municipalité est autonome pour l'administration territoriale dans la commune de Lumeau, définir la fiscalité foncière locale et entretenir les espaces publics. Afin de mutualiser les investissements, la politique municipale est coordonnée au niveau cantonal depuis le XIXe siècle et au sein d'une communauté de communes de Beauce depuis la dernière décennie du XXe siècle.
Une maison d'école est assignée à l'enseignement bien avant le recensement de 1836, la présence d'un instituteur dans la commune est confortée par la loi Guizot de 1833. L'école sert aussi de salle de réunions publiques. La construction d'une « mairie et maison d'école mixte » est planifiée en 1841 par l'acquisition d'un terrain dans le centre du bourg de Lumeau. Une construction est proposée en 1880, décidée en 1881 et son financement approuvé en 1884 ; le bâtiment scolaire est agrandi en 1930. À la fin du XXe siècle, l'intercommunalité scolaire prévaut en raison de la démographie et de la densité de la population.
La commune s'équipe de matériel de lutte contre l'incendie vers 1850, 1930 et 1960 (pompe à bras et moto-pompe garées dans l'« arsenal »), avant de totalement mutualiser le service d'incendie et de secours avec le centre départemental d'Orgères en 1996, puis de le coordonner avec celui de Voves, sachant que des véhicules d'intervention sont maintenus disponibles à Terminiers. Les interventions des pompiers volontaires de Lumeau perpétuent la tradition d'assistance et de secours mutuels, coordonnées par le service départemental d'incendie et de secours.
L'essentiel de la voirie étant d'ordre départemental depuis 1860, le cantonnier municipal assure l'entretien des chemins vicinaux, des espaces fleuris, places et cimetière, et l'affichage public municipal dans le bourg de Lumeau et à Neuvilliers. La Société générale des Transports Départementaux pour l'exploitation d'un réseau d'autobus en Eure-et-Loir opère pour le compte du département une ligne Janville à Bonneval via Lumeau et Orgères à partir de 1926 ; son successeur est le réseau de mobilité interurbaine (Rémi-Transbeauce).
Les réseaux d'adduction d'eau, d'électricité et d'éclairage public, de télécommunications sont installés au cours du XXe siècle.
Un réseau communal d'adduction d'eau remplaçant les puits domestiques est installé entre 1937 et 1939, distribuant l'eau captée dans le calcaire de l'Orléanais à une profondeur de 30 m au château d'eau de Lumeau ; il desservait toute la commune sauf les fermes d'Égron et Tivoly, le hameau d'Écuillon étant desservi par Loigny. Le réseau est rénové et interconnecté en 2010 avec celui d'autres communes pour former un réseau commun d'accès à l’eau potable. La captation de l'eau est alors au forage de Loigny qui atteint la nappe de craie du Sénonien et est associé à un réservoir semi-enterré de 500 m3. Le service de captage et de contrôle de l'eau potable et le réseau de canalisations sont opérés en régie par la communauté de communes. Sur le territoire de Lumeau, le linéaire de canalisation du service public d'eau potable est de 7,04 km. Le service de distribution de l'eau est effectué en régie communale : 18 685 m3 d'eau souterraine sont importés en 2015 dont 6 966 m3 constituent des pertes en ligne, pour 109 abonnés avec 100 m3 de consommation moyenne par abonné.
Pour les eaux usées, Lumeau est dans une zone d'assainissement non collectif. L'assainissement n'étant pas contrôlé jusqu'aux années 1970, la perméabilité du calcaire de Beauce et l'existence de cavités et fissures ont parfois été utilisées pour résoudre des problèmes d'assainissement domestique.
Le ramassage hebdomadaire en porte-à-porte et le traitement des ordures ménagères est géré au niveau intercommunal. Une déchetterie pour la collecte en apport volontaire se trouve à Orgères. Les déchets issus de la collecte sélective sont dirigés vers Pithiviers ou Saran pour y être triés, tandis que les ordures ménagères sont incinérées à Pithiviers. Un centre de compostage et d'enfouissement se trouve à Chevilly. Antérieurement, l'exutoire était une décharge à Sougy.
L'électrification à 110 V est effectuée en 1922 par Sud-électricité (membre de l'Union d'électricité d'Ernest Mercier) au nom du syndicat d'électrification du canton d'Orgères, puis le passage à 220 V est effectué par EDF vers 1976. Connecté au réseau de grand transport nord-sud à 400 kV et 225 kV à Dambron, le réseau de répartition électrique à haute tension à 90 kV de Dambron à Orgères passe au nord de Lumeau. L'exploitation du réseau de distribution électrique basse tension à 230 V est concédée à Enedis jusqu'en 2024, via le syndicat d'électrification devenu Énergie Eure-et-Loir.
Le réseau téléphonique filaire est installé par les PTT vers 1960, le service de téléphonie mobile est accessible à partir de 1994. Le canton est partie prenante du syndicat mixte Eure-et-Loir numérique, favorisant l'accès au réseau internet à haut débit par le déploiement en 2015 d'artères en fibre optique jusqu'au répartiteur communal. En 2019, le conseil communautaire « Cœur de Beauce » décide de la création d'un « espace numérique mis à la disposition des habitants de Lumeau ».

#### Liste des maires
Durant l'Ancien Régime à partir du règne de Louis XIV, le syndic de la municipalité de Lumeau est nommé par l'intendant de la généralité d'Orléans, notamment pour mettre en œuvre le recouvrement fiscal, sur proposition de l'assemblée des chefs de famille de la paroisse. Le maire de la commune de Lumeau est désigné par le préfet de 1799 à 1848 et de 1851 à 1888 ; il est élu de 1789 à 1799 et de 1848 à 1851. À partir de 1892, les conseillers municipaux sont élus directement au suffrage masculin et le maire est élu par le conseil municipal. Le suffrage devient universel du corps électoral des françaises et français majeurs lors de l'élection municipale du 29 avril 1945. Le maire représente les intérêts de la commune au conseil communautaire Cœur de Beauce.
| Période                                  | Période      | Identité                     | Étiquette | Qualité                                                          |
| ---------------------------------------- | ------------ | ---------------------------- | --------- | ---------------------------------------------------------------- |
| 1792                                     |              | Jean-Baptiste Pasquier       |           |                                                                  |
| 1800                                     | 1817         | Charles Cassegrain           |           |                                                                  |
| 1836                                     | 1839         | Louis Forteau                |           |                                                                  |
| 1839                                     | 1840         | Charles Dégusseau            |           |                                                                  |
| 1840                                     | 1843         | Jean Jacques Fulgence Joseph |           |                                                                  |
| 1843                                     | 1846         | Méry Joseph                  |           |                                                                  |
| 1846                                     | 1874         | Frédéric Joseph              |           |                                                                  |
| 1874                                     | 1892         | Charles Langé                |           |                                                                  |
| 1892                                     | 1896         | Paul Hurault                 |           |                                                                  |
| 1896                                     | 1919         | Narcisse Joseph              |           |                                                                  |
| 1919                                     | 1925         | Léon Constant Loison         |           | Agriculteur, conseiller général d'Eure-et-Loir                   |
| 1925                                     | 1929         | Gaston Langé                 |           |                                                                  |
| 1929                                     | 1940         | Léon Constant Loison         |           |                                                                  |
| 1940                                     | 1945         | Aristide Duchon              |           |                                                                  |
| 1945                                     | 1946         | Henri Charbonnel             |           |                                                                  |
| 1946                                     | 1948         | Henri Fourmont               |           |                                                                  |
| 1965                                     | 1971         | Henri Rousseau               |           |                                                                  |
| 1971                                     | 2008         | Gaston Langé                 |           |                                                                  |
| 2008                                     | 2014         | Charlie Peillon              |           |                                                                  |
| avril 2014                               | juillet 2020 | Marc Langé                   |           | Agriculteur exploitant (47 ans lors de l'élection)               |
| juillet 2020                             | En cours     | Marc Langé,                  |           | Agriculteur sur moyenne exploitation (54 ans lors de l'élection) |
| Les données manquantes sont à compléter. |              |                              |           |                                                                  |

## Population et société

### Démographie
Le registre paroissial de Lumeau est conservé depuis l'an 1586, soit 47 ans après l'ordonnance de Villers-Cotterêts qui rend obligatoire la tenue des registres des baptêmes, et 7 ans après l'ordonnance de Blois qui impose les registres de mariages et d'inhumations.
Dans le « Rolle du nombre des feus » du Duché d'Orléans de 1616, 92 feux fiscaux sont recensés à Lumeau, correspondant à environ 391 habitants. Le dénombrement de l'élection d'Orléans en 1709 indique 87 feux dans la paroisse de Lumeau.
Un dénombrement vers 1741 fait état de « 84 feux et 320 communiants ». Lumeau comprend 95 feux en 1768. En 1789, Lumeau comprend 103 feux, dont 101 taillables. Le nombre de feux peut être comparé aux 88 logements dans la commune en 1982 et aux 96 logements en 2016.
C'est au recensement de 1861 que l'effectif de la population de Lumeau atteint son maximum (508 habitants), grâce aux progrès sanitaires et à l'augmentation continue de l'espérance de vie. Par la suite, la Beauce ne cesse de se dépeupler, mais d'abord à un rythme très lent jusqu'à la Première Guerre mondiale, qui s'accentue avec l'aménagement du territoire et l'essor industriel du XXe siècle ; la croissance de la population se concentre alors dans l'agglomération orléanaise où l'emploi se tertiarise tandis que les débouchés de la productivité agricole, assurés par le machinisme agricole et le transport logistique à longues distances et faible coût, nécessitent peu de main-d'œuvre dans les zones rurales au voisinage de l'aire urbaine d'Orléans.
Les registres paroissiaux et registres d'état civil de Lumeau du XVIe siècle au XXe siècle ainsi que les recensements et listes électorales de Lumeau des XIXe et XXe siècles sont archivés et numérisés par les soins des Archives départementales d'Eure-et-Loir. Le microfilmage des registres paroissiaux de Lumeau (1668-1880) et d'état civil de Lumeau (1796-1892) ainsi que des tables décennales d'état civil (1793-1902) et des recensements de la population de Lumeau (1836-1901) a été effectué par la Société généalogique d'Utah en 1984 et 1999. La longévité moyenne de la population de Lumeau est de 44 ans au XVIIe siècle, 52 ans au XVIIIe siècle, 62 ans au XIXe siècle, 68 ans au XXe siècle, avec la présence de centenaires au tournant du XXIe siècle.
L'évolution du nombre d'habitants est connue à travers les recensements de la population effectués dans la commune depuis 1793. Pour les communes de moins de 10 000 habitants, une enquête de recensement portant sur toute la population est réalisée tous les cinq ans, les populations de référence des années intermédiaires étant quant à elles estimées par interpolation ou extrapolation. Pour la commune, le premier recensement exhaustif entrant dans le cadre du nouveau dispositif a été réalisé en 2007.

En 2022, la commune comptait 137 habitants, en évolution de −14,37 % par rapport à 2016 (Eure-et-Loir : −0,23 %, France hors Mayotte : +2,11 %).
| 1793 | 1800 | 1806 | 1821 | 1831 | 1836 | 1841 | 1846 | 1851 |
| ---- | ---- | ---- | ---- | ---- | ---- | ---- | ---- | ---- |
| 424  | 413  | 379  | 421  | 484  | 466  | 463  | 503  | 501  |

| 1856 | 1861 | 1866 | 1872 | 1876 | 1881 | 1886 | 1891 | 1896 |
| ---- | ---- | ---- | ---- | ---- | ---- | ---- | ---- | ---- |
| 503  | 508  | 506  | 472  | 442  | 447  | 477  | 454  | 463  |

| 1901 | 1906 | 1911 | 1921 | 1926 | 1931 | 1936 | 1946 | 1954 |
| ---- | ---- | ---- | ---- | ---- | ---- | ---- | ---- | ---- |
| 482  | 428  | 409  | 327  | 345  | 337  | 350  | 320  | 313  |

| 1962 | 1968 | 1975 | 1982 | 1990 | 1999 | 2006 | 2007 | 2012 |
| ---- | ---- | ---- | ---- | ---- | ---- | ---- | ---- | ---- |
| 267  | 297  | 229  | 194  | 179  | 177  | 184  | 185  | 184  |

| 2017 | 2022 | - | - | - | - | - | - | - |
| ---- | ---- | - | - | - | - | - | - | - |
| 149  | 137  | - | - | - | - | - | - | - |

### Enseignement
Lumeau est située dans l'académie d'Orléans-Tours.
L'enseignement primaire est assuré à Lumeau depuis plusieurs siècles, bien avant l'instruction obligatoire des lois Jules Ferry. En effet, après l'ordonnance royale du 13 décembre 1698 sur les écoles paroissiales, Guillaume des Aulnais, grammairien, demeure à Lumeau en 1706. Jean Desforges est maître d'école de 1724 à son décès en 1745 à 46 ans. Successeur de François Cassonnet, maître d'école de la paroisse de Lumeau jusqu'en 1785, Mathurin Gatillier décède en 1790 à 38 ans ; Charles Depussay lui succède, puis Pierre Furay en 1809, Pierre Foucher en 1846, Désiré Renard en 1850, Jules Drevet en 1882, Arthur Dausy en 1891, Albert Allard en 1895, Armand Dupré en 1904. Berthe Valérie Germond est la première institutrice de Lumeau, de 1895 à 1904. Par ailleurs, un petit séminaire, pensionnat-collège catholique où sont admis tant des élèves futurs séminaristes religieux que des élèves laïcs, est fondé en 1818 à Terminiers par l'abbé Jacques Côme (avec le soutien de l'abbé Claude Liautard, fondateur du collège Stanislas de Paris) et fonctionne jusqu'en 1833. Il comprend jusqu'à 90 pensionnaires. Sur un terrain réservé au centre du bourg de Lumeau, une école primaire publique mixte a été construite en 1884, remplaçant une maison d'école antérieure ; elle est fermée fin du XXe siècle au profit d'un système scolaire intercommunal.
Le service de transport scolaire PO4 vers l'école primaire de Terminiers a un arrêt à Lumeau et à Neuvilliers. Le service de transport scolaire CO2 conduit à Patay au collège Alfred de Musset. Près de Chartres se trouve le lycée agricole de La Saussaye de Sours tandis qu'à Orléans se trouvent des centres de formation d'apprentis, des lycées d'enseignement général et technologique, des établissements d'enseignement supérieur et l'université d'Orléans.

### Santé
Au carrefour de deux voies romaines à 6 km à l'ouest du bourg de Lumeau, il est fait mention d'une léproserie dès 1250 (« Leprosariam de Orgeriis »). La maladrerie d'Orgères est ouverte en l'an 1320, étendant le service offert dès 1280 par un établissement et une chapelle Saint-Marc servis par l'ordre des Templiers . L'ordre des Hospitaliers d'Orléans, qui en hérite en 1312, y établit un véritable service d'accueil de malades, assuré jusqu'à la Révolution française. Des bâtiments de la maladrerie ont été démolis dans les années 1970.
Au XXIe siècle, la maison de santé à Orgères-en-Beauce assure les prestations de médecine générale, de cabinet infirmier et dentiste, en supplément du cabinet de médecine générale à Terminiers. Il y a par ailleurs une pharmacie et une résidence médicalisée Texier Gallas avec une capacité d’accueil de 62 lits.
Des médecins spécialistes et des services dans les secteurs paramédical et médico-social sont disponibles dans le canton. L'hôpital le plus proche est le centre hospitalier régional d'Orléans.

### Manifestations culturelles et festivités
Les festivités liées au calendrier agricole et la fête de la moisson, la « Passée d'Août », ont fait la place à l'activité associative du club de Lumeau et de la maison de la Beauce à Orgères (y compris les conférences, le cinémobile et le bibliobus), ainsi qu'aux événements de l'amicale des sapeurs-pompiers.

## Économie

### Bassin d'emplois
Historiquement, en termes de commerce, le bourg de Lumeau comprend une taverne en 1392, une auberge en 1789, une boutique et trois cafés en 1950, une épicerie et débit de boisson en 1964, un café-restaurant en 1990 ; l'artisanat y est très développé jusqu'au milieu du XXe siècle avec des maréchaux-ferrants, charrons, menuisiers, maçons, couvreurs et autres métiers de soutien aux activités rurales ; la plupart des habitants sont affectés aux travaux agricoles.
Aujourd'hui, l'activité économique principale dans la commune est caractéristique des grandes cultures céréalières de Beauce (blé, orge, maïs), avec plusieurs sociétés et groupements agricoles d'exploitation céréalière, ainsi que des exploitations agricoles individuelles et des coopératives d'utilisation de matériel agricole. Un centre d'entretien mécanique et réparation de machines agricoles est installé à l'extrémité de la grande rue de Lumeau. À l'autre extrémité du bourg, la « ferme du noyer » produit des légumes. La « ferme d'Écuillon » est une société de production de pâtes alimentaires artisanales à partir du blé dur récolté sur place.
Lumeau est à 9 km de la « ferme des arches » de Gommiers, spécialisée en conditionnement de condiments oignons et échalotes récoltés aux alentours. Lumeau est à 10 km de la sucrerie Tereos d'Artenay où sont livrées les récoltes de betteraves à sucre. La commune bénéficie aussi de la proximité des terminaux céréaliers ferroviaires d'Orgères-en-Beauce et de Terminiers-Gommiers et de la coopérative agricole Axéréal.
À l'est de Lumeau se trouve la zone d’activités logistiques et supermarché d'Artenay-Poupry, où sont implantées des entreprises telles que XPO Logistics, Stef, Kuehne + Nagel et Intermarché, tandis qu'au sud de la commune de Lumeau est située la zone d'activités industrielles de Terminiers, avec notamment l'entreprise de tôlerie de précision Rassinoux, la société de sélection de semences DSV et le distributeur de matériel agricole Depussay. Plus généralement, Lumeau est dans le bassin d'emplois de l'aire urbaine d'Orléans. L'accès à l'autoroute A10 facilite les circulations.

### Usages du spectre radioélectrique
L'usage du spectre radioélectrique à Lumeau est conforme au plan national des fréquences, projeté sur le territoire. Seules les particularités locales sont indiquées dans la table ci-dessous.
| Fréquence               | Usage                            | Objet                                           | Qualité de réception |
| ----------------------- | -------------------------------- | ----------------------------------------------- | -------------------- |
| 34-40 MHz               | Radio mobile professionnelle     | relais du conseil départemental à Sougy         |                      |
| 68-73 MHz               | Radio mobile professionnelle     | relais Vinci autoroute du péage de Poupry       |                      |
| 87-108 MHz              | Services publics COM TER         | relais du château d'eau de Lumeau               |                      |
| 90,2 MHz                | Radio VAG FM                     | station de radio locale d'Artenay               | ++                   |
| 90,7 MHz                | France Musique                   | station de radio, émetteur de Traînou           | +++++                |
| 95,8 MHz                | France Culture                   | station de radio, émetteur de Traînou           | +                    |
| 99,2 MHz                | France Inter                     | station de radio, émetteur de Traînou           | +                    |
| 100,9 MHz               | France Bleu Orléans              | station de radio, basée à Orléans               | +++++                |
| 102,0 MHz               | Vibration                        | station de radio, basée à Orléans               | ++++                 |
| 122,7 MHz               | Tour de l'aérodrome de Bricy     | fréquence aéronautique LFOJ                     |                      |
| 123,5 MHz               | Aérodrome de Santilly            | fréquence aéronautique LF2825                   |                      |
| 124,8 MHz               | Approche de l'aérodrome de Bricy | fréquence aéronautique LFOJ                     |                      |
| Télévision TNT-R1       | France 3 Centre-Val de Loire     | chaîne de télévision, basée à Orléans-la-Source | numérique            |
| Radiomobiles terrestres | relais Bouygues, Free, SFR       | château d'eau de Guillonville                   |                      |
| Radiomobiles terrestres | relais Bouygues, Orange, SFR     | château d'eau d'Orgères                         |                      |
| Radiomobiles terrestres | relais Bouygues, Free, SFR       | pylône de Tillay-le-Péneux                      |                      |
| Radiomobiles terrestres | relais Orange, Free              | pylône de Baigneaux                             |                      |
| Radiomobiles terrestres | relais Bouygues, SFR             | pylône de l'aire du héron cendré à Dambron      |                      |
| 12.8-14.52 GHz          | Faisceaux hertziens              | relais du château d'eau de Lumeau               |                      |

## Culture locale et patrimoine

### Langue et traditions beauceronnes
Assimilé à la langue d'oïl parlée dans le domaine royal français au Moyen Âge, le beauceron est l'une des variantes du dialecte de l'orléanais qui a contribué à former la langue française moderne.
Les contes beaucerons mettent en scène les paysans, les seigneurs et le loup (la « bête d'Orléans », les amoureux de Péronville dévorés par la « bête » aux abords de la Conie), les miracles de Saint-Sigismond, celui de Saint-Lucain.
« La vingtaine se compose des cinq derniers jours d'avril et des cinq premiers jours de mai, ce que l'on formule ainsi : « Saint Marc (25 avril) nous y met, et saint Jean (6 mai, saint Jean Bouillant) nous en ôte ». (…) Dans certaines contrées, à la vingtaine se rattache la sonnerie de la cloche des biens. À Terminiers, à Lumeau, et ailleurs aussi sans doute, cette sonnerie commence et finit avec la vingtaine et elle fait venir à l'église beaucoup de fidèles qui viennent y prier pour les biens de la terre. »

### Lieux et monuments

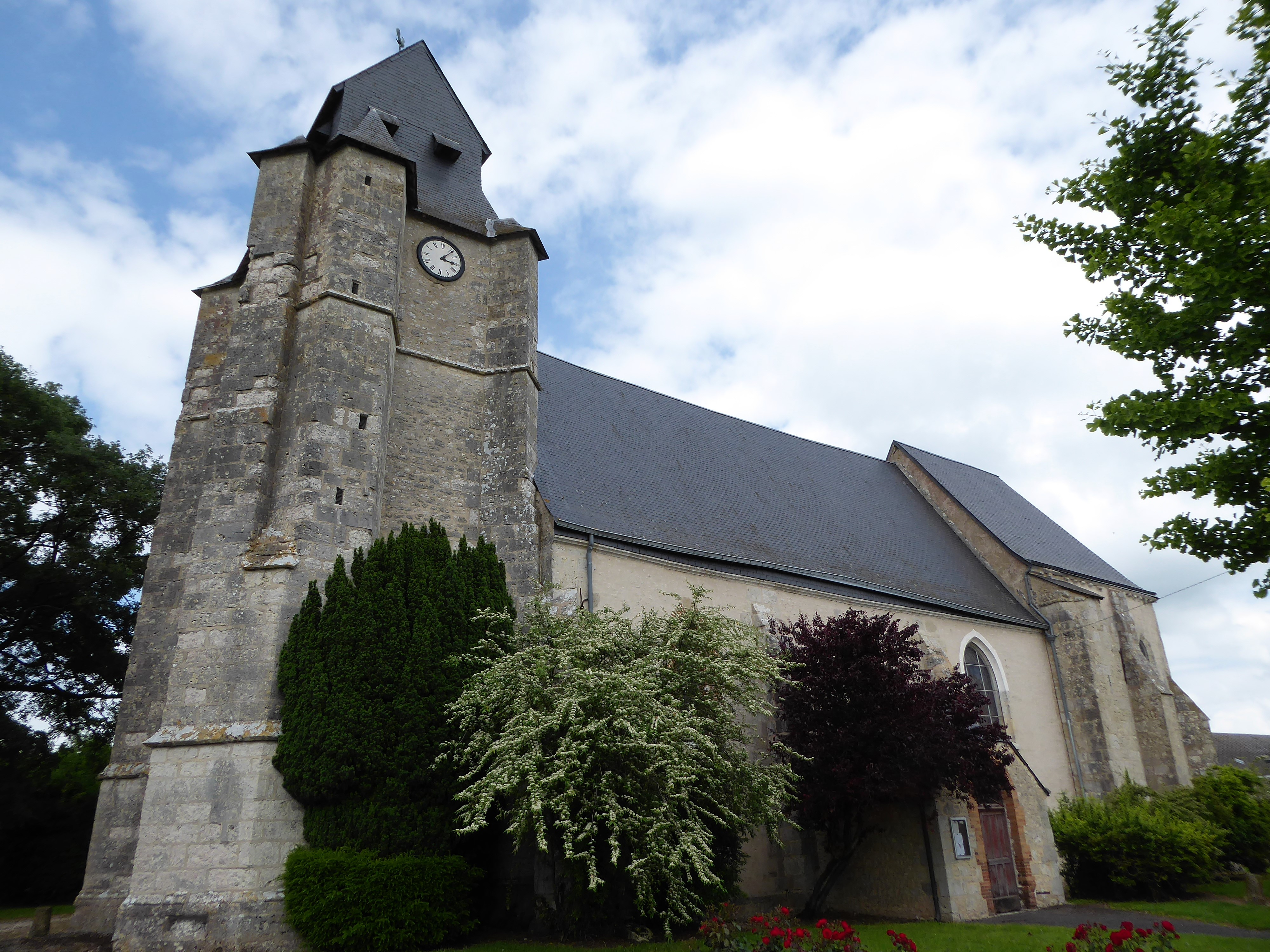
L'église Saint-Pierre avec sa tour quadrangulaire et son mur sud, en juin 2018.

Au centre du bourg trône l'église de Lumeau, fondée au Moyen Âge. Construite et rebâtie durant au moins trois périodes historiques, l'église conserve de l'édifice primitif d'architecture romane un chœur rénové,. Placée sous le vocable de saint Pierre, le lieu connaît une variantes de dédicaces, ayant été également associé à saint Loup et saint Gilles,,,,. Le bourg compte aussi le château de Lumeau qui comprend un corps de logis du XVIIe siècle et une ferme attenante à proximité de l'église, de l'ancien cimetière et de la grande mare de Lumeau. Le parc est adjacent au bois de Lumeau. Enfin, sur la route départementale menant au hameau de Neuvilliers se dresse le monument des Mobiles de la Haute-Vienne. Celui-ci marque l'emplacement de la charge héroïque et meurtrière des colonnes de la division du général Morandy qui tente de prendre Lumeau, sous la mitraille des batteries de la 17e division d'infanterie prussienne du général von Treskow au matin du 2 décembre 1870 : un des plus sanglants épisodes de la bataille de Loigny. Cet obélisque commémoratif est élevé avec le concours du département de la Haute-Vienne et est inauguré en 1873.

### Personnalités liées à la commune
- Sainte Radegonde[72], épouse de Clotaire Ier (fils de Clovis et roi des Francs, couronné roi d'Orléans en 524), découvre une source entre Neuvilliers et Terminiers, sur son chemin entre Noyon et Tours via Châteaudun.
- Général Jacques Louis Morandy (1812-1875), à la tête des colonnes de la 3e division du 16e corps de l'Armée de la Loire pour les combats de Lumeau le 2 décembre 1870, avançant de Terminiers à Lumeau, puis combattant de Auneux et Neuvilliers jusqu'à Écuillon.
- Jean François Marie Morice (1809-1873), curé de Lumeau de 1834 à 1873, et Désiré Léger Renard (1828), instituteur à Lumeau de 1850 à 1872 et secrétaire de mairie, organisateurs des secours aux blessés lors de la bataille du 2 décembre 1870, médaillés de la croix de la Société de la Convention de Genève[B 178]
- Émile Barillon (1860-1935)[105], né à Lumeau, évêque de Malacca (Malaisie-Singapour) de 1904 à 1933.
- Louise Côme (1869-1946), née Rousseau, médaille d'or de la famille française, reçue le 7 août 1921 pour avoir élevé ses 13 enfants à Lumeau[L 78].